# Vencedores do Festival Eurovisão da Canção
Sessenta e duas canções ganharam o Festival Eurovisão da Canção, uma competição anual organizada por países membros da União Europeia de Radiodifusão. O Festival, que tem sido transmitido todos os anos desde a sua estreia em 1956, é um dos programas de televisão mais antigos do mundo. O vencedor do Festival tem sido escolhido usando muitas técnicas de voto através da sua história, centradas em países receberem pontos dados por júris ou telespectadores. O país que tiver mais pontos é declarado o vencedor. O primeiro Festival Eurovisão da Canção não foi ganho por pontos, mas por votos (dois por país), e apenas o vencedor foi anunciado.
Houve sessenta e oito festivais, com um vencedor em cada ano, excepto no Festival de 1969, que teve quatro. Vinte e seis países diferentes ganharam o Festival, o mais recente sendo Portugal que venceu o Festival pela primeira vez em 2017. A Suíça ganhou na sua estrela — no primeiro Festival, em 1956. Os países com o maior número de vitórias são a Irlanda e a Suécia, que ganharam sete vezes. Malta é o país que participa há mais tempo que nunca ganhou. A única pessoa que ganhou mais do que uma vez foi Johnny Logan, que venceu o Festival três vezes para a Irlanda: como cantor em 1980, como cantautor em 1987, e como autor para a Linda Martin em 1992.
Vencer o Festival Eurovisão da Canção dá ao artista uma oportunidade única de aproveitar o seu sucesso e publicidade para lançar ou aprofundar a sua carreira internacional. Contudo, através da história do Festival, poucos nomes se tornaram estrelas internacionais de grande sucesso. Os artistas mais notáveis que consolidaram sua carreira foram o grupo ABBA, que ganhou o Festival pela Suécia em 1974 com a canção "Waterloo". O ABBA se tornou um dos grupos mais influentes de todos os tempos. Outra vencedora notável que alcançou sucesso e fama internacionais subsequentemente foi Céline Dion, que ganhou o concurso pela Suíça em 1988 com a canção "Ne partez pas sans moi". Contudo, o sucesso dela não é atribuído ao festival, já que ela estourou internacionalmente alguns anos mais tarde.

## Vencedores
| Ano  | País                         | Canção                          | Artista(s)                           | Pontos                       | Margem                       | Segundo lugar                | Data                | Cidade Anfitriã   |
| ---- | ---------------------------- | ------------------------------- | ------------------------------------ | ---------------------------- | ---------------------------- | ---------------------------- | ------------------- | ----------------- |
| 1956 | Suíça                        | “Refrain”                       | Lys Assia                            | N/A                          | N/A                          | N/A                          | 24 de Maio de 1956  | Lugano            |
| 1957 | Países Baixos                | “Net Als Toen”                  | Corry Brokken                        | 31                           | 14                           | França                       | 3 de Março de 1957  | Frankfurt am Main |
| 1958 | França                       | “Dors, Mon Amour”               | André Claveau                        | 27                           | 3                            | Suíça                        | 12 de Março de 1958 | Hilversum         |
| 1959 | Países Baixos                | “Een Beetje”                    | Teddy Scholten                       | 21                           | 5                            | Reino Unido                  | 11 de Março de 1959 | Cannes            |
| 1960 | França                       | “Tom Pillibi”                   | Jacqueline Boyer                     | 32                           | 7                            | Reino Unido                  | 25 de Março de 1960 | Londres           |
| 1961 | Luxemburgo                   | “Nous Les Amoureux              | Jean-Claude Pascal                   | 31                           | 6                            | Reino Unido                  | 18 de Março de 1961 | Cannes            |
| 1962 | França                       | “Un Premier Amour”              | Isabelle Aubret                      | 26                           | 13                           | Mónaco                       | 18 de Março de 1962 | Luxemburgo        |
| 1963 | Dinamarca                    | “Dansevise”                     | Grethe & Jørgen Ingmann              | 42                           | 2                            | Suíça                        | 23 de Março de 1963 | Londres           |
| 1964 | Itália                       | “Non ho l'età (per amarti)”     | Gigliola Cinquetti                   | 49                           | 32                           | Reino Unido                  | 21 de Março de 1964 | Copenhaga         |
| 1965 | Luxemburgo                   | “Poupée de cire, poupée de son” | France Gall                          | 32                           | 6                            | Reino Unido                  | 20 de Março de 1965 | Nápoles           |
| 1966 | Áustria                      | “Merci Chérie”                  | Udo Jürgens                          | 31                           | 15                           | Suécia                       | 5 de Março de 1966  | Luxemburgo        |
| 1967 | Reino Unido                  | “Puppet on a String”            | Sandie Shaw                          | 42                           | 25                           | Irlanda                      | 8 de Abril de 1967  | Viena             |
| 1968 | Espanha                      | “La La La”                      | Massiel                              | 29                           | 1                            | Reino Unido                  | 6 de Abril de 1968  | Londres           |
| 1969 | Espanha                      | “Vivo Cantando”                 | Salomé                               | 18                           | N/A                          | N/A                          | 29 de Março de 1969 | Madrid            |
| 1969 | Reino Unido                  | “Boom Bang-a-Bang”              | Lulu                                 | 18                           | N/A                          | N/A                          | 29 de Março de 1969 | Madrid            |
| 1969 | Países Baixos                | “De Troubadour”                 | Lennie Kuhr                          | 18                           | N/A                          | N/A                          | 29 de Março de 1969 | Madrid            |
| 1969 | França                       | “Un Jour, Un Enfant”            | Frida Boccara                        | 18                           | N/A                          | N/A                          | 29 de Março de 1969 | Madrid            |
| 1970 | Irlanda                      | “All Kinds of Everything”       | Dana                                 | 32                           | 6                            | Reino Unido                  | 21 de Março de 1970 | Amesterdão        |
| 1971 | Mónaco                       | Un banc, un arbre, une rue”     | Séverine                             | 128                          | 12                           | Espanha                      | 3 de Abril de 1971  | Dublin            |
| 1972 | Luxemburgo                   | “Après Toi”                     | Vicky Leandros                       | 128                          | 14                           | Reino Unido                  | 25 de Março de 1972 | Edimburgo         |
| 1973 | Luxemburgo                   | “Tu Te Reconnaîtras”            | Anne-Marie David                     | 129                          | 4                            | Espanha                      | 7 de Abril de 1973  | Luxemburgo        |
| 1974 | Suécia                       | “Waterloo”                      | ABBA                                 | 24                           | 6                            | Itália                       | 6 de Abril de 1974  | Brighton          |
| 1975 | Países Baixos                | “Ding-A-Dong”                   | Teach-In                             | 152                          | 14                           | Reino Unido                  | 22 de Março de 1975 | Estocolmo         |
| 1976 | Reino Unido                  | “Save Your Kisses for Me”       | Brotherhood of Man                   | 164                          | 17                           | França                       | 3 de Abril de 1976  | Haia              |
| 1977 | França                       | “L'Oiseau Et L'Enfant”          | Marie Myriam                         | 136                          | 15                           | Reino Unido                  | 7 de Maio de 1977   | Londres           |
| 1978 | Israel                       | “A-Ba-Ni-Bi”                    | Izhar Cohen & Alphabeta              | 157                          | 32                           | Bélgica                      | 22 de Abril de 1978 | Paris             |
| 1979 | Israel                       | “Hallelujah”                    | Gali Atari & Milk and Honey          | 125                          | 9                            | Espanha                      | 31 de Março de 1979 | Jerusalém         |
| 1980 | Irlanda                      | “What's Another Year?”          | Johnny Logan                         | 143                          | 15                           | Alemanha                     | 19 de Abril de 1980 | Haia              |
| 1981 | Reino Unido                  | “Making Your Mind Up”           | Bucks Fizz                           | 136                          | 4                            | Alemanha                     | 4 de Abril de 1981  | Dublin            |
| 1982 | Alemanha                     | “Ein Bisschen Frieden”          | Nicole                               | 161                          | 61                           | Israel                       | 24 de Abril de 1982 | Harrogate         |
| 1983 | Luxemburgo                   | “Si La Vie Est Cadeau”          | Corinne Hermès                       | 142                          | 6                            | Israel                       | 23 de Abril de 1983 | Munique           |
| 1984 | Suécia                       | “Diggi-Loo Diggi-Ley”           | Herreys                              | 145                          | 8                            | Irlanda                      | 5 de Maio de 1984   | Luxemburgo        |
| 1985 | Noruega                      | “La det swinge”                 | Bobbysocks                           | 123                          | 18                           | Alemanha                     | 4 de Maio de 1985   | Gotemburgo        |
| 1986 | Bélgica                      | “J'aime La Vie”                 | Sandra Kim                           | 176                          | 31                           | Suíça                        | 3 de Maio de 1986   | Bergen            |
| 1987 | Irlanda                      | “Hold Me Now”                   | Johnny Logan                         | 172                          | 31                           | Alemanha                     | 9 de May de 1987    | Bruxelas          |
| 1988 | Suíça                        | “Ne Partez Pas Sans Moi”        | Céline Dion                          | 137                          | 1                            | Reino Unido                  | 30 de Abril de 1988 | Dublin            |
| 1989 | Iugoslávia                   | “Rock Me”                       | Riva                                 | 137                          | 7                            | Reino Unido                  | 6 de Maio de 1989   | Lausanne          |
| 1990 | Itália                       | “Insieme: 1992”                 | Toto Cutugno                         | 149                          | 17                           | França                       | 5 de Maio de 1990   | Zagreb            |
| 1991 | Suécia                       | “Fångad av en stormvind”        | Carola                               | 146                          | 0                            | França                       | 4 de Maio de 1991   | Roma              |
| 1992 | Irlanda                      | “Why Me?”                       | Linda Martin                         | 155                          | 16                           | Reino Unido                  | 9 de Maio de 1992   | Malmö             |
| 1993 | Irlanda                      | “In Your Eyes”                  | Niamh Kavanagh                       | 187                          | 23                           | Reino Unido                  | 15 de Maio de 1993  | Millstreet        |
| 1994 | Irlanda                      | “Rock 'n' Roll Kids”            | Paul Harrington & Charlie McGettigan | 226                          | 60                           | Polónia                      | 30 de Abril de 1994 | Dublin            |
| 1995 | Noruega                      | “Nocturne”                      | Secret Garden                        | 148                          | 29                           | Espanha                      | 13 de Maio de 1995  | Dublin            |
| 1996 | Irlanda                      | “The Voice”                     | Eimear Quinn                         | 162                          | 48                           | Noruega                      | 18 de Maio de 1996  | Oslo              |
| 1997 | Reino Unido                  | “Love Shine a Light”            | Katrina and the Waves                | 227                          | 70                           | Irlanda                      | 3 de Maio de 1997   | Dublin            |
| 1998 | Israel                       | “Diva”                          | Dana International                   | 172                          | 6                            | Reino Unido                  | 9 de Maio de 1998   | Birmingham        |
| 1999 | Suécia                       | “Take Me to Your Heaven”        | Charlotte Nilsson                    | 163                          | 17                           | Islândia                     | 29 de Maio de 1999  | Jerusalém         |
| 2000 | Dinamarca                    | “Fly on the Wings of Love”      | Olsen Brothers                       | 195                          | 40                           | Rússia                       | 13 de Maio de 2000  | Estocolmo         |
| 2001 | Estónia                      | “Everybody”                     | Tanel Padar, Dave Benton & 2XL       | 198                          | 21                           | Dinamarca                    | 12 de Maio de 2001  | Copenhaga         |
| 2002 | Letónia                      | “I Wanna”                       | Marie N                              | 176                          | 12                           | Malta                        | 25 de Maio de 2002  | Tallinn           |
| 2003 | Turquia                      | “Everyway That I Can”           | Sertab Erener                        | 167                          | 2                            | Bélgica                      | 24 de Maio de 2003  | Riga              |
| 2004 | Ucrânia                      | “Wild Dances”                   | Ruslana                              | 280                          | 17                           | Sérvia e Montenegro          | 15 de Maio de 2004  | Istambul          |
| 2005 | Grécia                       | “My Number One”                 | Helena Paparizou                     | 230                          | 38                           | Malta                        | 21 de Maio de 2005  | Kiev              |
| 2006 | Finlândia                    | “Hard Rock Hallelujah”          | Lordi                                | 292                          | 44                           | Rússia                       | 20 de Maio de 2006  | Atenas            |
| 2007 | Sérvia                       | “Molitva”                       | Marija Šerifović                     | 268                          | 33                           | Ucrânia                      | 12 de Maio de 2007  | Helsínquia        |
| 2008 | Rússia                       | “Believe”                       | Dima Bilan                           | 272                          | 42                           | Ucrânia                      | 24 de Maio de 2008  | Belgrado          |
| 2009 | Noruega                      | “Fairytale”                     | Alexander Rybak                      | 387                          | 171                          | Islândia                     | 16 de Maio de 2009  | Moscovo           |
| 2010 | Alemanha                     | “Satellite”                     | Lena Meyer-Landrut                   | 246                          | 76                           | Turquia                      | 29 de Maio de 2010  | Baerum            |
| 2011 | Azerbaijão                   | “Running Scared”                | Ell &Nikki                           | 221                          | 32                           | Itália                       | 14 de Maio de 2011  | Düsseldorf        |
| 2012 | Suécia                       | “Euphoria”                      | Loreen                               | 372                          | 113                          | Rússia                       | 26 de Maio de 2012  | Baku              |
| 2013 | Dinamarca                    | “Only Teardrops”                | Emmelie de Forest                    | 281                          | 47                           | Azerbaijão                   | 18 de Maio de 2013  | Malmö             |
| 2014 | Áustria                      | “Rise Like a Phoenix”           | Conchita Wurst                       | 290                          | 52                           | Países Baixos                | 10 de Maio de 2014  | Copenhaga         |
| 2015 | Suécia                       | “Heroes”                        | Måns Zelmerlöw                       | 365                          | 62                           | Rússia                       | 23 de Maio de 2015  | Viena             |
| 2016 | Ucrânia                      | “1944”                          | Jamala                               | 534                          | 23                           | Austrália                    | 14 de Maio de 2016  | Estocolmo         |
| 2017 | Portugal                     | “Amar pelos dois”               | Salvador Sobral                      | 758                          | 143                          | Bulgária                     | 13 de Maio de 2017  | Kiev              |
| 2018 | Israel                       | “Toy”                           | Netta Barzilai                       | 529                          | 93                           | Chipre                       | 12 de Maio de 2018  | Lisboa            |
| 2019 | Países Baixos                | “Arcade”                        | Duncan Laurence                      | 492                          | 27                           | Itália                       | 18 de Maio de 2019  | Tel Aviv          |
| 2020 | Cancelado devido ao COVID-19 | Cancelado devido ao COVID-19    | Cancelado devido ao COVID-19         | Cancelado devido ao COVID-19 | Cancelado devido ao COVID-19 | Cancelado devido ao COVID-19 | 16 de Maio de 2020  | Roterdão          |
| 2021 | Itália                       | “Zitti e Buoni”                 | Måneskin                             | 524                          | 25                           | França                       | 22 de Maio de 2021  | Roterdão          |
| 2022 | Ucrânia                      | “Stefania”                      | Kalush Orchestra                     | 631                          | 165                          | Reino Unido                  | 14 de Maio de 2022  | Turim             |
| 2023 | Suécia                       | “Tattoo”                        | Loreen                               | 583                          | 57                           | Finlândia                    | 13 de Maio de 2023  | Liverpool         |
| 2024 | Suíça                        | "The Code"                      | Nemo                                 | 591                          | 42                           | Croácia                      | 12 de Maio de 2024  | Malmö             |
| 2025 | Áustria                      | "Wasted Love"                   | JJ                                   | 436                          | 79                           | Israel                       | 17 de Maio de 2025  | Basileia          |

Onze vencedores do Festival Eurovisão da Canção (juntamente com três concorrentes que não ganharam) participaram no concerto Congratulations em 2005, no qual o "Waterloo" do ABBA foi votada a canção mais popular dos primeiros cinquenta anos do Festival.
Desde que o sistema de votação atual foi introduzido em 1975, o vencedor do Festival foi decidido pela última nação a votar em dez ocasiões.
O país com mais sucesso que nunca ganhou é a Malta, tendo ficado em segundo e terceiro lugar duas vezes.
O maior número de pontos conseguidos até hoje por um vencedor foram 758 pontos em 2017 com Salvador Sobral a representar Portugal com a canção "Amar Pelos Dois."
Entretanto, o país vencedor que conseguiu mais "12 pontos" do júri foi a Suécia em 2012 e Portugal em 2017, ambos conseguindo os "12 pontos" de 18 júris nacionais. Em 2017, Portugal conseguiu ainda os "12 pontos" do tele-voto de 12 países e tornou-se ainda o primeiro vencedor a ser pontuado por todos os tele-votos dos países a concurso. No que respeita à votação dos júris, Portugal em 2017 só não recebeu pontos de 2 dos 42 júris dos países participantes.
A menor pontuação de um vencedor no atual formato de votação foi o grupo norueguês Bobbysocks em 1985 totalizando apenas 123 pontos.
A maior margem de vitória pertence a Alexander Rybak da Noruega, quando em 2009 ganhou por 171 pontos de diferença do 2.º classificado, a Islândia. Logo atrás está Salvador Sobral de Portugal que ganhou em 2017 com 143 pontos de diferença da Bulgária que ficou em 2.º lugar.
A menor diferença de pontuação foi em 1991, quando a sueca Carola e a francesa Amina empataram com 146 pontos. Carola acabou ganhando no critério de desempate que na época eram os "12 pontos". Elas novamente empataram, pois cada uma havia recebido 4 "12 pontos". Entretanto Carola tinha recebido 5 "10 pontos" e Amina recebeu apenas 2 "10 pontos". No critério atual, Amina ganharia pois 18 países votaram nela, Carola ficaria em segundo pois recebeu pontos de 17.
O Reino Unido foi o país que ficou mais vezes em segundo lugar num total de 16 vezes.

## Por país
| Vitórias | País          | Anos                                     |
| -------- | ------------- | ---------------------------------------- |
| 7        | Irlanda       | 1970, 1980, 1987, 1992, 1993, 1994, 1996 |
| 7        | Suécia        | 1974, 1984, 1991, 1999, 2012, 2015, 2023 |
| 5        | França        | 1958, 1960, 1962, 1969, 1977             |
| 5        | Luxemburgo    | 1961, 1965, 1972, 1973, 1983             |
| 5        | Reino Unido   | 1967, 1969, 1976, 1981, 1997             |
| 5        | Países Baixos | 1957, 1959, 1969, 1975, 2019             |
| 4        | Israel        | 1978, 1979, 1998, 2018                   |
| 3        | Noruega       | 1985, 1995, 2009                         |
| 3        | Dinamarca     | 1963, 2000, 2013                         |
| 3        | Itália        | 1964, 1990, 2021                         |
| 3        | Ucrânia       | 2004, 2016, 2022                         |
| 3        | Suíça         | 1956, 1988, 2024                         |
| 3        | Áustria       | 1966, 2014, 2025                         |
| 2        | Espanha       | 1968, 1969                               |
| 2        | Alemanha      | 1982, 2010                               |
| 1        | Mónaco        | 1971                                     |
| 1        | Bélgica       | 1986                                     |
| 1        | Iugoslávia    | 1989                                     |
| 1        | Estónia       | 2001                                     |
| 1        | Letónia       | 2002                                     |
| 1        | Turquia       | 2003                                     |
| 1        | Grécia        | 2005                                     |
| 1        | Finlândia     | 2006                                     |
| 1        | Sérvia        | 2007                                     |
| 1        | Rússia        | 2008                                     |
| 1        | Azerbaijão    | 2011                                     |
| 1        | Portugal      | 2017                                     |

Mapa a mostrar o número de vitórias de cada país.

Anos em itálico indicam vencedores múltiplos.

## Por língua
Entre 1966 e 1973, e outra vez entre 1977 e 1998, os países só podiam cantar na sua própria língua.
| Vitórias | Línguas           | Anos | Países |
| -------- | ----------------- | --- | --- |
| 35       | Inglês            | 1967, 1969, 1970, 1974, 1975, 1976, 1980, 1981, 1987, 1992, 1993, 1994, 1996, 1997, 1999, 2000, 2001, 2002, 2003, 2004, 2005, 2006, 2008, 2009, 2010, 2011, 2012, 2013, 2014, 2015, 2018, 2019, 2023, 2024,2025 | Reino Unido, Irlanda, Suécia, Países Baixos, Dinamarca, Estónia, Letónia, Turquia, Ucrânia, Grécia, Finlândia, Rússia, Noruega, Alemanha, Azerbaijão, Áustria, Israel, Holanda |
| 14       | Francês           | 1956, 1958, 1960, 1961, 1962, 1965, 1969, 1971, 1972, 1973, 1977, 1983, 1986, 1988 | Suíça, França, Luxemburgo, Mónaco, Bélgica |
| 3        | Holandês          | 1957, 1959, 1969 | Países Baixos |
| 3        | Hebreu            | 1978, 1979, 1998 | Israel |
| 3        | Italiano          | 1964, 1990, 2021 | Itália |
| 2        | Norueguês         | 1985, 1995 | Noruega |
| 2        | Sueco             | 1984, 1991 | Suécia |
| 2        | Alemão            | 1966, 1982 | Áustria, Alemanha |
| 2        | Ucraniano         | 2004, 2022 | Ucrânia |
| 1        | Dinamarquês       | 1963 | Dinamarca |
| 1        | Castelhano        | 1968, 1969 | Espanha |
| 1        | Servo-Croata      | 1989 | Jugoslávia |
| 1        | Sérvio            | 2007 | Sérvia |
| 1        | Tártar da Crimeia | 2016 | Ucrânia |
| 1        | Português         | 2017 | Portugal |

## Por ordem de atuação (das finais)
| #      | Vezes | Vitórias | Anos |
| ------ | ----- | -------- | --- |
| 01     | 65    | 3        | Países Baixos (de 19), Reino Unido (de 18), e Suécia (de 19)                                                               |
| 02     | 65    | 0        | |
| 03     | 65    | 4        | França (de 10), Espanha (de 16), Monáco (de 18), e Irlanda (de 25)                                                         |
| 04     | 65    | 1        | Turquia (de 26) |
| 05     | 65    | 2        | Países Baixos (de 11) e Noruega (de 23)                                                                                    |
| 06     | 65    | 1        | Países Baixos (de 10) |
| 07     | 65    | 1        | Reino Unido (de 16) |
| 08     | 65    | 5        | Dinamarca (de 16), Países Baixos (de 16), Suécia (de 17), Suécia (de 22), e Israel (de 25)                                 |
| 09     | 65    | 4        | Suíça (de 14), França (de 16), Áustria (de 18), Suíça (de 21) e Suécia (de 26)                                             |
| 10     | 65    | 3        | Israel (de 19), Ucrânia (de 24), Suécia (de 27) e Holanda (de 26)                                                          |
| 11     | 63    | 4        | Reino Unido (de 17), Luxemburgo (de 17), Áustria (de 26) e Portugal (de 26)                                                |
| 12     | 62    | 2        | Itália (de 16), Irlanda (de 12) e Ucrânia (de 25)                                                                          |
| 13     | 61    | 3        | França (de 13), Noruega (de 19), e Bélgica (de 20)                                                                         |
| 14     | 60    | 5        | Luxemburgo (de 16), França (de 16), Reino Unido (de 20), Irlanda (de 25), e Dinamarca (de 24)                              |
| 15     | 59    | 3        | Luxemburgo (de 18), Espanha (de 17), e Suécia (de 23)                                                                      |
| 16     | 59    | 0        | |
| 17     | 52    | 7        | Luxemburgo (de 18), Irlanda (de 19), Irlanda (de 23), Irlanda (de 23), Finlândia (de 24), Sérvia (de 24), e Suécia (de 26) |
| 18     | 50    | 4        | França (de 18), Israel (de 20), Alemanha (de 18), e Dinamarca (de 26)                                                      |
| 19     | 43    | 3        | Itália (de 22), Grécia (de 24), e Azerbaijão (de 25)                                                                       |
| 20     | 38    | 4        | Luxemburgo (de 20), Irlanda (de 22), Estónia (de 23), e Noruega (de 25)                                                    |
| 21     | 34    | 1        | Ucrânia (de 26), Suíça (de 25)                                                                                             |
| 22     | 32    | 3        | Jugoslávia (de 22), Alemanha (de 25) e Israel (de 26)                                                                      |
| 23     | 29    | 1        | Letónia (de 24) |
| 24     | 24    | 2        | Reino Unido (de 25), Rússia (de 25) e Itália (de 26)                                                                       |
| 25     | 27    | 0        | |
| 26     | 9     | 0        | |
| 27     | 1     | 0        | |
| Último | 60    | 6        | França, Irlanda, França, Alemanha, Luxemburgo, e Jugoslávia                                                                |

## Ranking
| #  | País                 | 1ºs lugares | 2ºs lugares | 3ºs lugares | Melhor classificação (fora do top 3) |
| -- | -------------------- | ----------- | ----------- | ----------- | ------------------------------------ |
| 1  | Irlanda              | 7           | 4           | 1           |                                      |
| 2  | Suécia               | 7           | 1           | 6           |                                      |
| 3  | Reino Unido          | 5           | 16          | 3           |                                      |
| 4  | França               | 5           | 5           | 7           |                                      |
| 5  | Países Baixos        | 5           | 3           | 1           |                                      |
| 6  | Luxemburgo           | 5           | 0           | 2           |                                      |
| 7  | Israel               | 4           | 3           | 2           |                                      |
| 8  | Itália               | 3           | 5           | 5           |                                      |
| 9  | Suíça                | 3           | 3           | 4           |                                      |
| 10 | Ucrânia              | 3           | 2           | 2           |                                      |
| 11 | Dinamarca            | 3           | 1           | 3           |                                      |
| 12 | Noruega              | 3           | 1           | 1           |                                      |
| 16 | Áustria              | 3           | 0           | 1           |                                      |
| 13 | Alemanha             | 2           | 6           | 5           |                                      |
| 14 | Espanha              | 2           | 4           | 2           |                                      |
| 15 | Finlândia            | 2           | 1           | 0           |                                      |
| 17 | Rússia               | 1           | 4           | 4           |                                      |
| 18 | Bélgica              | 1           | 4           | 0           |                                      |
| 19 | Mónaco               | 1           | 1           | 3           |                                      |
| 20 | Turquia              | 1           | 1           | 1           |                                      |
| 20 | Azerbaijão           | 1           | 1           | 1           |                                      |
| 22 | Grécia               | 1           | 0           | 3           |                                      |
| 23 | Estónia              | 1           | 0           | 2           |                                      |
| 23 | Letónia              | 1           | 0           | 1           |                                      |
| 23 | Sérvia               | 1           | 0           | 1           |                                      |
| 26 | Iugoslávia           | 1           | 0           | 0           |                                      |
| 26 | Portugal             | 1           | 0           | 0           |                                      |
| 28 | Malta                | 0           | 2           | 2           |                                      |
| 29 | Islândia             | 0           | 2           | 0           |                                      |
| 30 | Bulgária             | 0           | 1           | 0           |                                      |
| 30 | Austrália            | 0           | 1           | 0           |                                      |
| 30 | Chipre               | 0           | 1           | 0           |                                      |
| 30 | Polónia              | 0           | 1           | 0           |                                      |
| 30 | Sérvia e Montenegro  | 0           | 1           | 0           |                                      |
| 30 | Croácia              | 0           | 1           | 0           |                                      |
| 35 | Roménia              | 0           | 0           | 2           |                                      |
| 36 | Bósnia e Herzegovina | 0           | 0           | 1           |                                      |
| 37 | Moldávia             | 0           | 0           | 1           |                                      |
| 38 | Hungria              | 0           | 0           | 0           | 4º                                   |
| 38 | Arménia              | 0           | 0           | 0           | 4º                                   |
| 41 | Albânia              | 0           | 0           | 0           | 5º                                   |
| 42 | Lituânia             | 0           | 0           | 0           | 6º                                   |
| 42 | Bielorrússia         | 0           | 0           | 0           | 6º                                   |
| 42 | Chéquia              | 0           | 0           | 0           | 6º                                   |
| 45 | Eslovénia            | 0           | 0           | 0           | 7º                                   |
| 45 | Macedónia do Norte   | 0           | 0           | 0           | 7º                                   |
| 47 | Geórgia              | 0           | 0           | 0           | 9º                                   |
| 48 | Montenegro           | 0           | 0           | 0           | 13º                                  |
| 48 | Eslováquia           | 0           | 0           | 0           | 13º                                  |
| 50 | Marrocos             | 0           | 0           | 0           | 18º                                  |
| 51 | San Marino           | 0           | 0           | 0           | 19º                                  |
| 52 | Andorra              | 0           | 0           | 0           | 12º (semifinal)                      |

Atualizado em 19 de maio de 2025

### Ranking Por década

#### Anos 50
| Posição | País          | 1º | 2º | 3º | 4º | 5º | Total |
| ------- | ------------- | -- | -- | -- | -- | -- | ----- |
| 1       | França        | 1  | 1  | 1  | -  | -  | 3     |
| 2       | Suíça         | 1  | 1  | -  | 1  | -  | 3     |
| 3       | Países Baixos | 2  | -  | -  | -  | -  | 2     |
| 4       | Dinamarca     | -  | -  | 1  | -  | 1  | 2     |
| 5       | Reino Unido   | -  | 1  | -  | -  | -  | 1     |

#### Anos 60
| Posição | País        | 1º | 2º | 3º | 4º | 5º | Total |
| ------- | ----------- | -- | -- | -- | -- | -- | ----- |
| 1       | França      | 3  | -  | 3  | 2  | 1  | 9     |
| 2       | Reino Unido | 2  | 5  | -  | 2  | -  | 9     |
| 3       | Luxemburgo  | 2  | -  | 1  | 2  | -  | 5     |
| 4       | Mónaco      | -  | 1  | 2  | -  | 2  | 5     |
| 5       | Itália      | 1  | -  | 1  | -  | 2  | 4     |

#### Anos 70
| Posição | País        | 1º | 2º | 3º | 4º | 5º | Total |
| ------- | ----------- | -- | -- | -- | -- | -- | ----- |
| 1       | Reino Unido | 1  | 4  | 1  | 2  | -  | 8     |
| 2       | França      | 1  | 1  | 2  | 2  | -  | 6     |
| 3       | Mónaco      | 1  | -  | 1  | 3  | -  | 5     |
| 4       | Luxemburgo  | 2  | -  | -  | 1  | 1  | 4     |
| 5       | Irlanda     | 1  | -  | 1  | -  | 2  | 4     |

#### Anos 80
| Posição | País        | 1º | 2º | 3º | 4º | 5º | Total |
| ------- | ----------- | -- | -- | -- | -- | -- | ----- |
| 1       | Alemanha    | 1  | 4  | -  | -  | 1  | 6     |
| 2       | Irlanda     | 2  | 1  | -  | 1  | 1  | 5     |
| 3       | Reino Unido | 1  | 2  | 1  | 1  | -  | 5     |
| 4       | Suíça       | 1  | 1  | 1  | 2  | -  | 5     |
| 5       | Suécia      | 1  | -  | 2  | 1  | 1  | 5     |

#### Anos 90
| Posição | País        | 1º | 2º | 3º | 4º | 5º | Total |
| ------- | ----------- | -- | -- | -- | -- | -- | ----- |
| 1       | Irlanda     | 4  | 2  | -  | -  | -  | 6     |
| 2       | Suécia      | 2  | -  | 2  | -  | -  | 4     |
| 3       | Reino Unido | 1  | 3  | -  | -  | -  | 4     |
| 4       | França      | -  | 2  | -  | 2  | -  | 4     |
| 5       | Noruega     | 1  | 1  | -  | -  | 1  | 3     |

#### Anos 2000
| Posição | País    | 1º | 2º | 3º | 4º | 5º | Total |
| ------- | ------- | -- | -- | -- | -- | -- | ----- |
| 1       | Rússia  | 1  | 2  | 2  | -  | -  | 5     |
| 2       | Grécia  | 1  | -  | 3  | -  | -  | 4     |
| 3       | Turquia | 1  | -  | -  | 3  | -  | 4     |
| 4       | Suécia  | -  | -  | -  | -  | 4  | 4     |
| 5       | Ucrânia | 1  | 2  | -  | -  | -  | 3     |

#### Anos 2010
| Posição | País       | 1º | 2º | 3º | 4º | 5º | Total |
| ------- | ---------- | -- | -- | -- | -- | -- | ----- |
| 1       | Suécia     | 2  | -  | 2  | -  | 2  | 6     |
| 2       | Rússia     | -  | 1  | 3  | -  | 1  | 5     |
| 3       | Azerbaijão | 1  | 1  | -  | 1  | 1  | 4     |
| 4       | Itália     | -  | 3  | 1  | -  | -  | 4     |
| 5       | Dinamarca  | 1  | -  | -  | 1  | 1  | 3     |

#### Anos 2020
| Posição | País    | 1º | 2º | 3º | 4º | 5º | Total |
| ------- | ------- | -- | -- | -- | -- | -- | ----- |
| 1       | Ucrânia | 1  | -  | 1  | -  | 1  | 3     |
| 2       | Suécia  | 1  | -  | -  | 2  | -  | 3     |
| 3       | Itália  | 1  | -  | -  | 1  | 1  | 3     |
| 4       | Israel  | -  | 1  | 1  | -  | 1  | 3     |
| 5       | Suíça   | 1  | -  | 1  | -  | -  | 2     |

## Vencedores das semifinais
| Ano  | País                         | Canção                       | Interprete                      | Artigo                       |
| ---- | ---------------------------- | ---------------------------- | ------------------------------- | ---------------------------- |
| 2004 | Sérvia e Montenegro          | Lane Moje                    | Željko Joksimović               | ESC 2004                     |
| 2005 | Roménia                      | Let me try                   | Luminita Anghel e Sistem        | ESC 2005                     |
| 2006 | Finlândia                    | Hard Rock Hallelujah         | Lordi                           | ESC 2006                     |
| 2007 | Sérvia                       | Molitva                      | Marija Šerifović                | ESC 2007                     |
| 2008 | Grécia                       | Secret combination           | Kalomira                        | ESC 2008 (1º)                |
| 2008 | Ucrânia                      | Shady lady                   | Ani Lorak                       | ESC 2008 (2º)                |
| 2009 | Islândia                     | Is It True?                  | Yohanna                         | ESC 2009 (1º)                |
| 2009 | Noruega                      | Fairytale                    | Alexander Rybak                 | ESC 2009 (2º)                |
| 2010 | Bélgica                      | Me And My Guitar             | Tom Dice                        | ESC 2010 (1º)                |
| 2010 | Turquia                      | We could be the same         | maNga                           | ESC 2010 (2º)                |
| 2011 | Grécia                       | Watch my Dance               | Loukas Giorkas feat Stereo Mike | ESC 2011 (1º)                |
| 2011 | Suécia                       | Popular                      | Eric Saade                      | ESC 2011 (2º)                |
| 2012 | Rússia                       | Party for everybody          | Buranovskiye Babushki           | ESC 2012 (1º)                |
| 2012 | Suécia                       | Euphoria                     | Loreen                          | ESC 2012 (2º)                |
| 2013 | Dinamarca                    | Only Teardrops               | Emmelie de Forest               | ESC 2013 (1º)                |
| 2013 | Azerbaijão                   | Hold Me                      | Farid Mammadov                  | ESC 2013 (2º)                |
| 2014 | Países Baixos                | Calm Afther The Storm        | The Common Linnets              | ESC 2014 (1º)                |
| 2014 | Áustria                      | Rise Like a Phoenix          | Conchita Wurst                  | ESC 2014 (2º)                |
| 2015 | Rússia                       | A Million Voices             | Polina Gagarina                 | ESC 2015 (1º)                |
| 2015 | Suécia                       | Heroes                       | Mans Zelmerlow                  | ESC 2015 (2º)                |
| 2016 | Rússia                       | You´re the only one          | Sergey Lazarev                  | ESC 2016 (1º)                |
| 2016 | Austrália                    | Sound of Silence             | Dami Im                         | ESC 2016 (2º)                |
| 2017 | Portugal                     | Amar Pelos Dois              | Salvador Sobral                 | ESC 2017 (1º)                |
| 2017 | Bulgária                     | Beautiful Mess               | Kristian Kostov                 | ESC 2017 (2º)                |
| 2018 | Israel                       | Toy                          | Netta Barzilai                  | ESC 2018 (1º)                |
| 2018 | Noruega                      | That´s How You Write a Song  | Alexander Rybak                 | ESC 2018 (2º)                |
| 2019 | Austrália                    | Zero Gravity                 | Kate Miller-Heidke              | ESC 2019 (1º)                |
| 2019 | Países Baixos                | Arcade                       | Duncan Laurence                 | ESC 2019 (2º)                |
| 2020 | Cancelado devido ao Covid-19 | Cancelado devido ao Covid-19 | Cancelado devido ao Covid-19    | Cancelado devido ao Covid-19 |
| 2021 | Malta                        | Je me casse                  | Destiny Chukunyere              | ESC 2021 (1º)                |
| 2021 | Suíça                        | Tout l'Univers               | Gjon's Tears                    | ESC 2021 (2º)                |
| 2022 | Ucrânia                      | Stefania                     | Kalush Orchestra                | ESC 2022 (1º)                |
| 2022 | Suécia                       | Hold Me Closer               | Cornelia Jakobs                 | ESC 2022 (2º)                |
| 2023 | Finlândia                    | Cha Cha Cha                  | Käärijä                         | ESC 2023 (1º)                |
| 2023 | Austrália                    | Promise                      | Voyager                         | ESC 2023 (2º)                |
| 2024 | Croácia                      | Rim Tim Tagi Dim             | Baby Lasagna                    | ESC 2024 (1º)                |
| 2024 | Israel                       | Hurricane                    | Eden Golan                      | ESC 2024 (2º)                |
| 2024 | Ucrânia                      | Bird of Pray                 | Ziferblat                       | ESC 2025 (1º)                |
| 2024 | Israel                       | New Day Will Rise            | Yuval Raphael                   | ESC 2025 (2º)                |

## Galeria

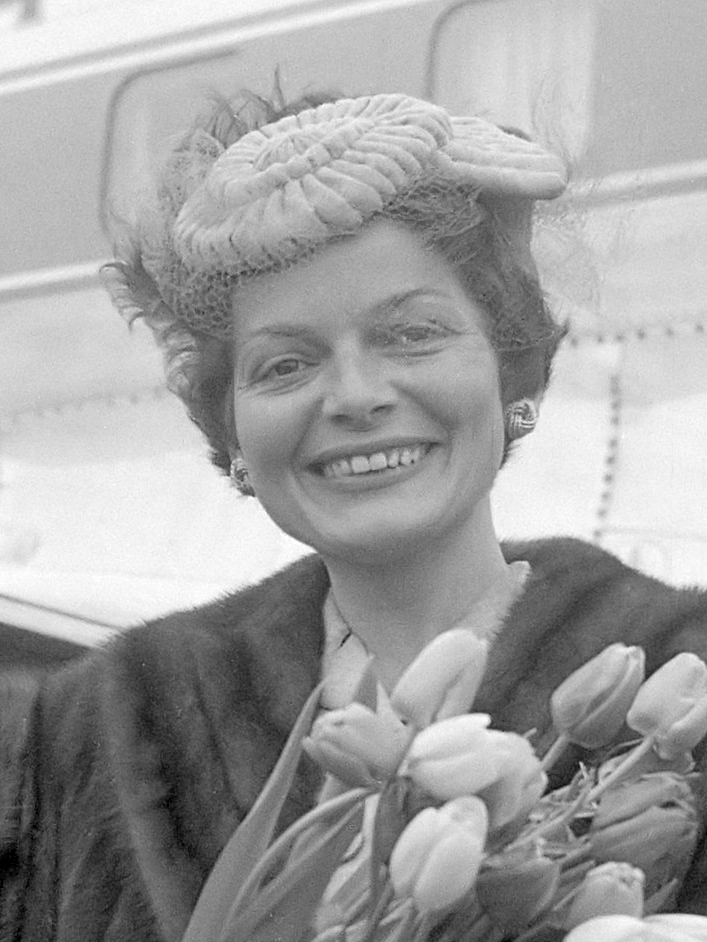
Lys Assia, vencedora do Festival Eurovisão da Canção 1956 pela Suíça.
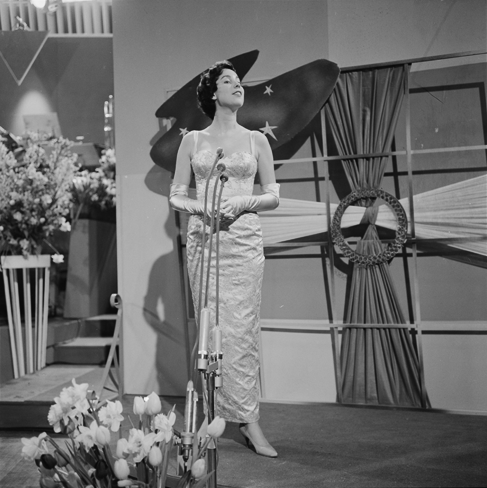
Corry Brokken, vencedora do Festival Eurovisão da Canção 1957 pelos Países Baixos.
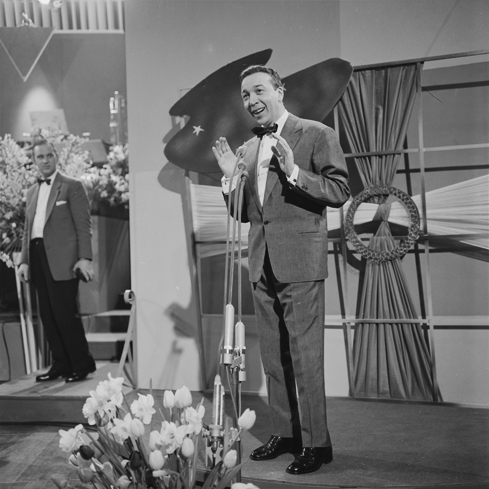
André Claveau, vencedor do Festival Eurovisão da Canção 1958 pela França.
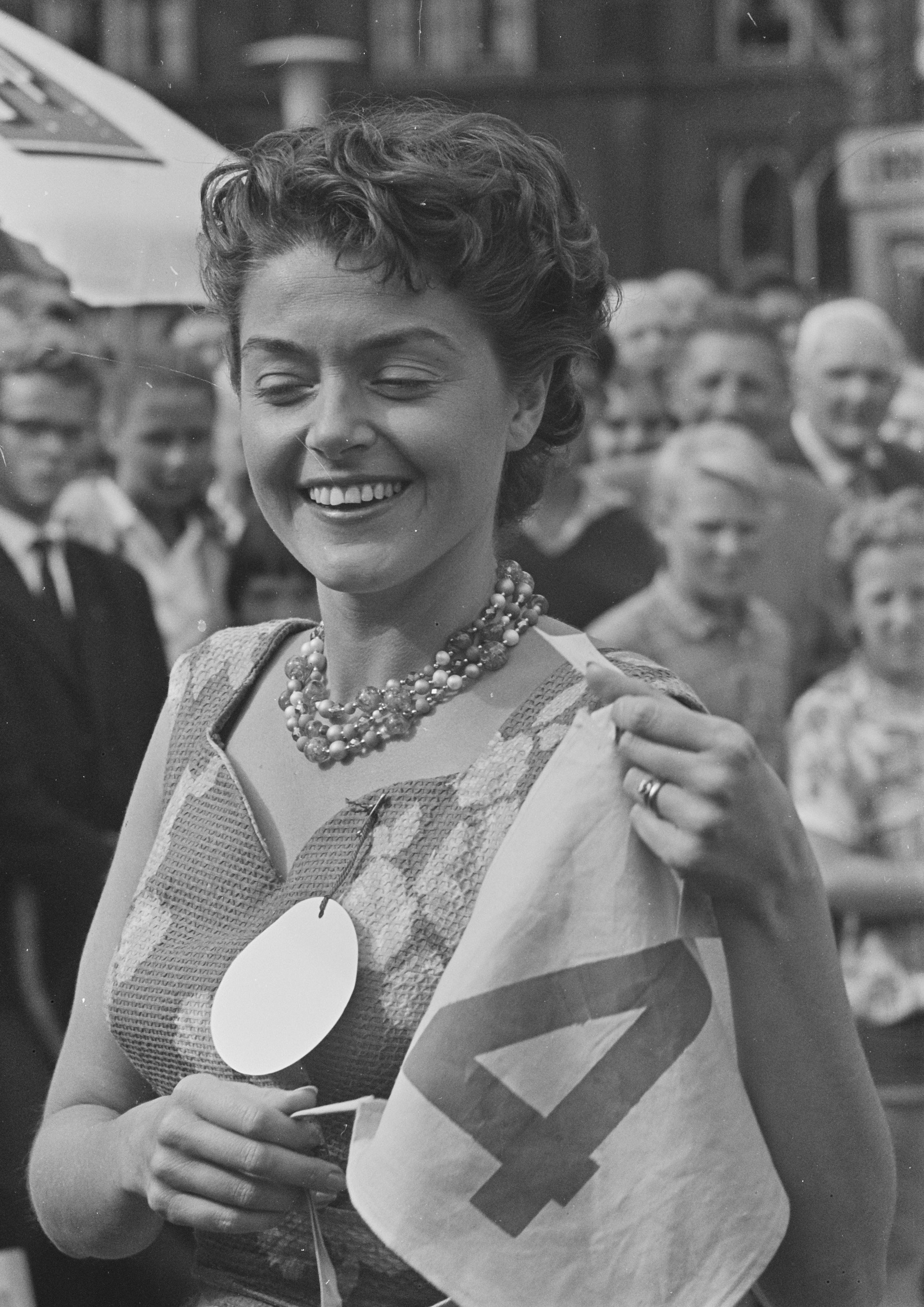
Teddy Scholten, vencedora do Festival Eurovisão da Canção 1959 pelos Países Baixos.
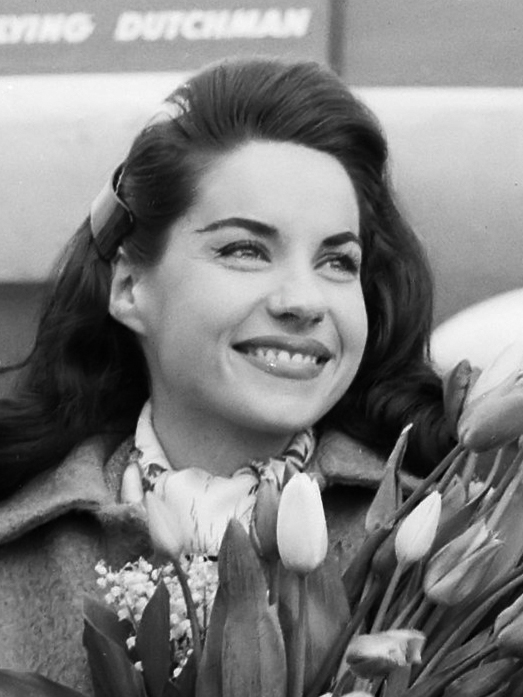
Jacqueline Boyer, vencedora do Festival Eurovisão da Canção 1960 pela França.
- Jean-Claude Pascal, vencedor do Festival Eurovisão da Canção 1961 pelo Luxemburgo.
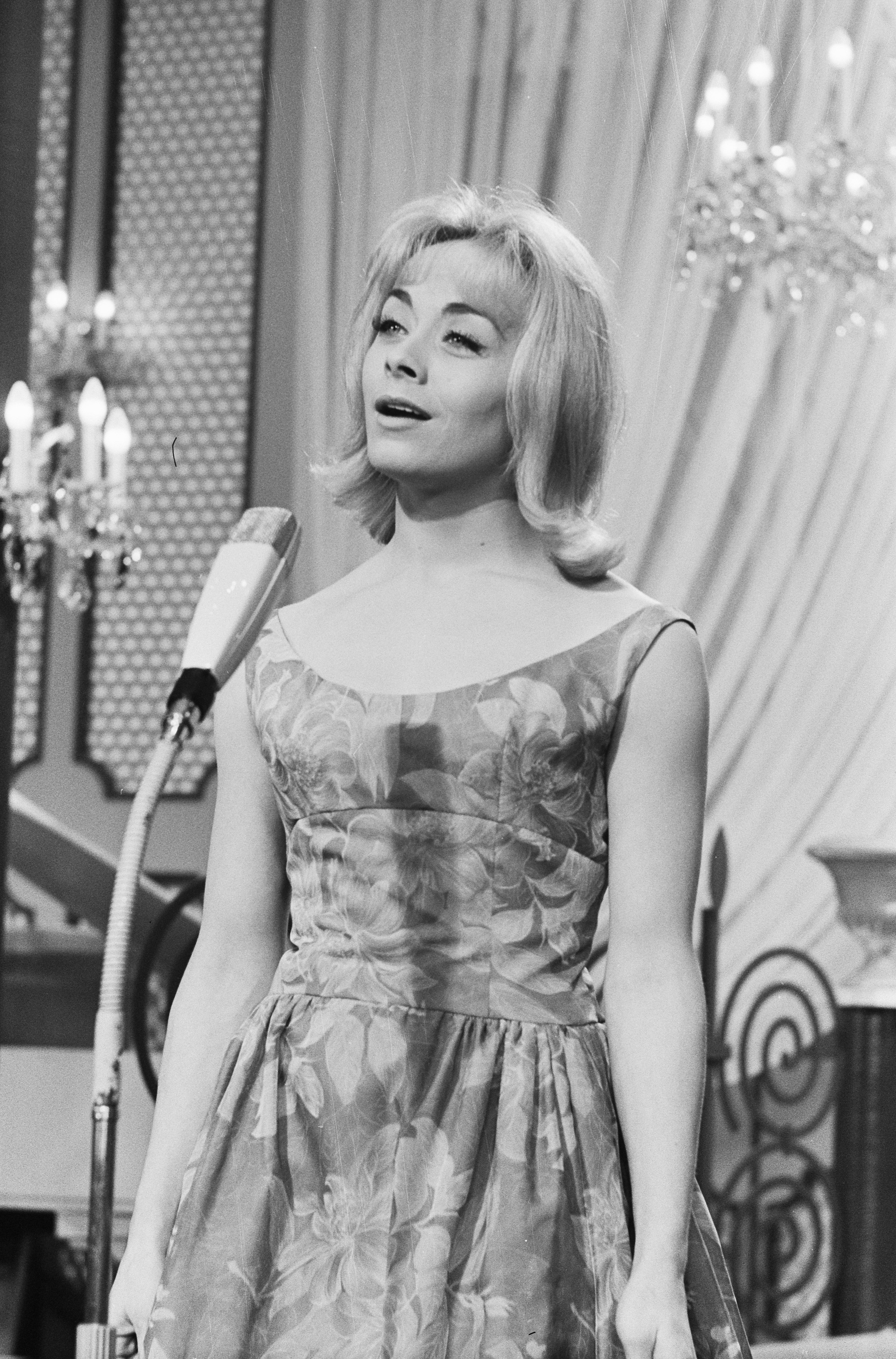
Isabelle Aubret, vencedora do Festival Eurovisão da Canção 1962 pela França.
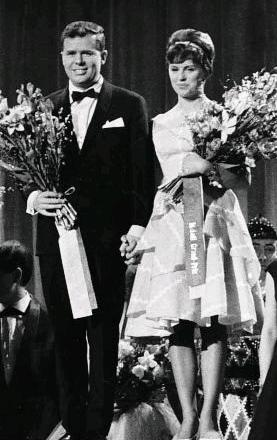
Jørgen & Grethe Ingmann, vencedores do Festival Eurovisão da Canção 1963 pela Dinamarca.
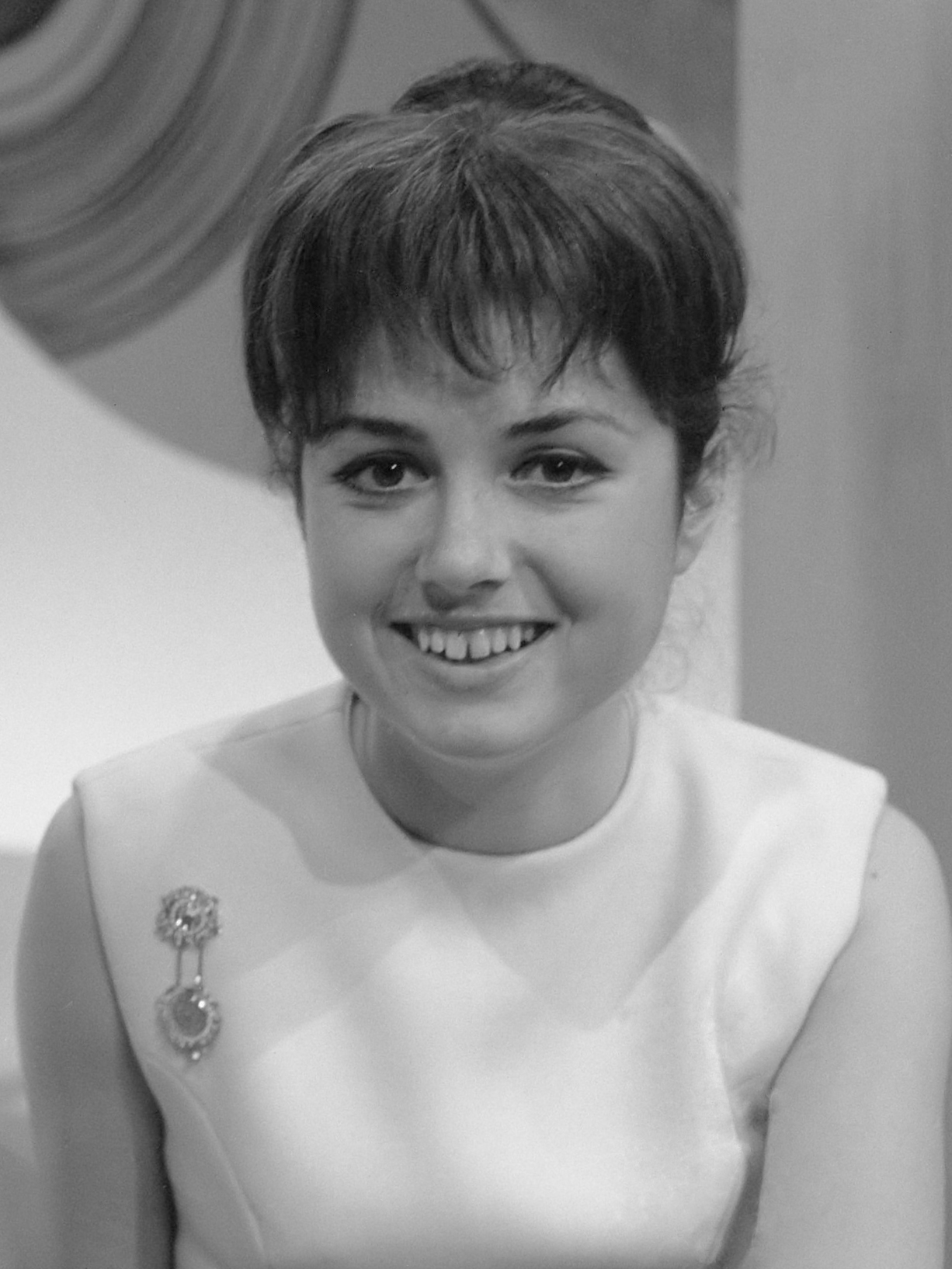
Gigliola Cinquetti, vencedora do Festival Eurovisão da Canção 1964 ela Itália.
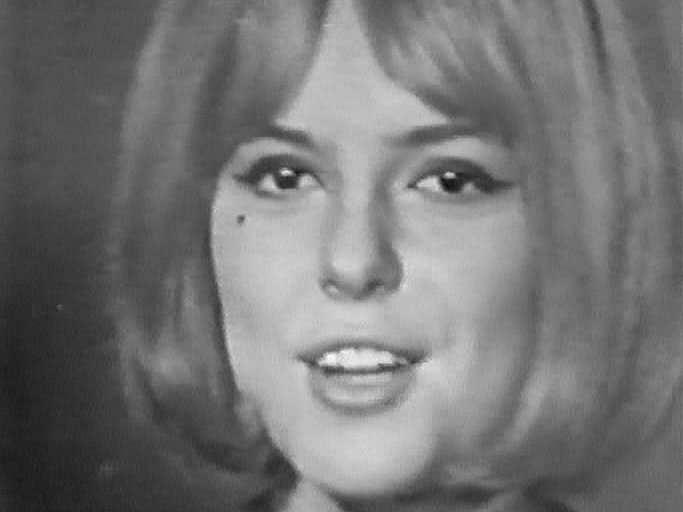
France Gall, vencedora do Festival Eurovisão da Canção 1965 pelo Luxemburgo.
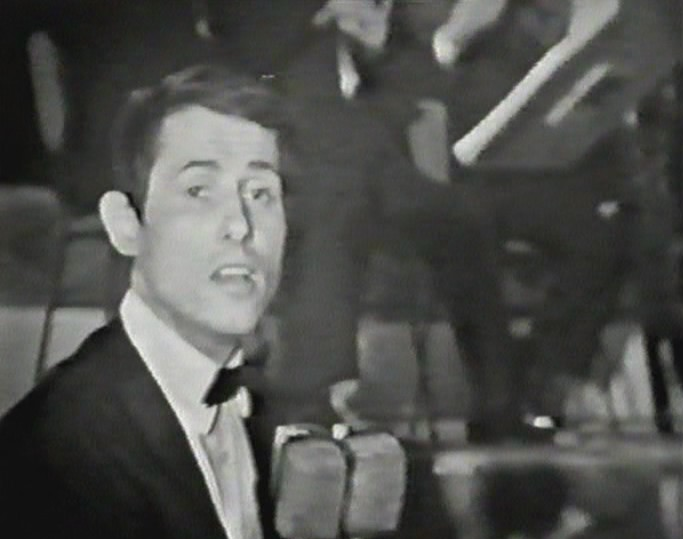
Udo Jürgens, vencedor do Festival Eurovisão da Canção 1966 pela Áustria.
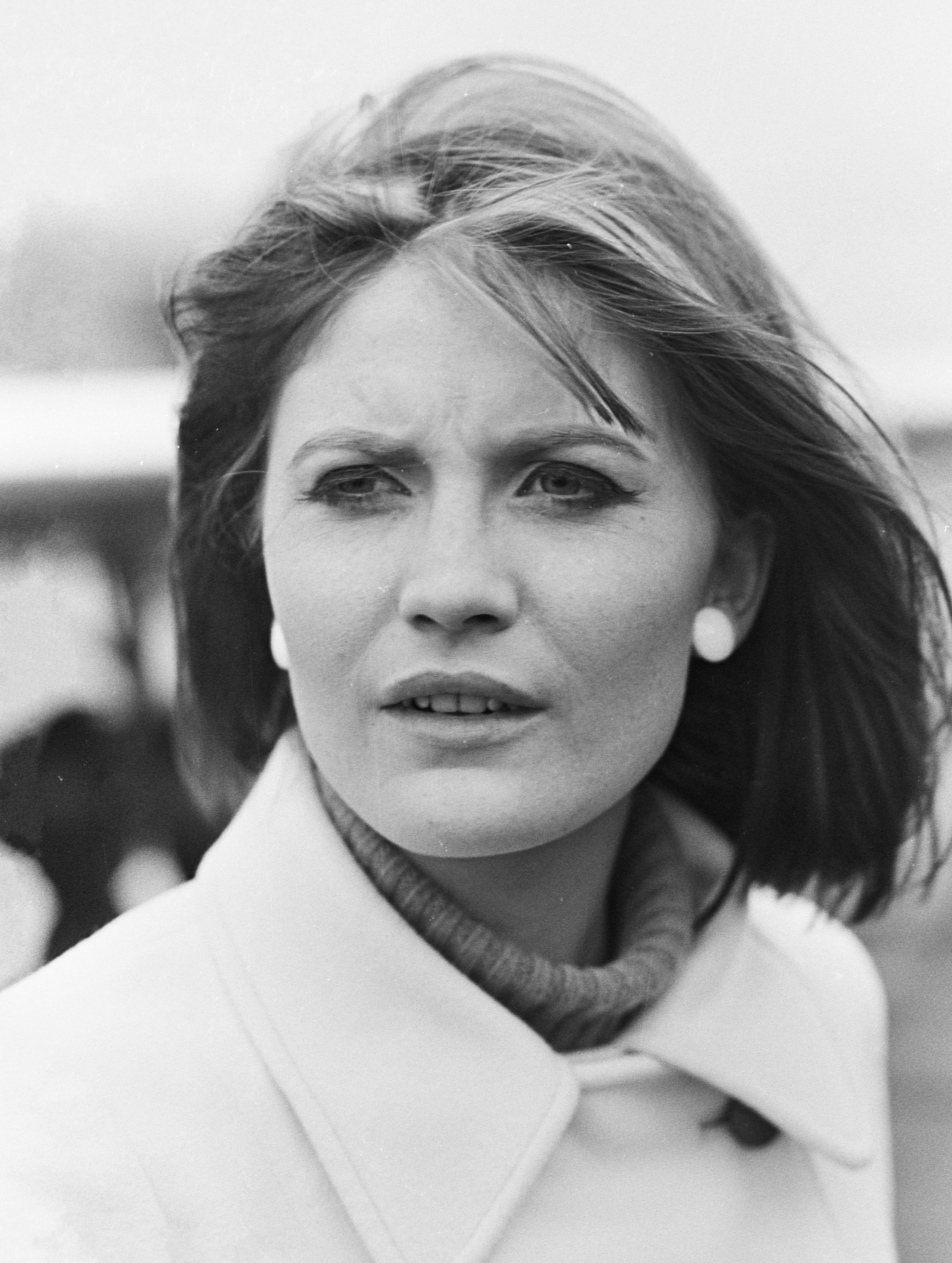
Sandie Shaw, vencedora do Festival Eurovisão da Canção 1967 pelo Reino Unido.
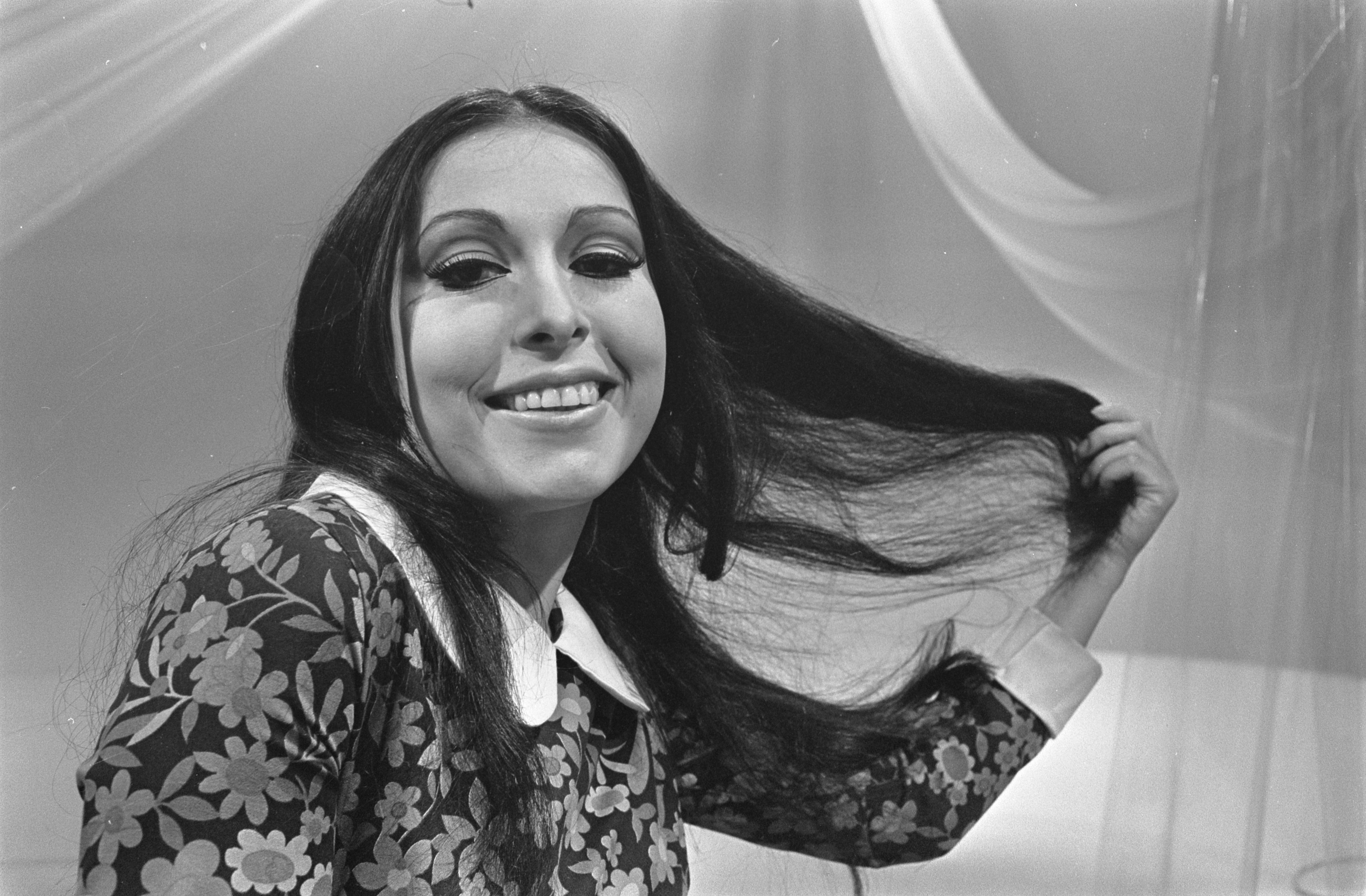
Massiel, vencedora do Festival Eurovisão da Canção 1968 pela Espanha.
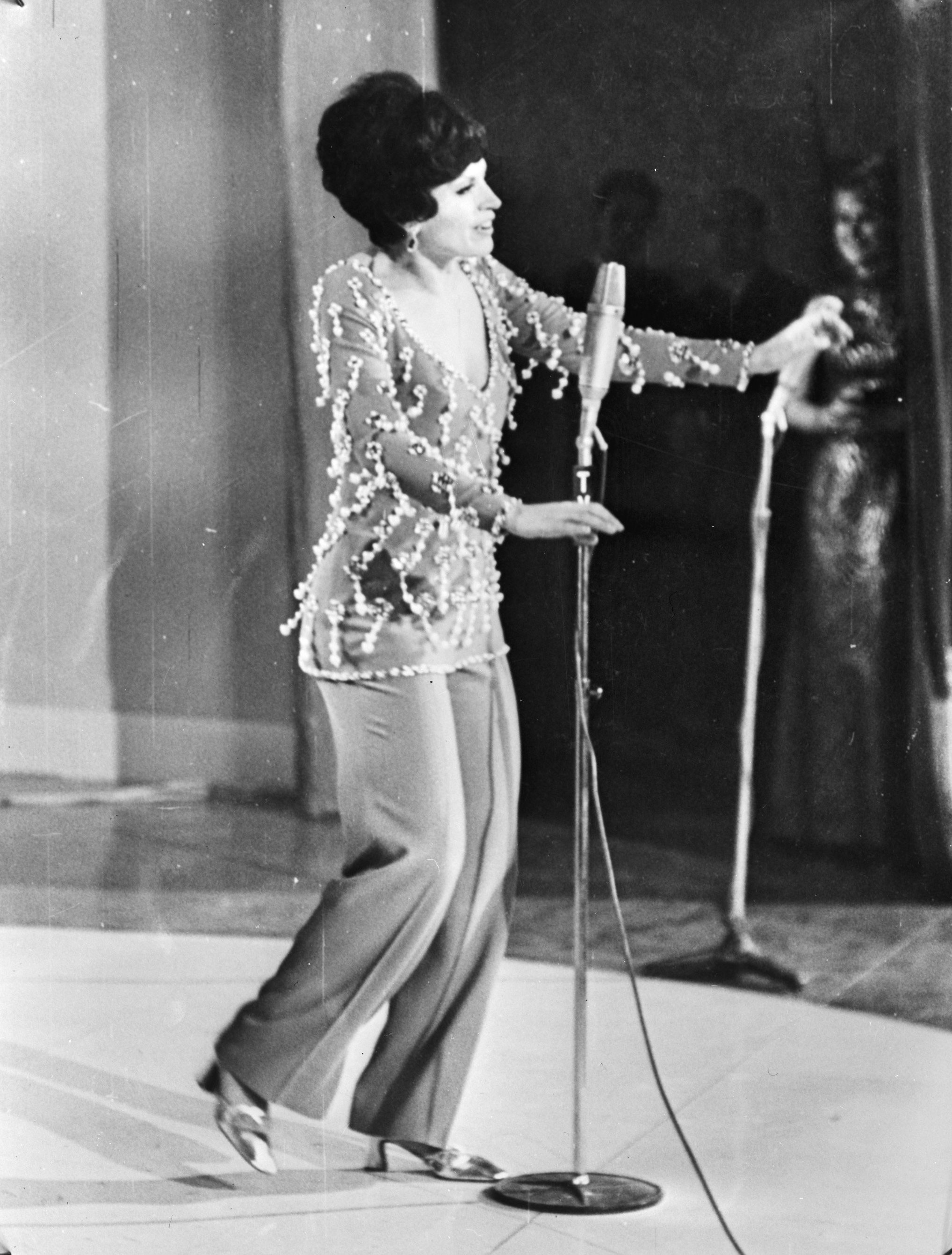
Salomé, uma das quatro vencedoras do Festival Eurovisão da Canção 1969 pela Espanha.
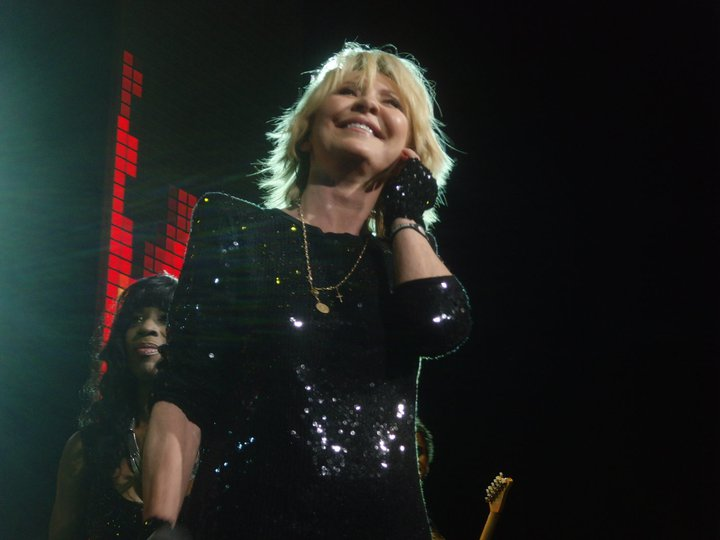
Lulu, uma das quatro vencedoras do Festival Eurovisão da Canção 1969 pelo Reino Unido.
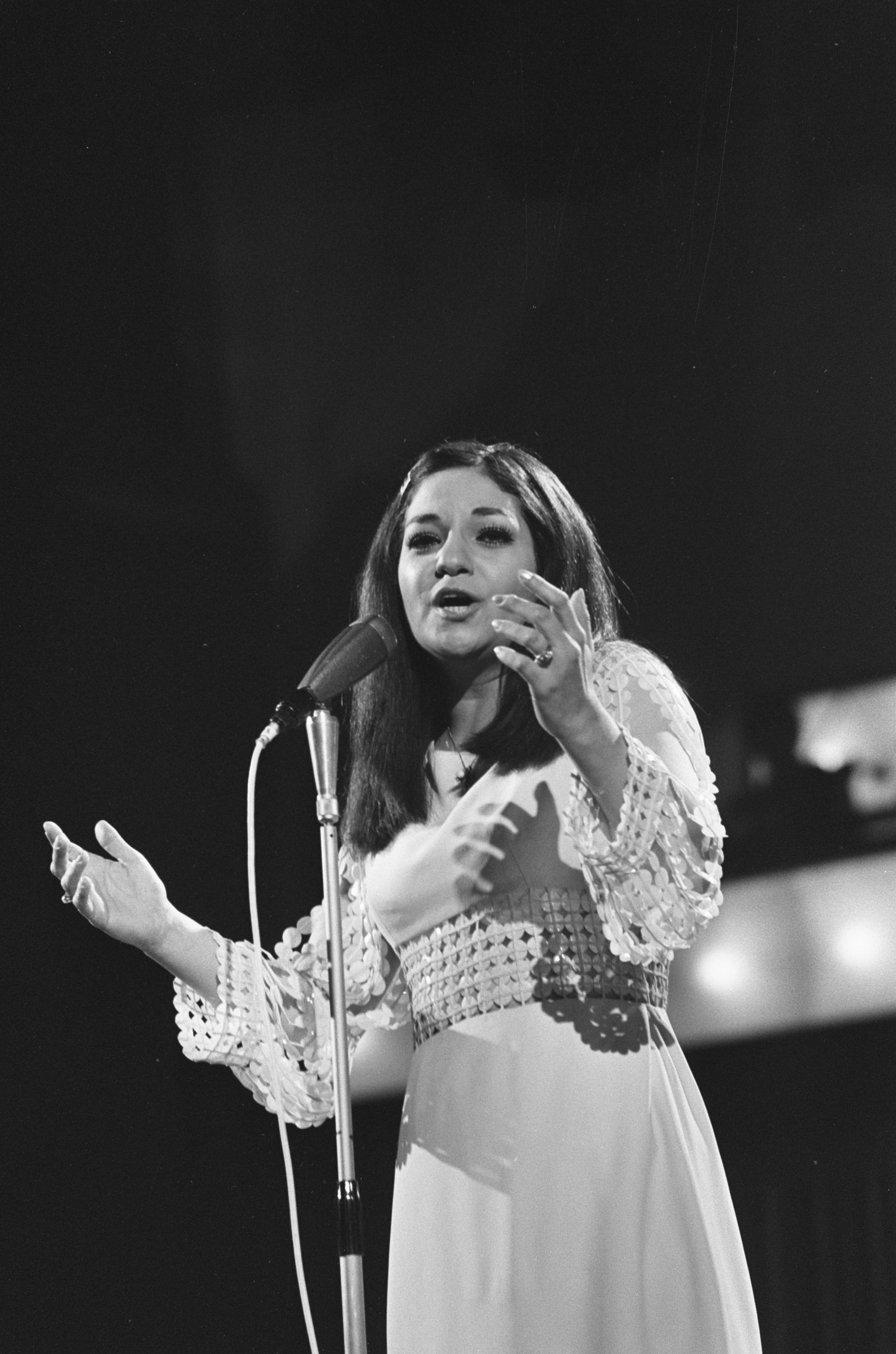
Frida Boccara, uma das quatro vencedoras do Festival Eurovisão da Canção 1969 pela França.
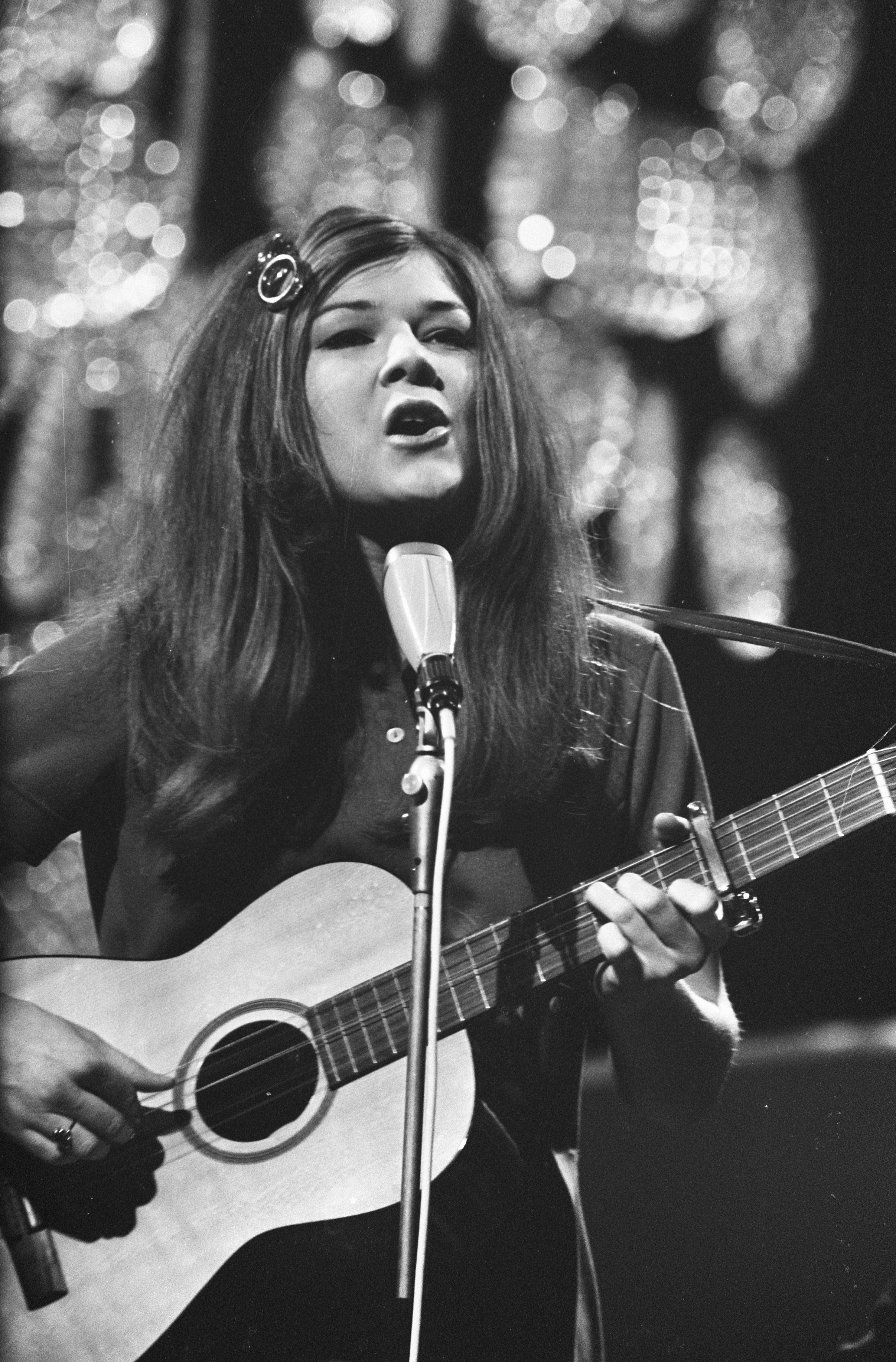
Lenny Kuhr, uma das quatro vencedoras do Festival Eurovisão da Canção 1969 pelos Países Baixos.
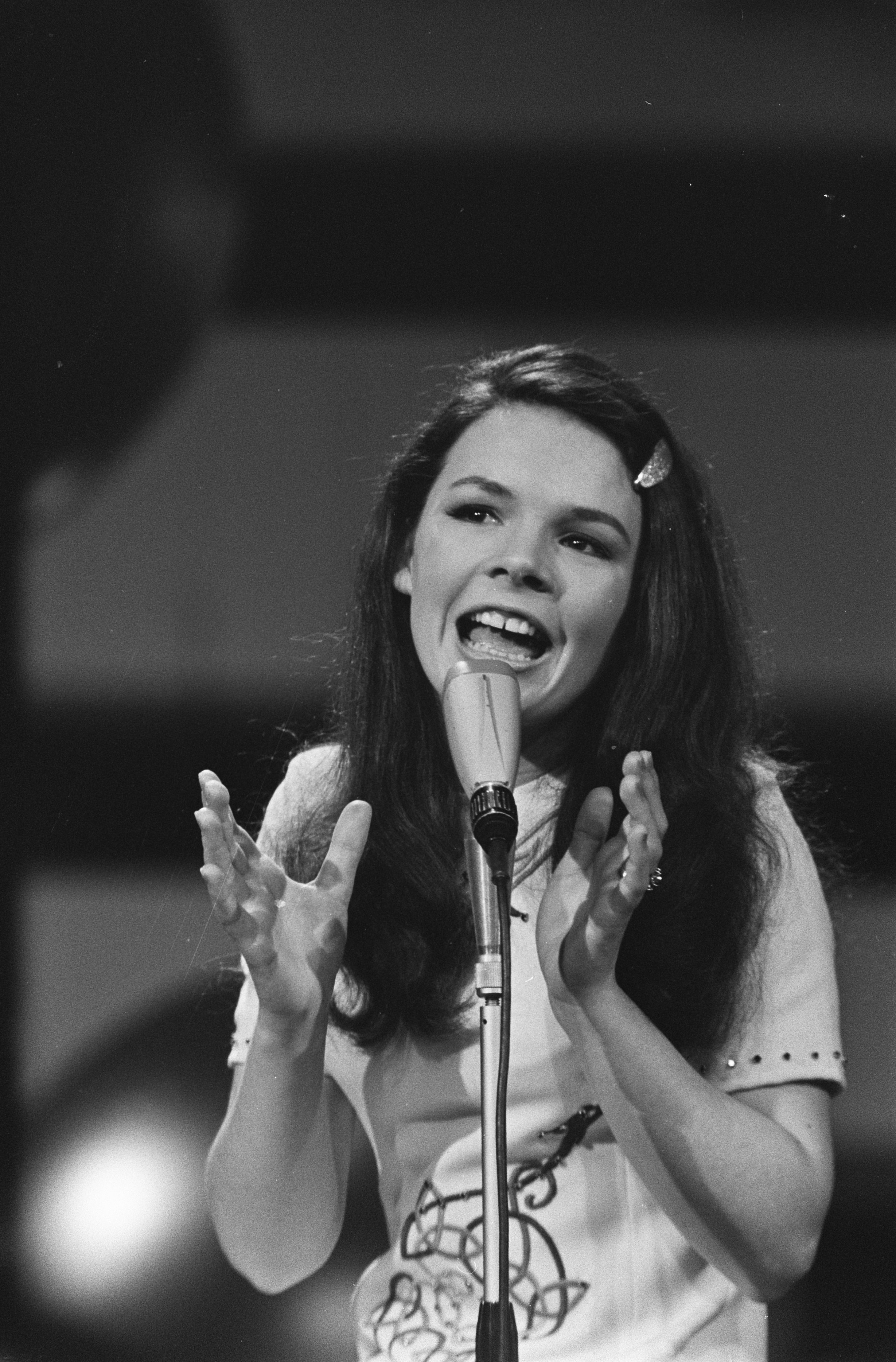
Dana, vencedora do Festival Eurovisão da Canção 1970 pela Irlanda.
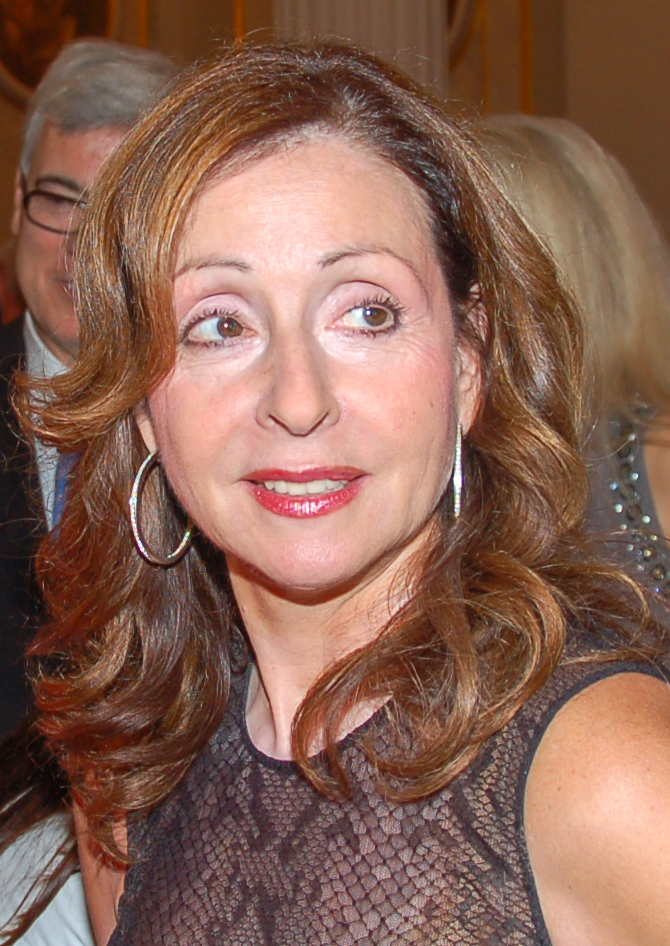
Vicky Leandros, vencedora do Festival Eurovisão da Canção 1972 pelo Luxemburgo.
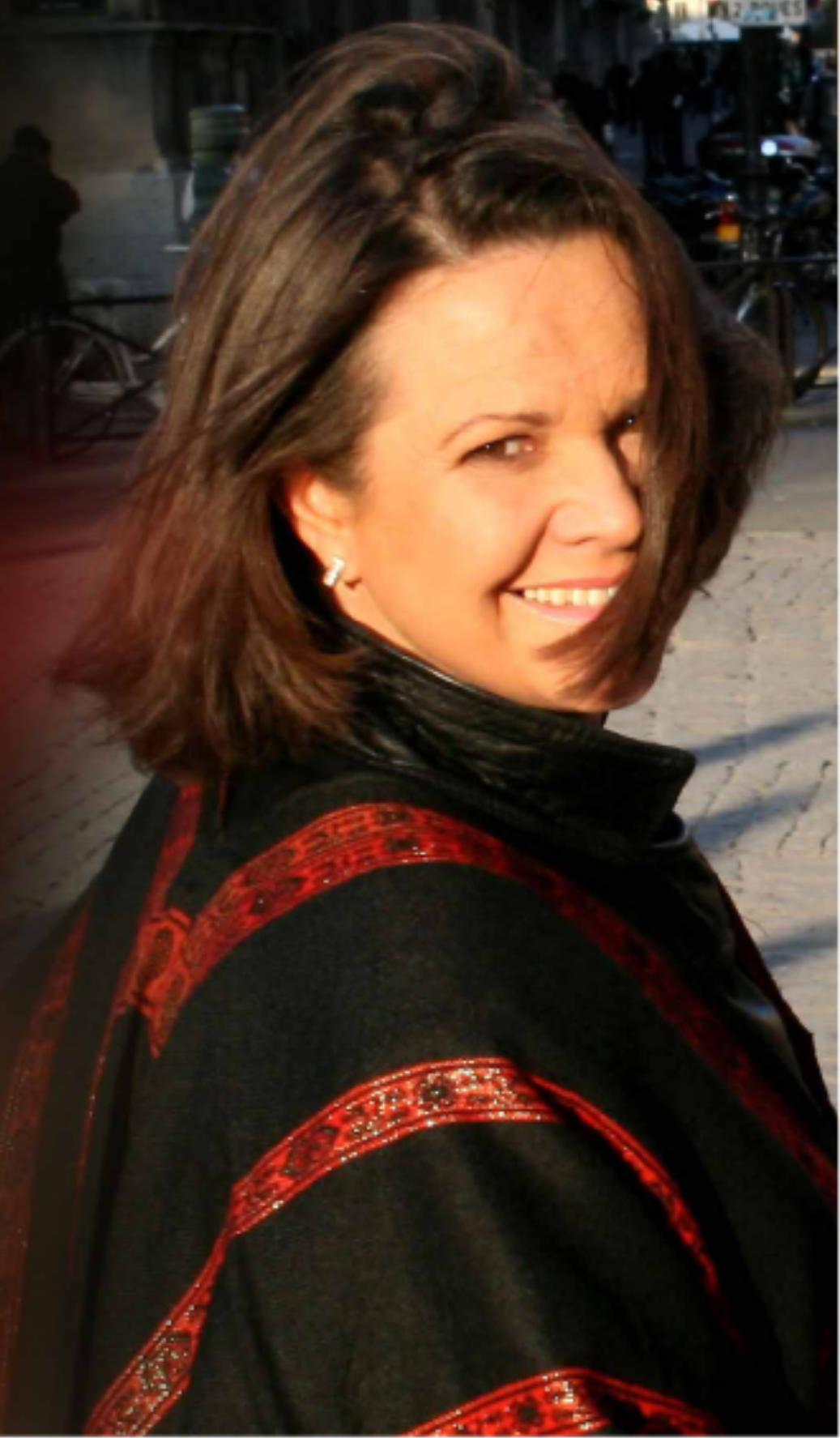
Anne-Marie David, vencedora do Festival Eurovisão da Canção 1973 pelo Luxemburgo.
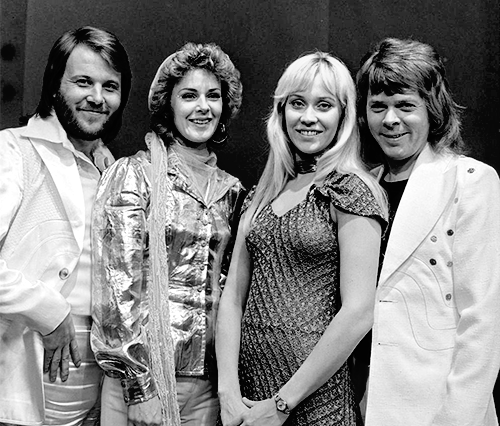
ABBA, vencedores do Festival Eurovisão da Canção 1974 e do Congratulations: 50 Anos do Festival Eurovisão da Canção pela Suécia.
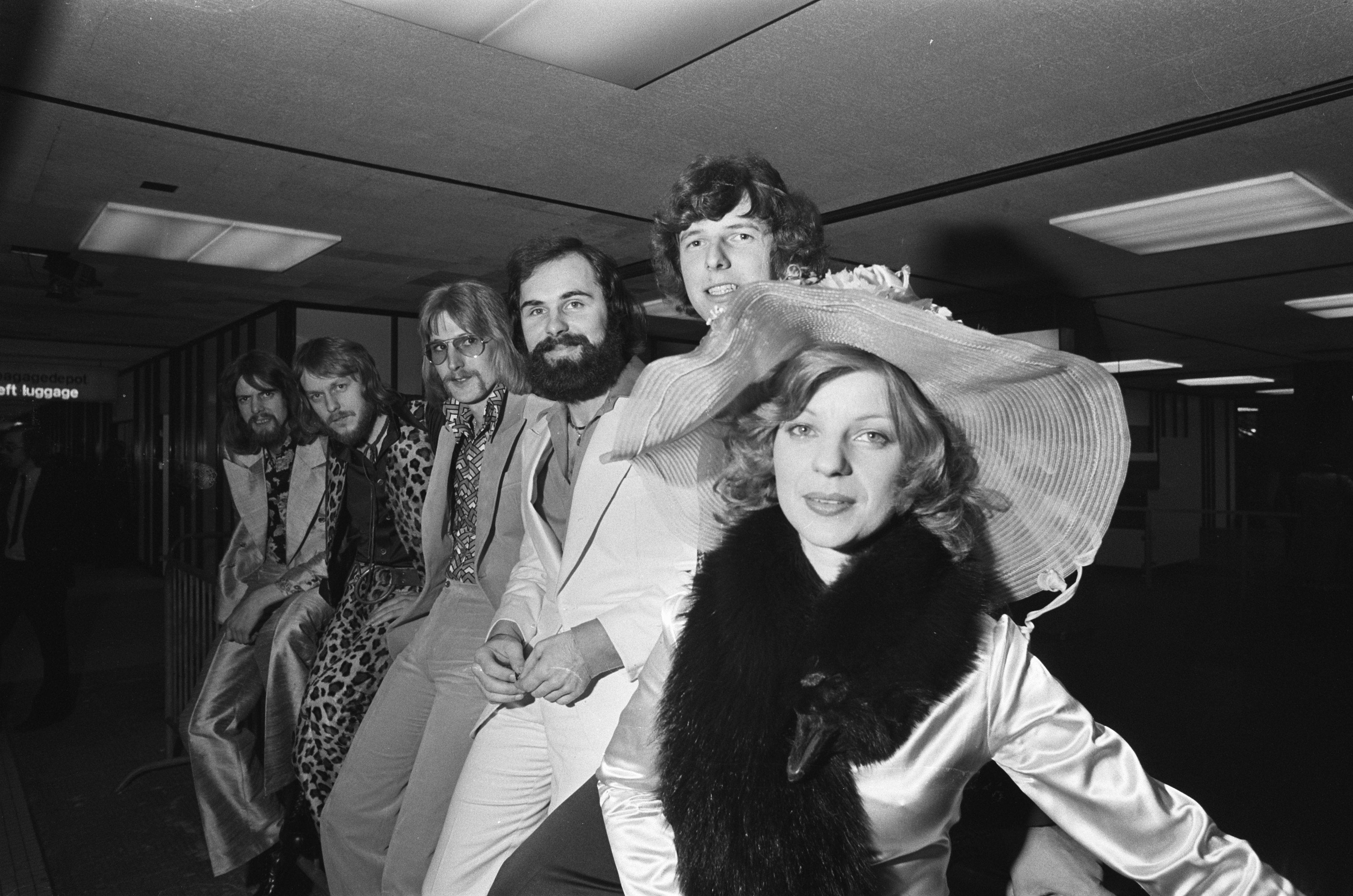
Teach-In, vencedores do Festival Eurovisão da Canção 1975 pelos Países Baixos.
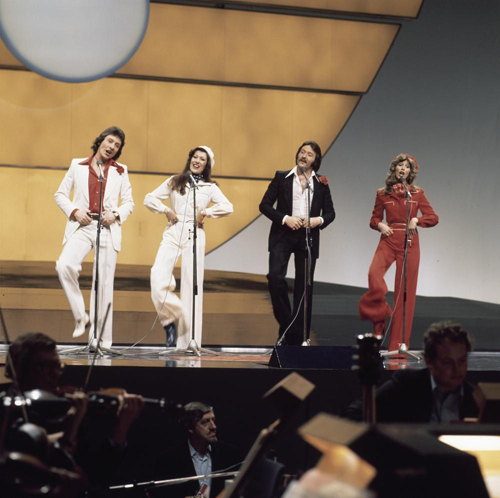
Brotherhood of Man, vencedores do Festival Eurovisão da Canção 1976 pelo Reino Unido
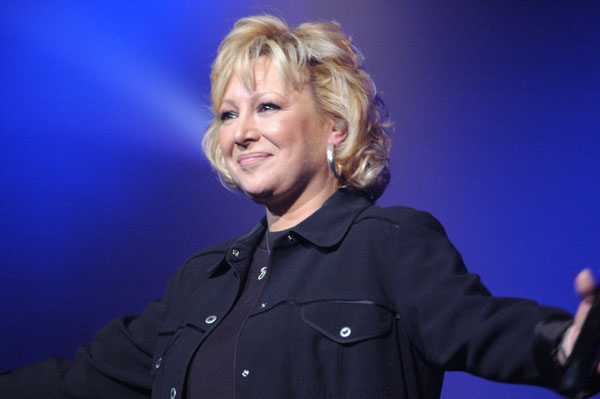
Marie Myriam, vencedora do Festival Eurovisão da Canção 1977 pela França.
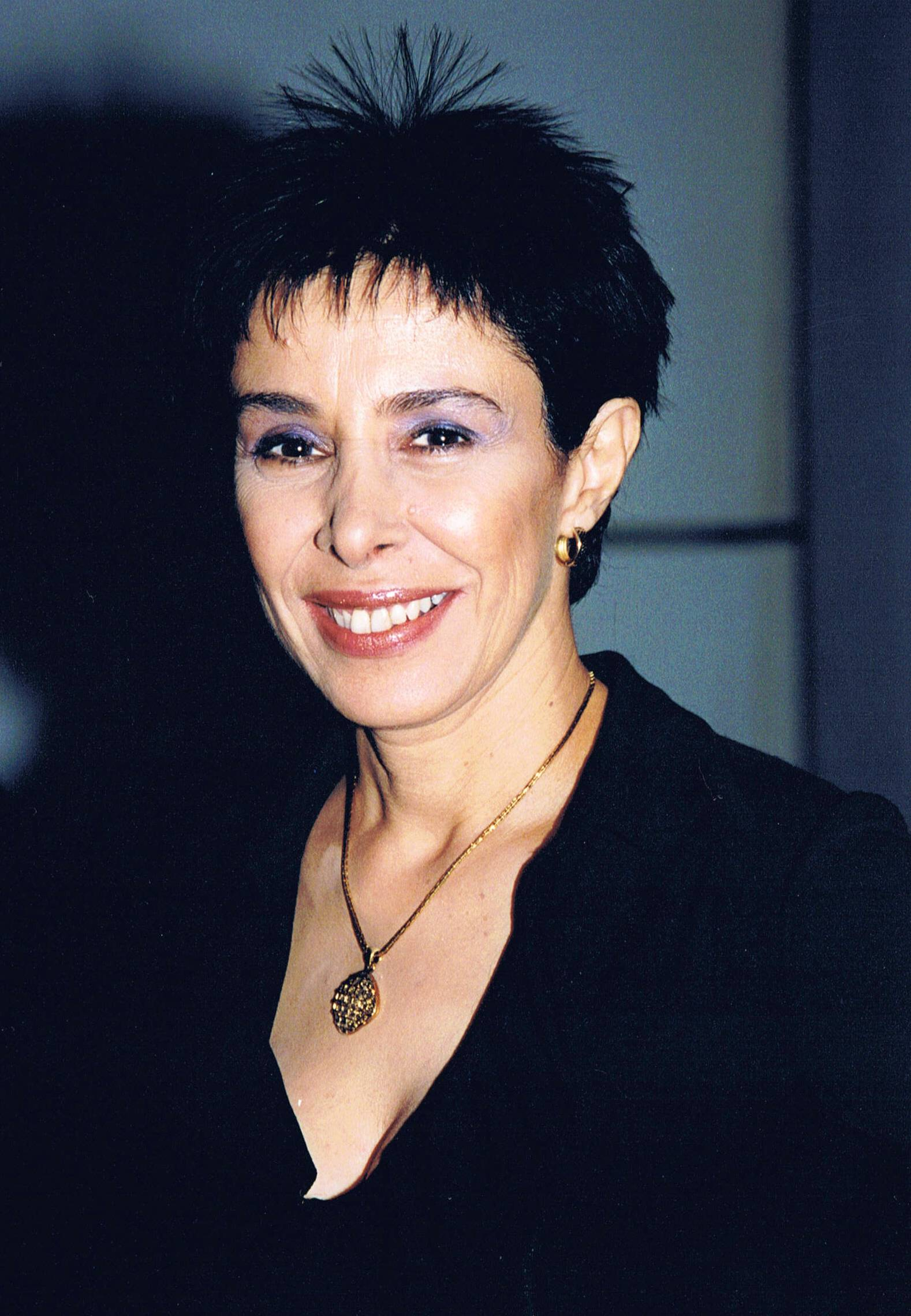
Gali Atari, vencedora (juntamente com os Milk & Honey) do Festival Eurovisão da Canção 1979 por Israel.
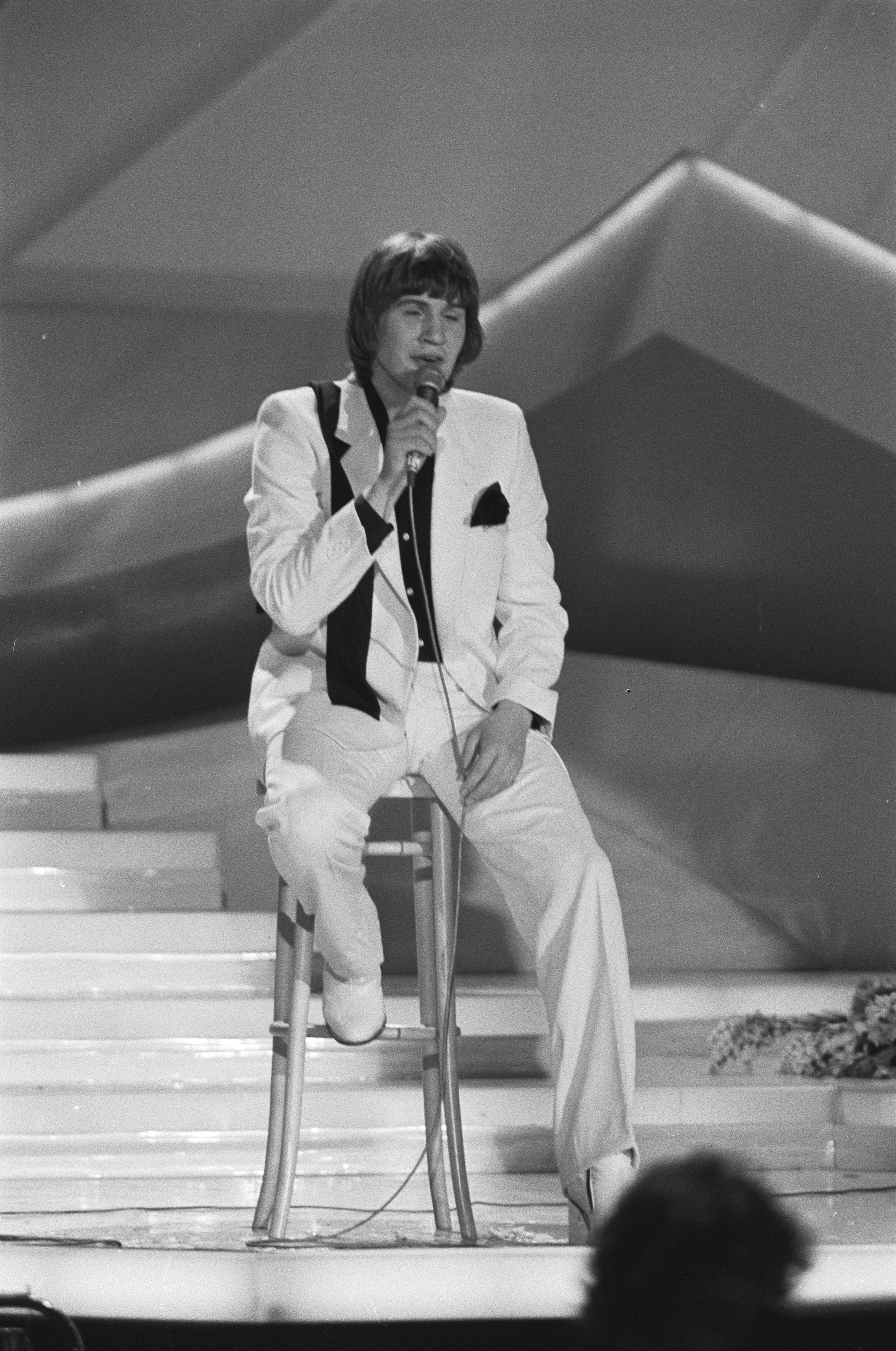
Johnny Logan, vencedor do Festival Eurovisão da Canção 1980 e 1987 pela Irlanda.
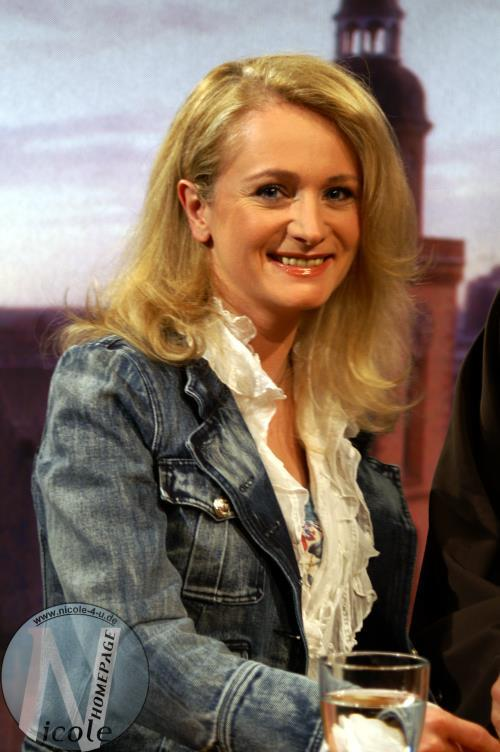
Nicole Hohloch, vencedora do Festival Eurovisão da Canção 1982 pela Alemanha.
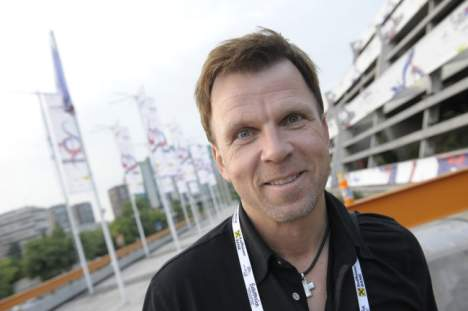
Richard Herrey dos Herreys, vencedores do Festival Eurovisão da Canção 1984 pela Suécia.
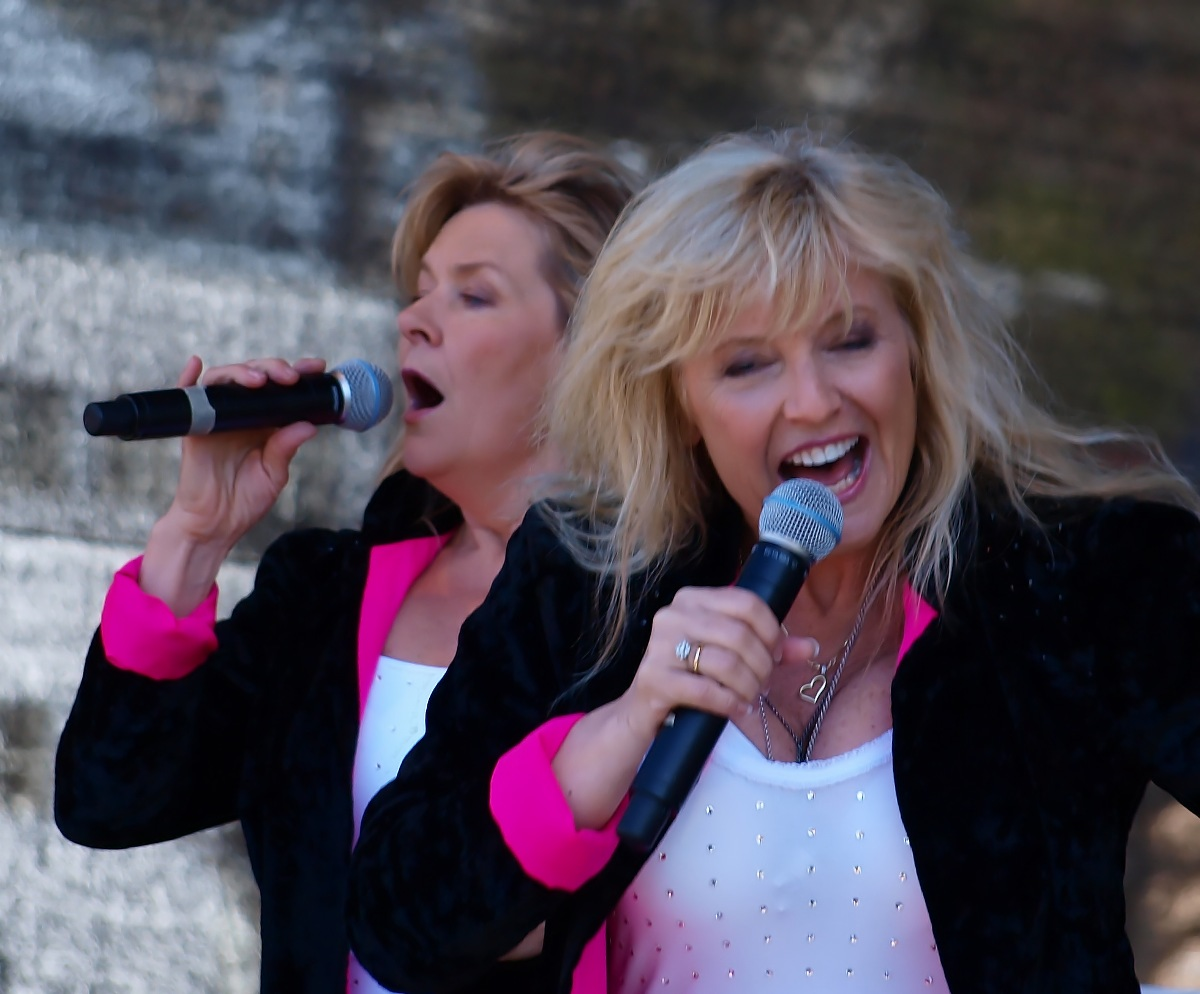
Bobbysocks, vencedoras do Festival Eurovisão da Canção 1985 pela Noruega.
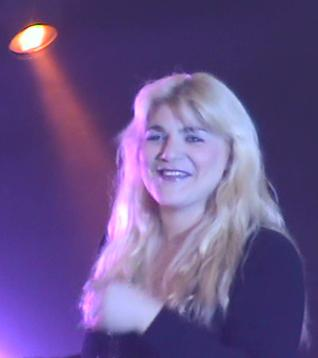
Sandra Kim, vencedora do Festival Eurovisão da Canção 1986 edição pela Bélgica.
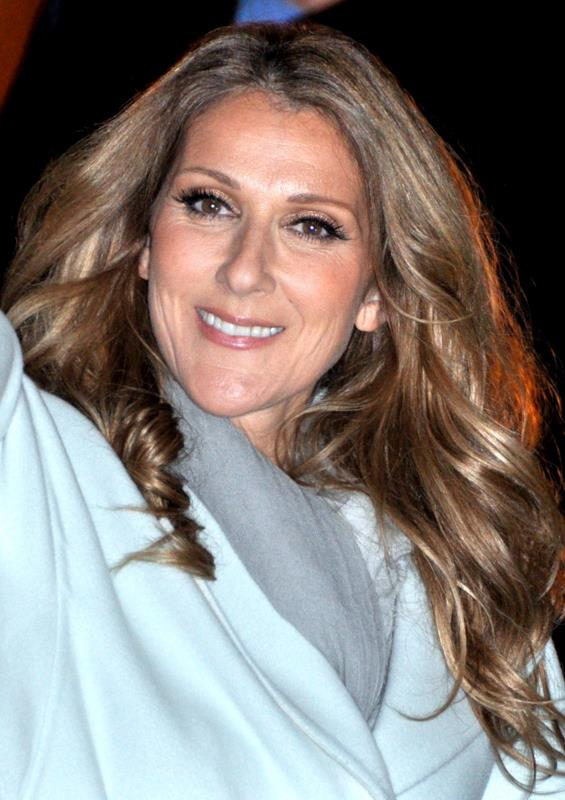
Celine Dion, vencedora do Festival Eurovisão da Canção 1988 pela Suíça.
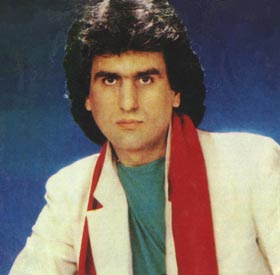
Toto Cutugno, vencedor do Festival Eurovisão da Canção 1990 pela Itália.
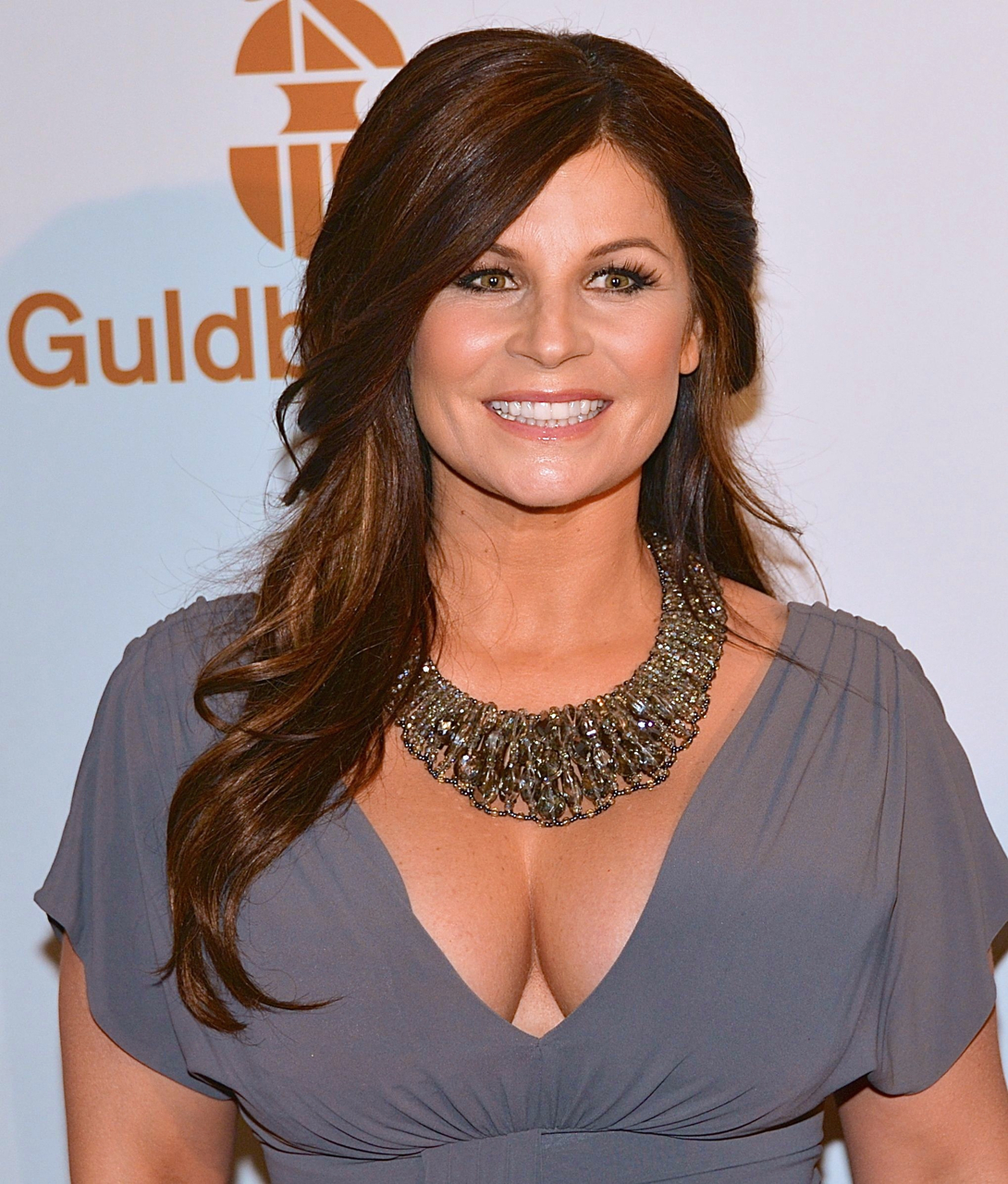
Carola Häggkvist, vencedora do Festival Eurovisão da Canção 1991 pela Suécia.
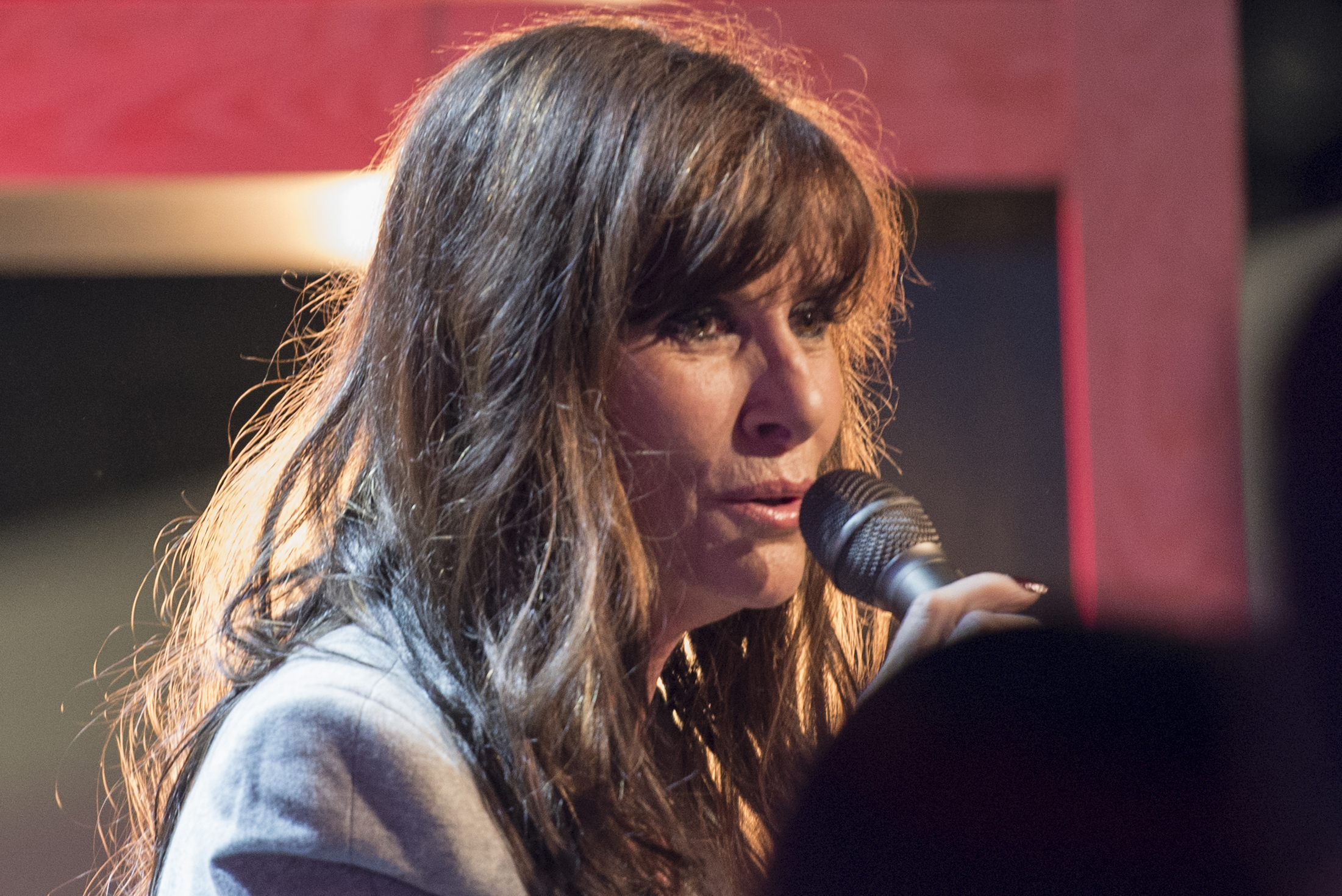
Linda Martin, vencedora do Festival Eurovisão da Canção 1992 pela Irlanda.
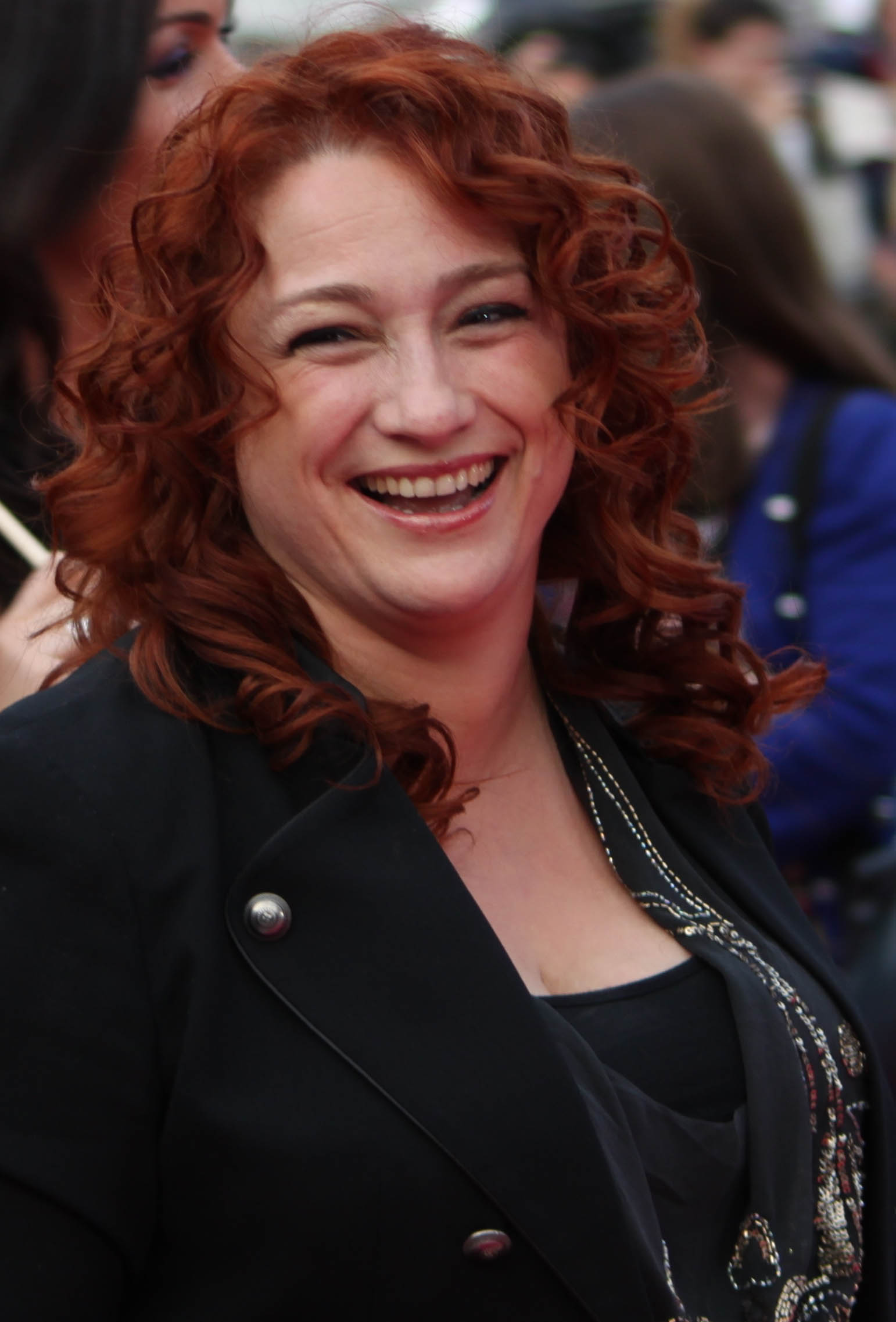
Niamh Kavanagh, vencedora do Festival Eurovisão da Canção 1993 pela Irlanda.
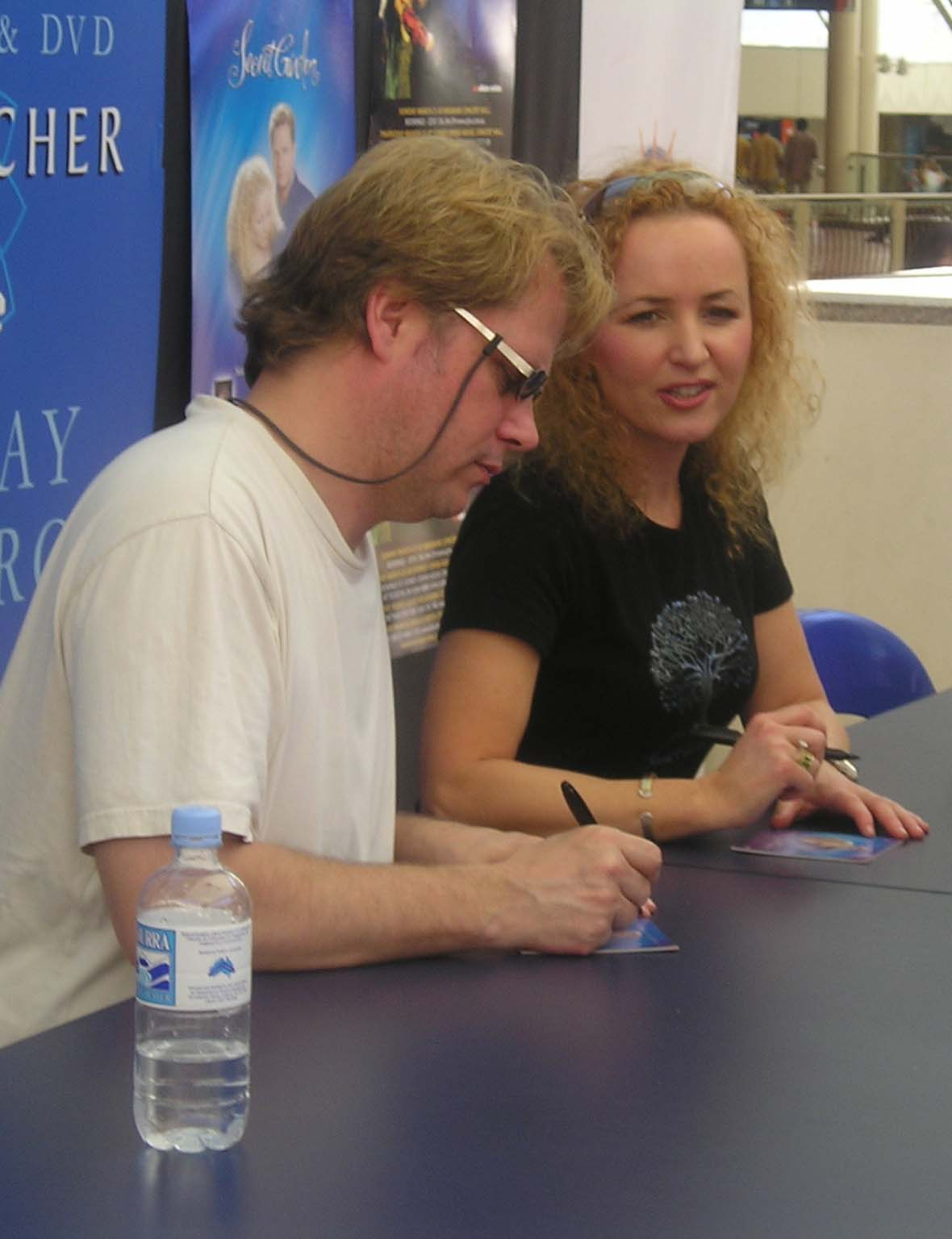
Secret Garden, vencedores do Festival Eurovisão da Canção 1995 pela Noruega.
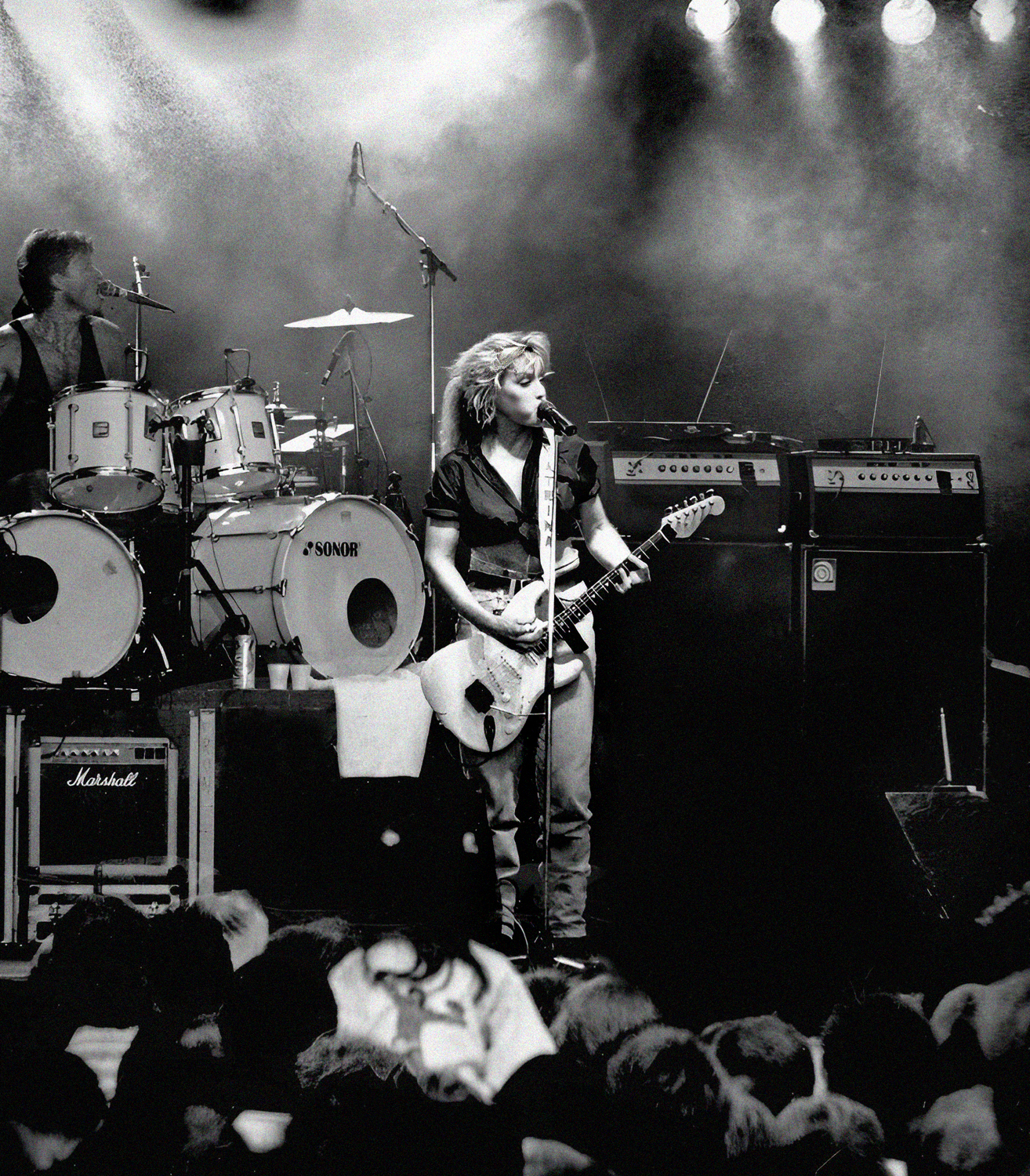
Katrina and the Waves, vencedores do Festival Eurovisão da Canção 1997 pelo Reino Unido.
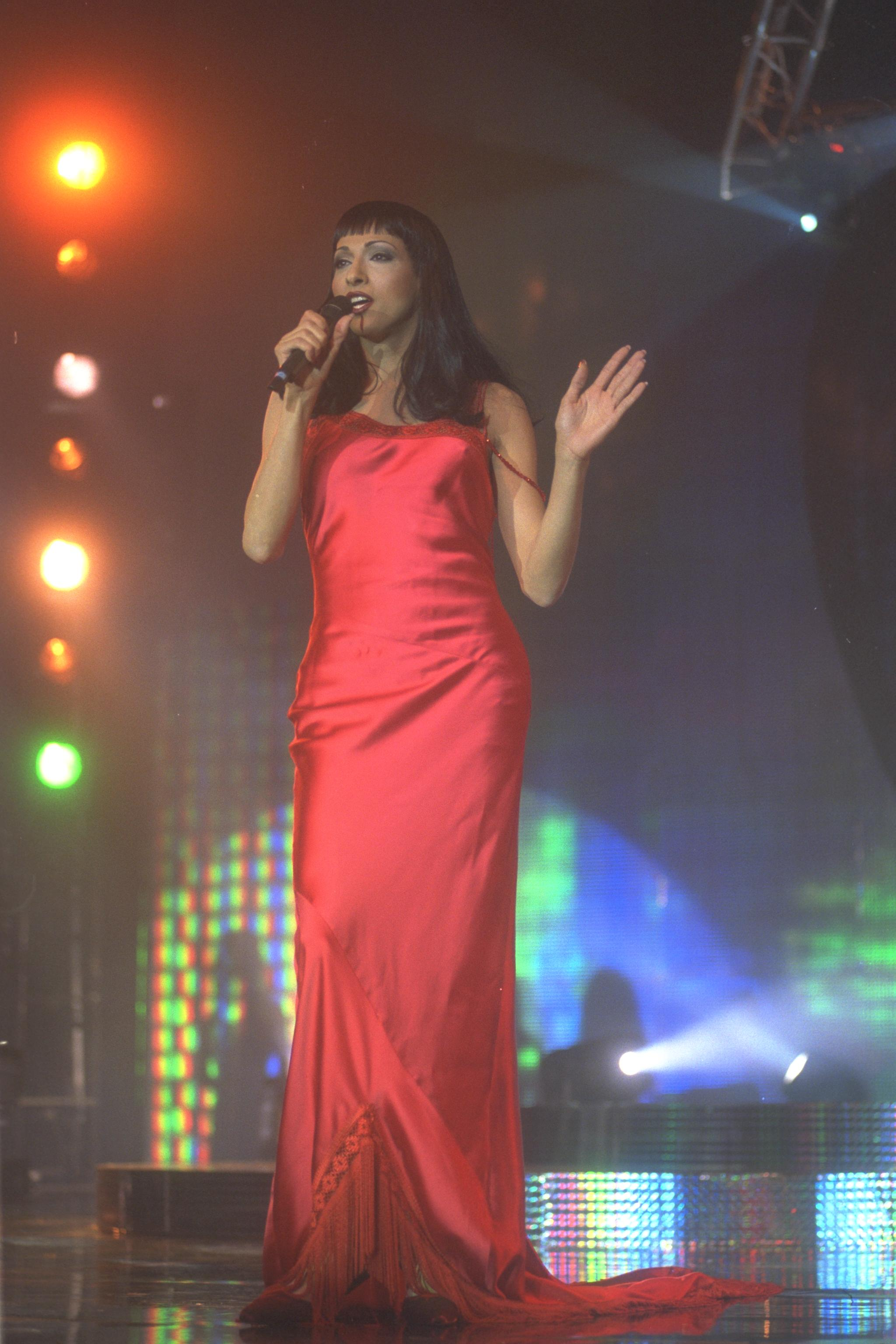
Dana International, vencedora do Festival Eurovisão da Canção 1998 por Israel.
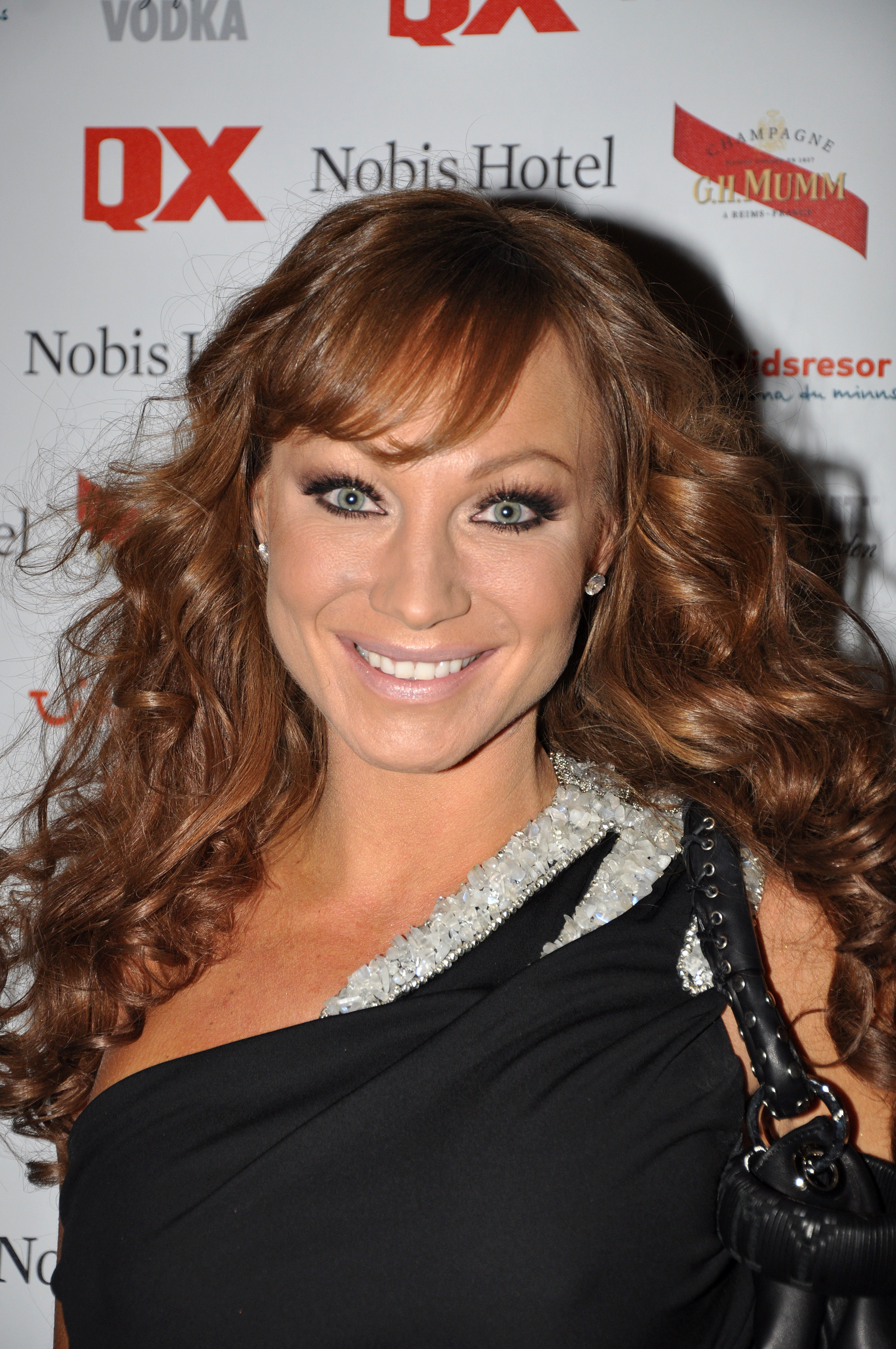
Charlotte Nilsson, vencedora do Festival Eurovisão da Canção 1999 pela Suécia.
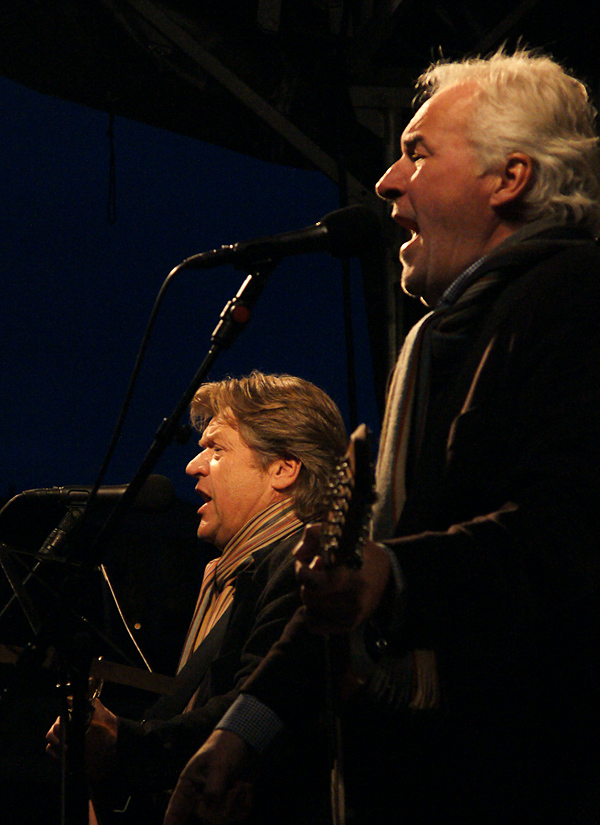
Olsen Brothers, vencedores do Festival Eurovisão da Canção 2000 pela Dinamarca.
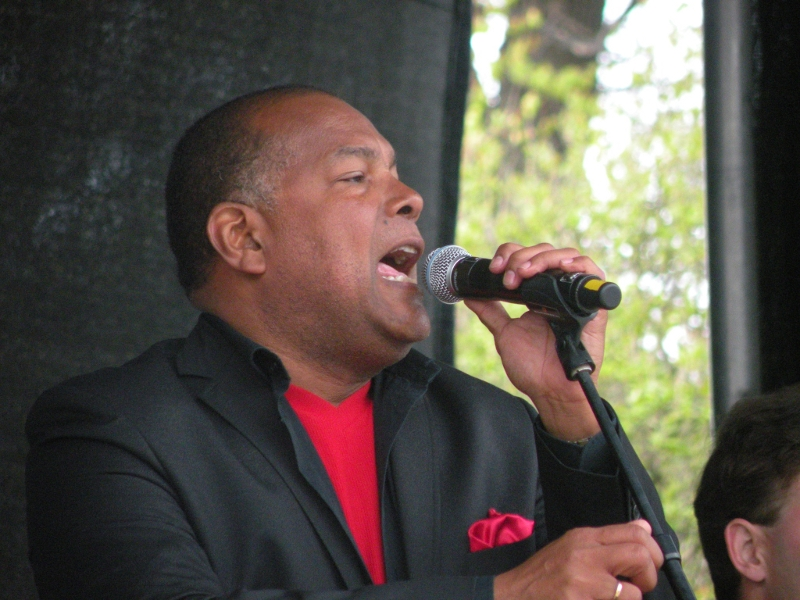
Dave Benton, vencedor (juntamente com Tanel Padar e 2XL) do Festival Eurovisão da Canção 2001 pela Estónia.
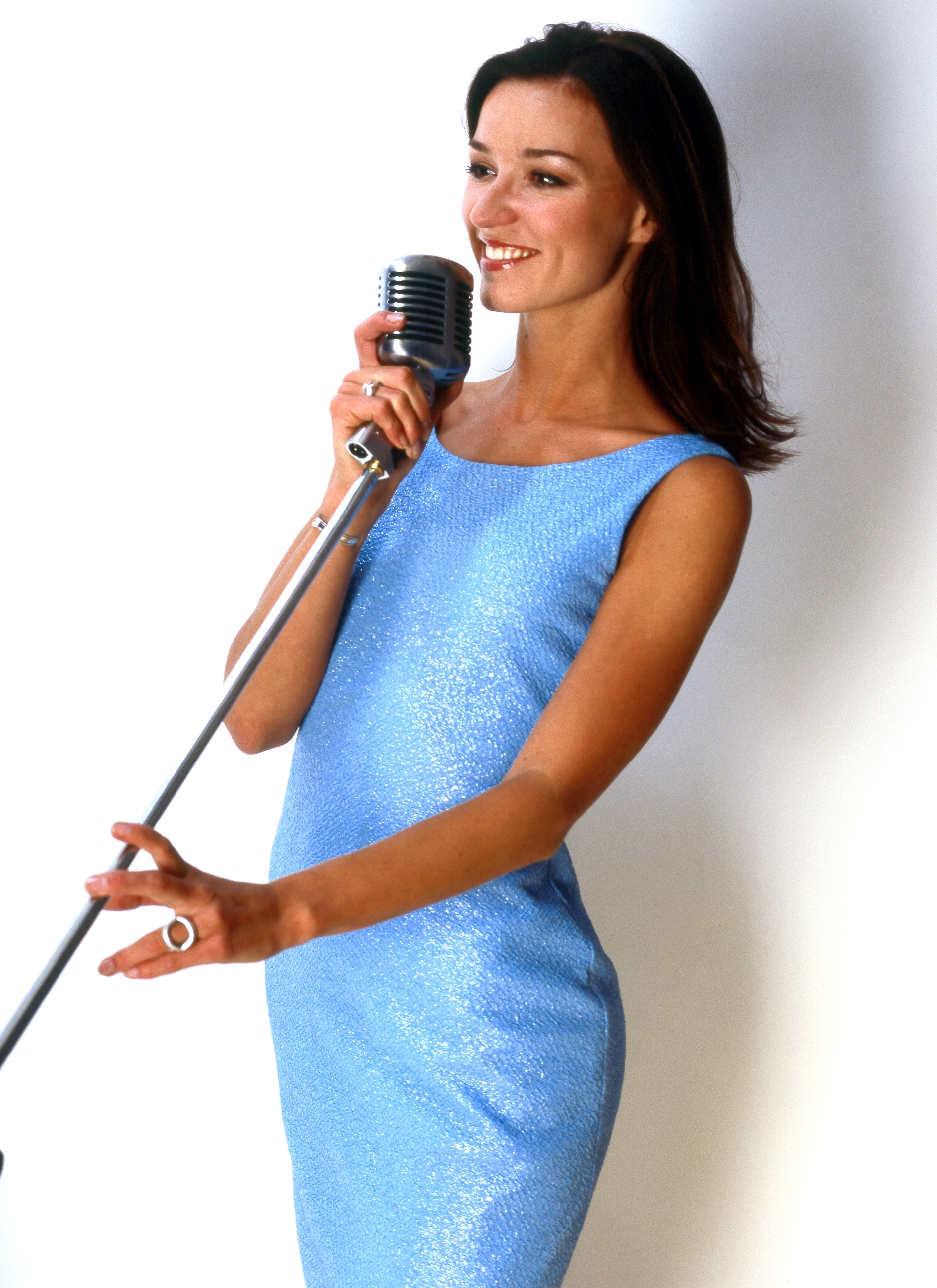
Marie N, vencedora do Festival Eurovisão da Canção 2002 pela Letónia.
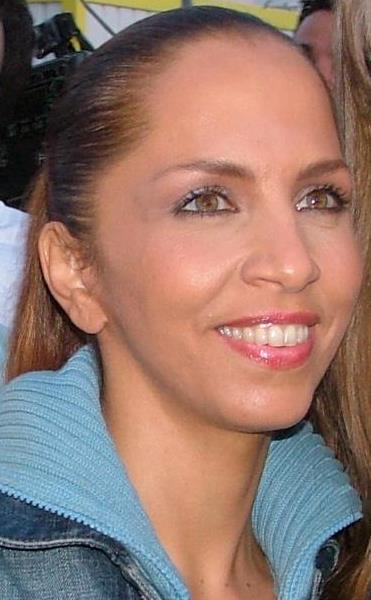
Sertab Erener, vencedora do Festival Eurovisão da Canção 2003 pela Turquia.
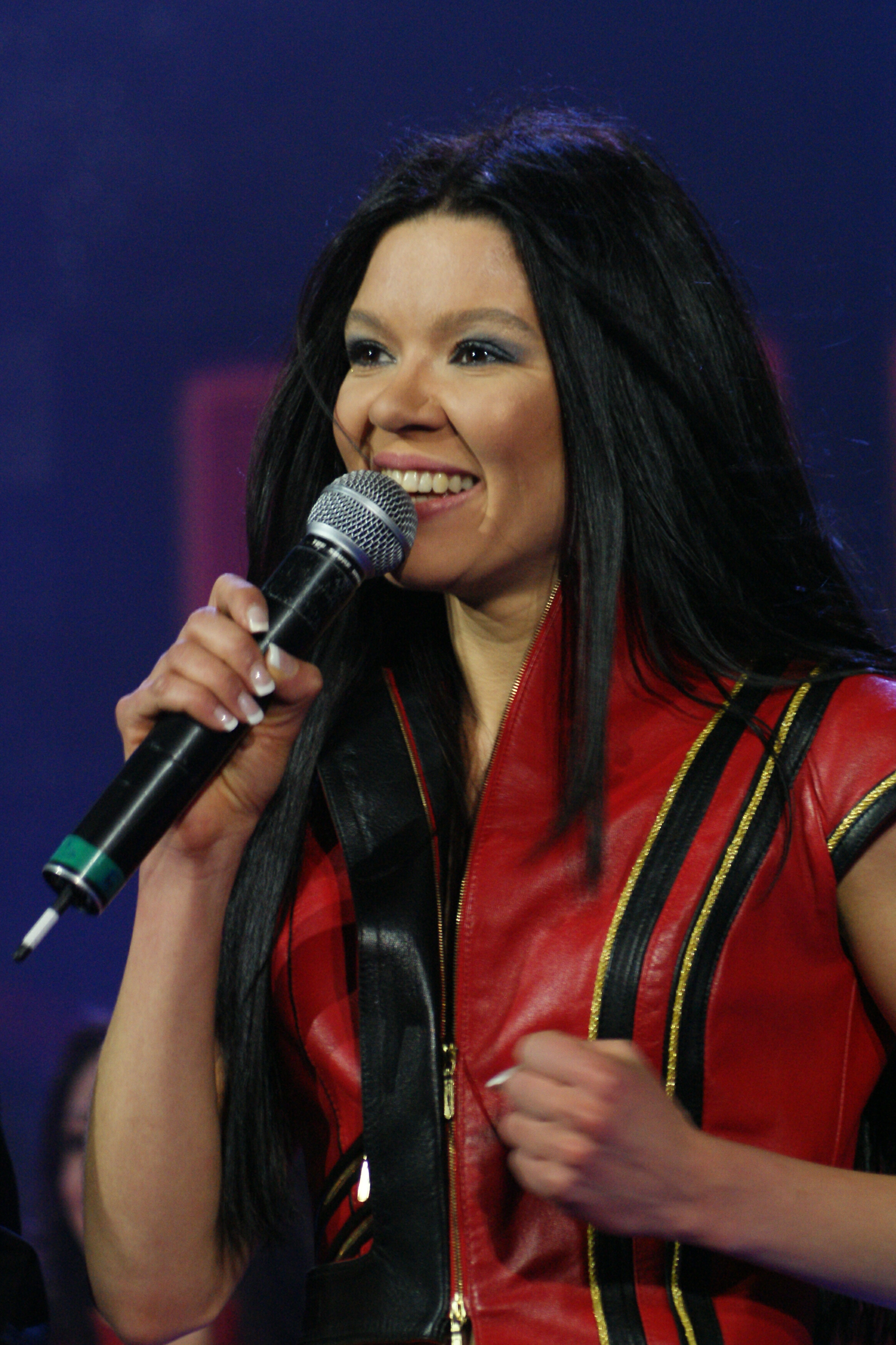
Ruslana, vencedora do Festival Eurovisão da Canção 2004 pela Ucrânia.
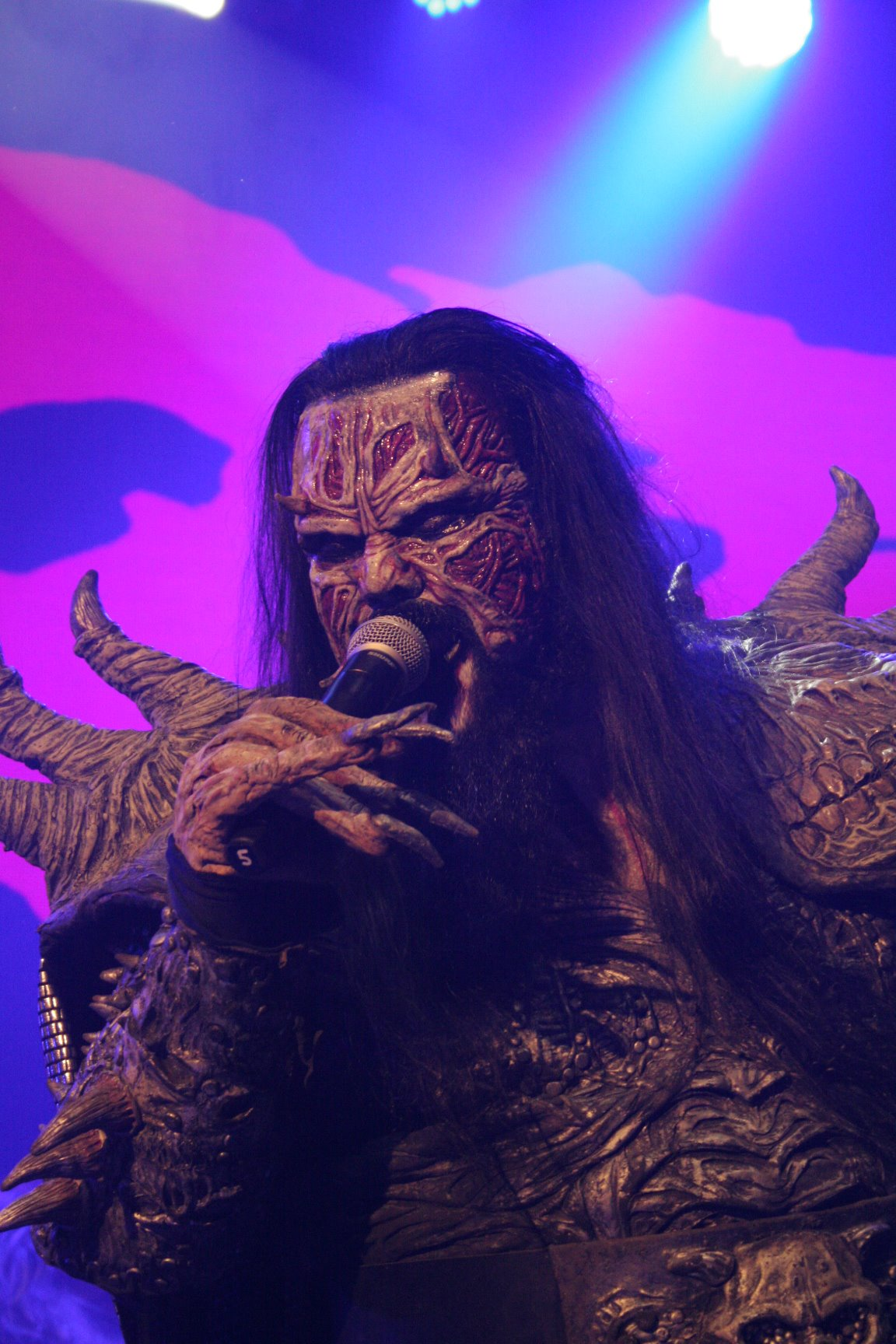
Lordi, vencedores do Festival Eurovisão da Canção 2006 pela Finlândia.
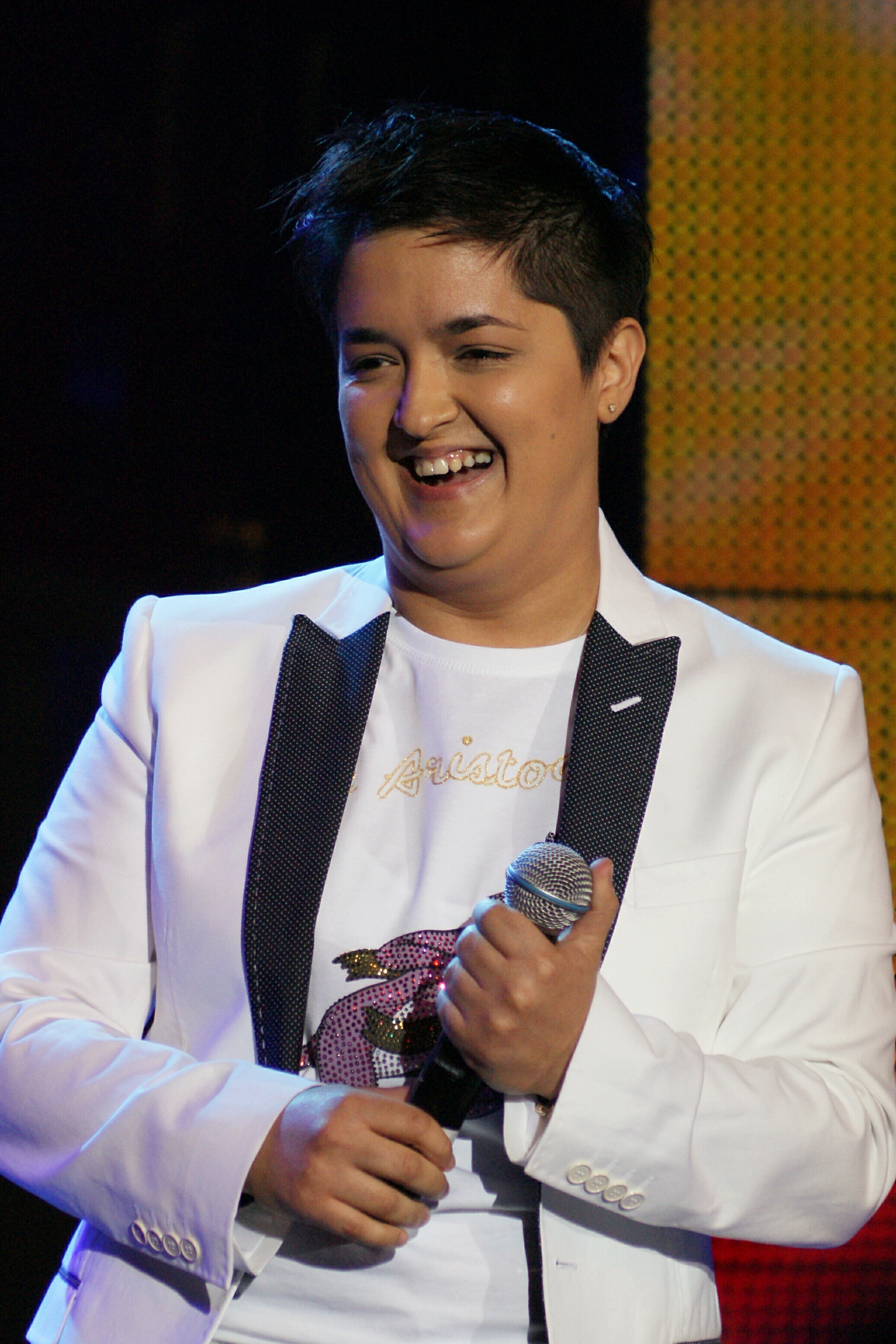
Marija Šerifović, vencedora do Festival Eurovisão da Canção 2007 pela Sérvia.
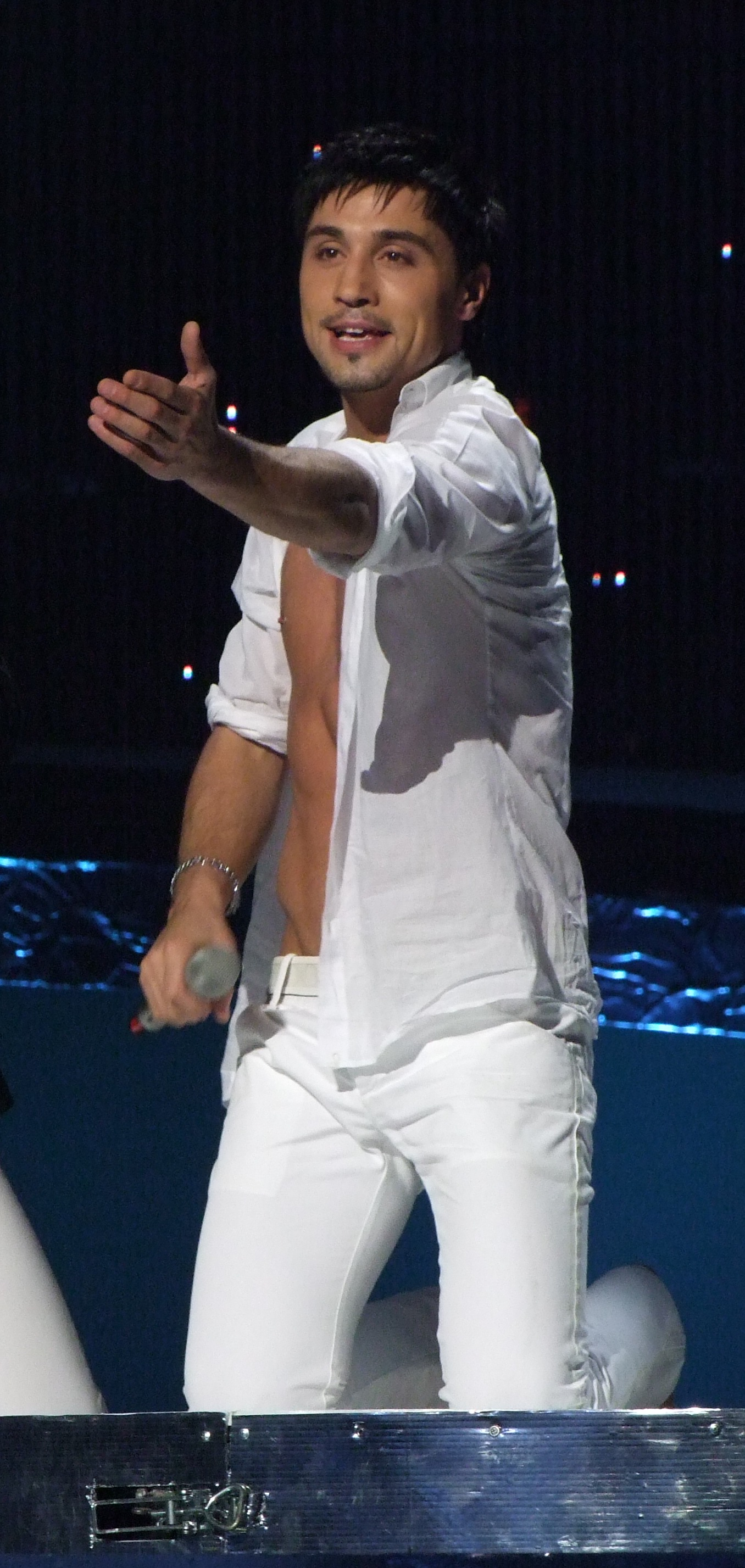
Dima Bilan, vencedor do Festival Eurovisão da Canção 2008 pela Rússia.
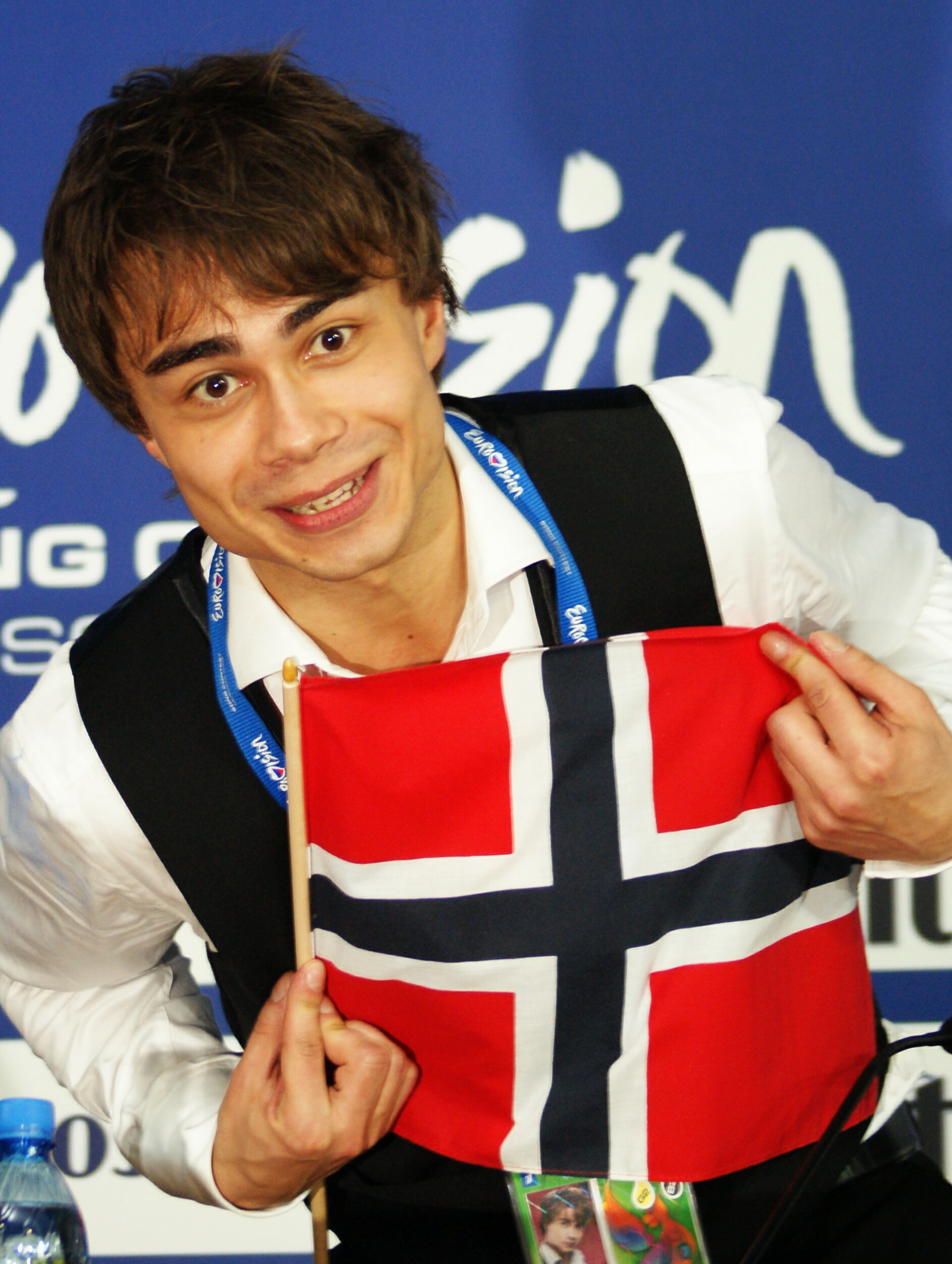
Alexander Rybak, vencedor do Festival Eurovisão da Canção 2009 pela Noruega.
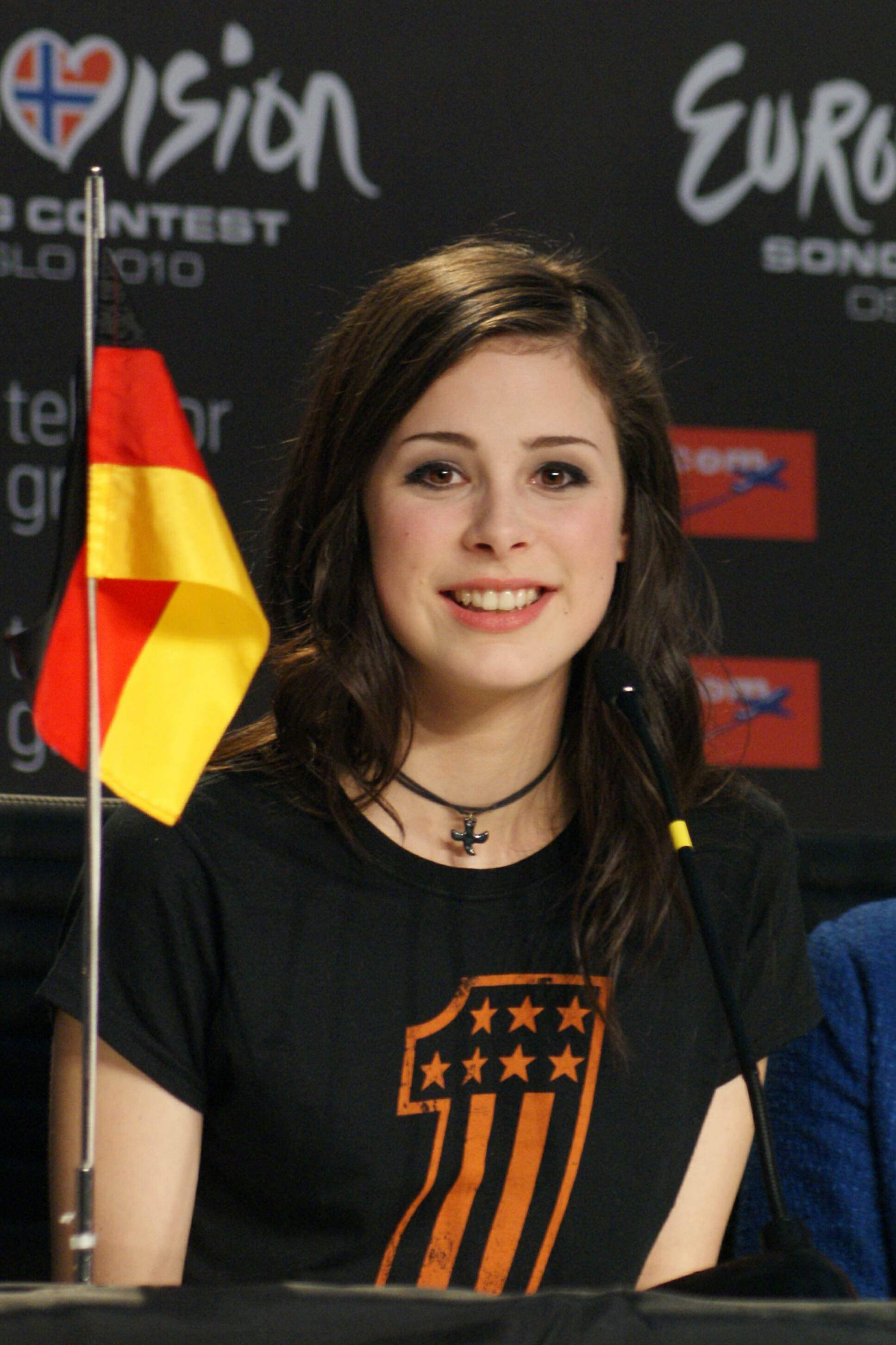
Lena, vencedora do Festival Eurovisão da Canção 2010 pela Alemanha.
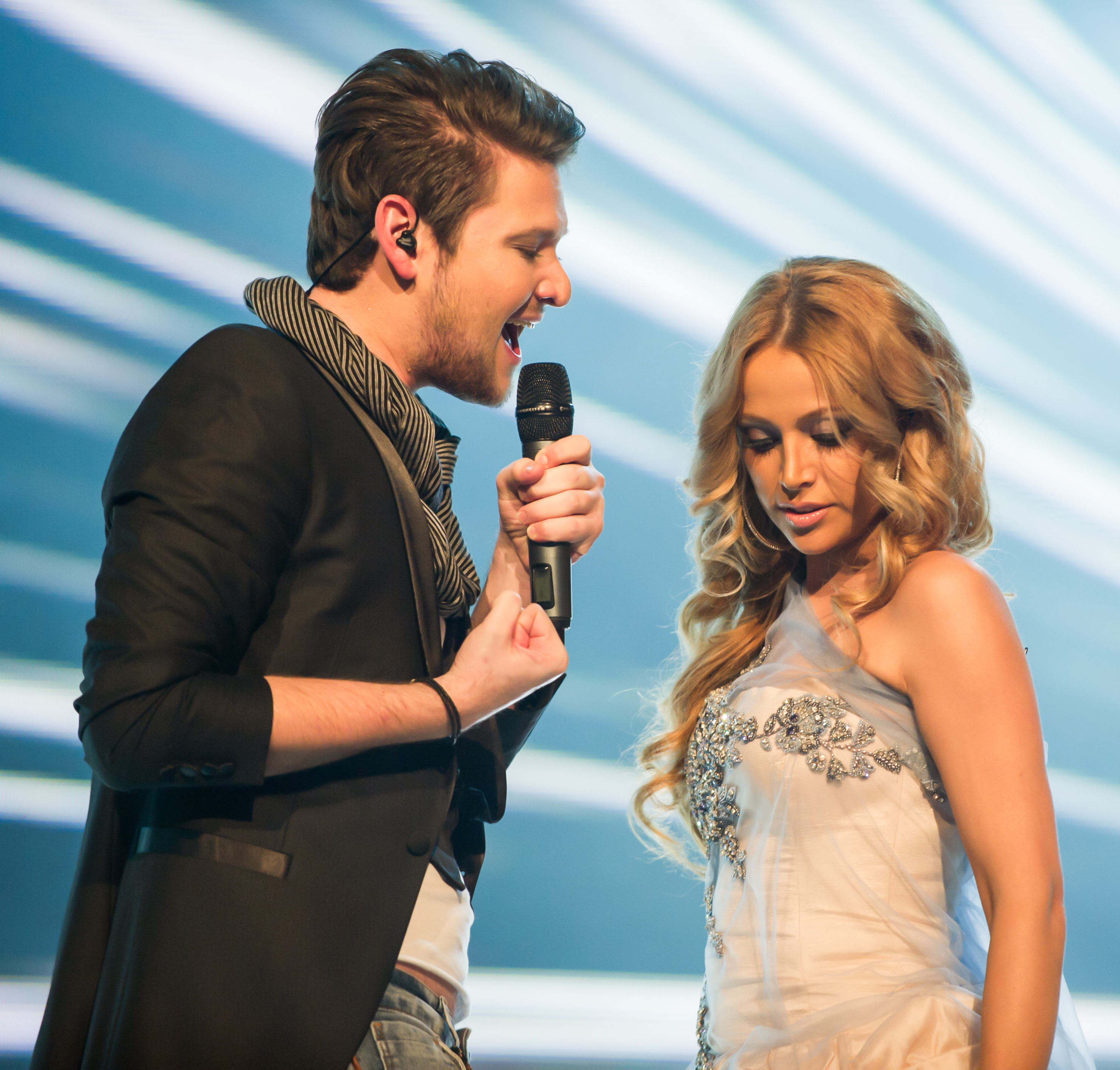
Ell & Nikki, vencedores do Festival Eurovisão da Canção 2011 pelo Azerbaijão.
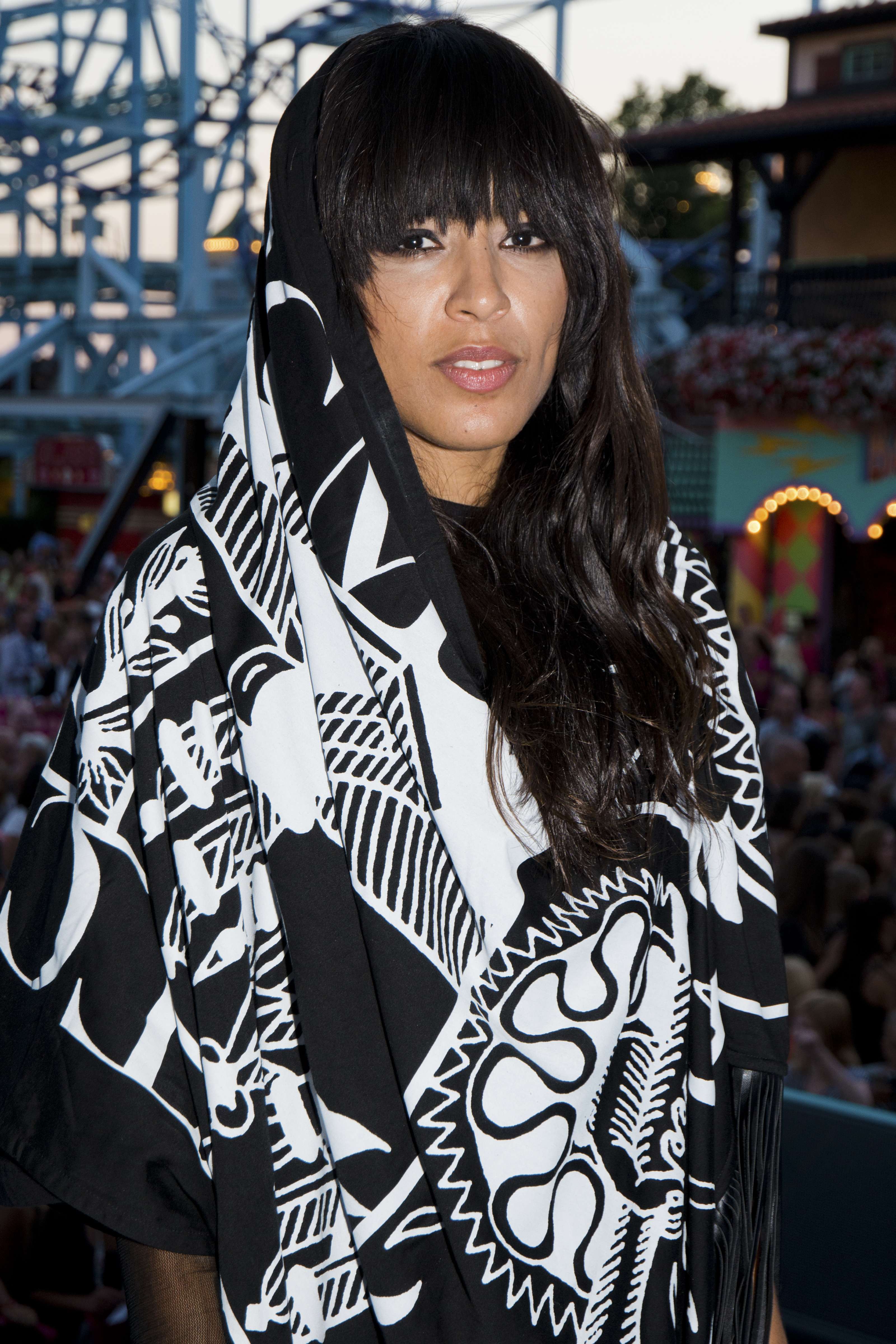
Loreen, vencedora do Festival Eurovisão da Canção 2012 pela Suécia.
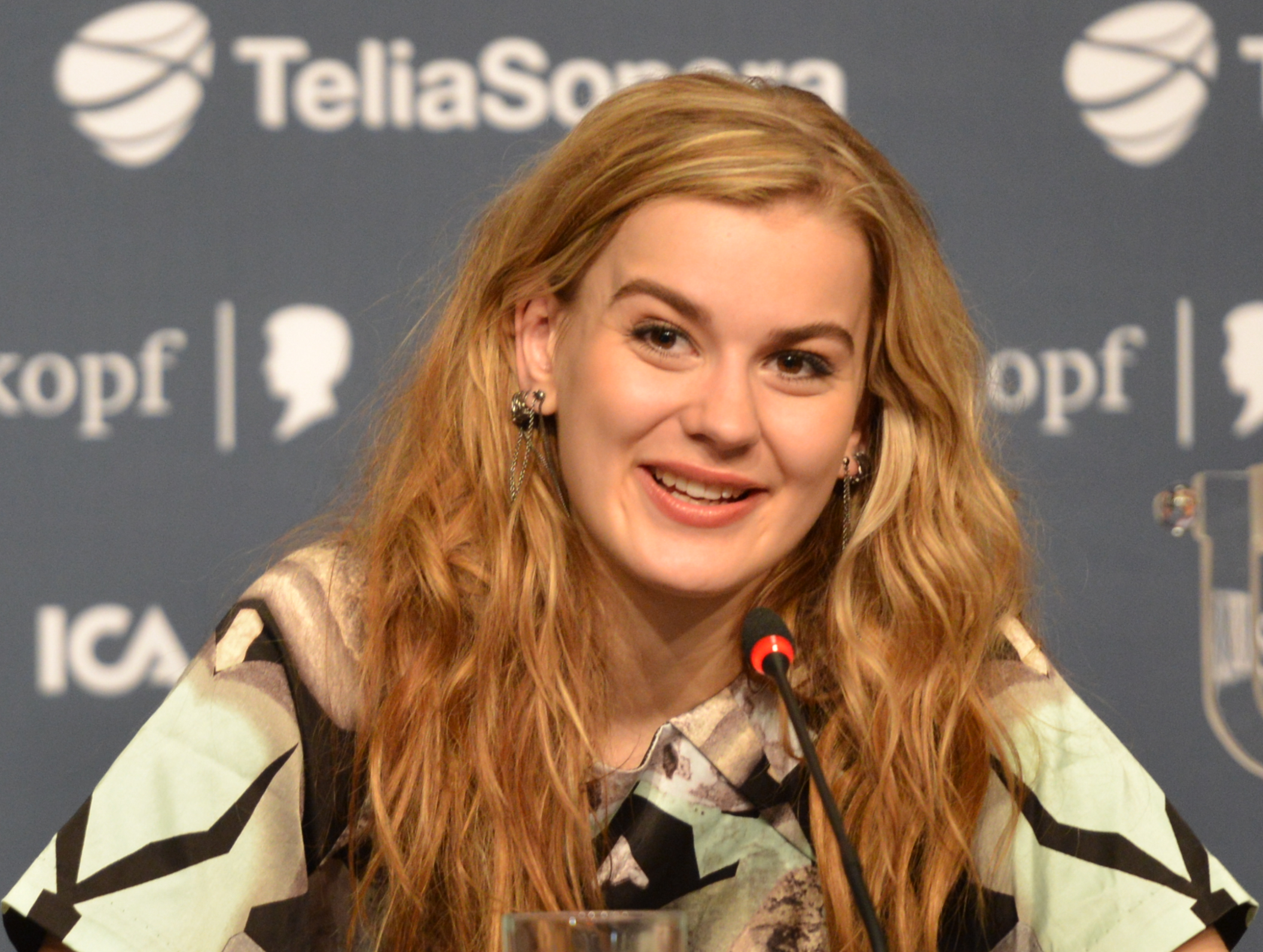
Emmelie de Forest, vencedora do Festival Eurovisão da Canção 2013 pela Dinamarca.
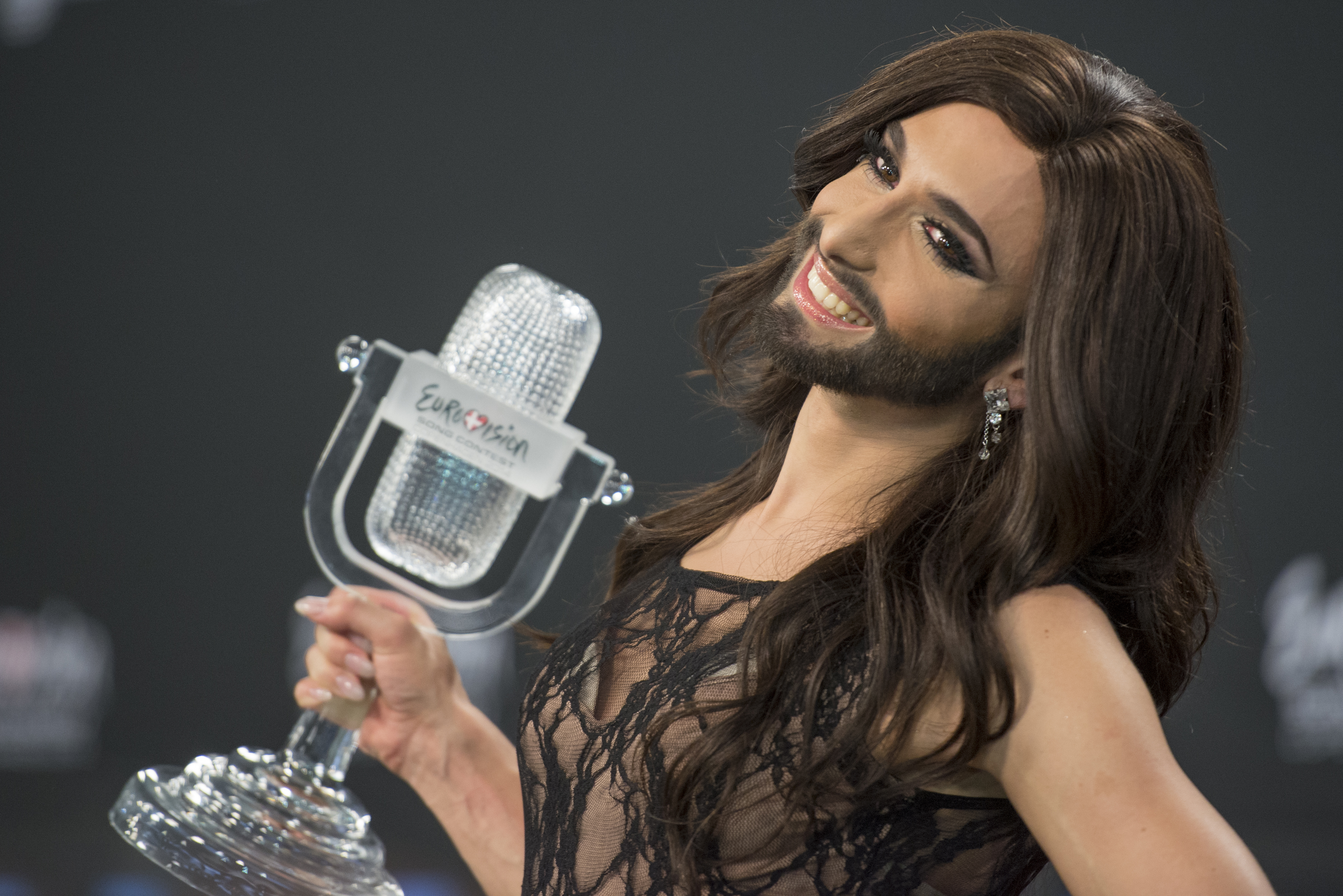
Conchita Wurst, vencedor do Festival Eurovisão da Canção 2014 pela Áustria.
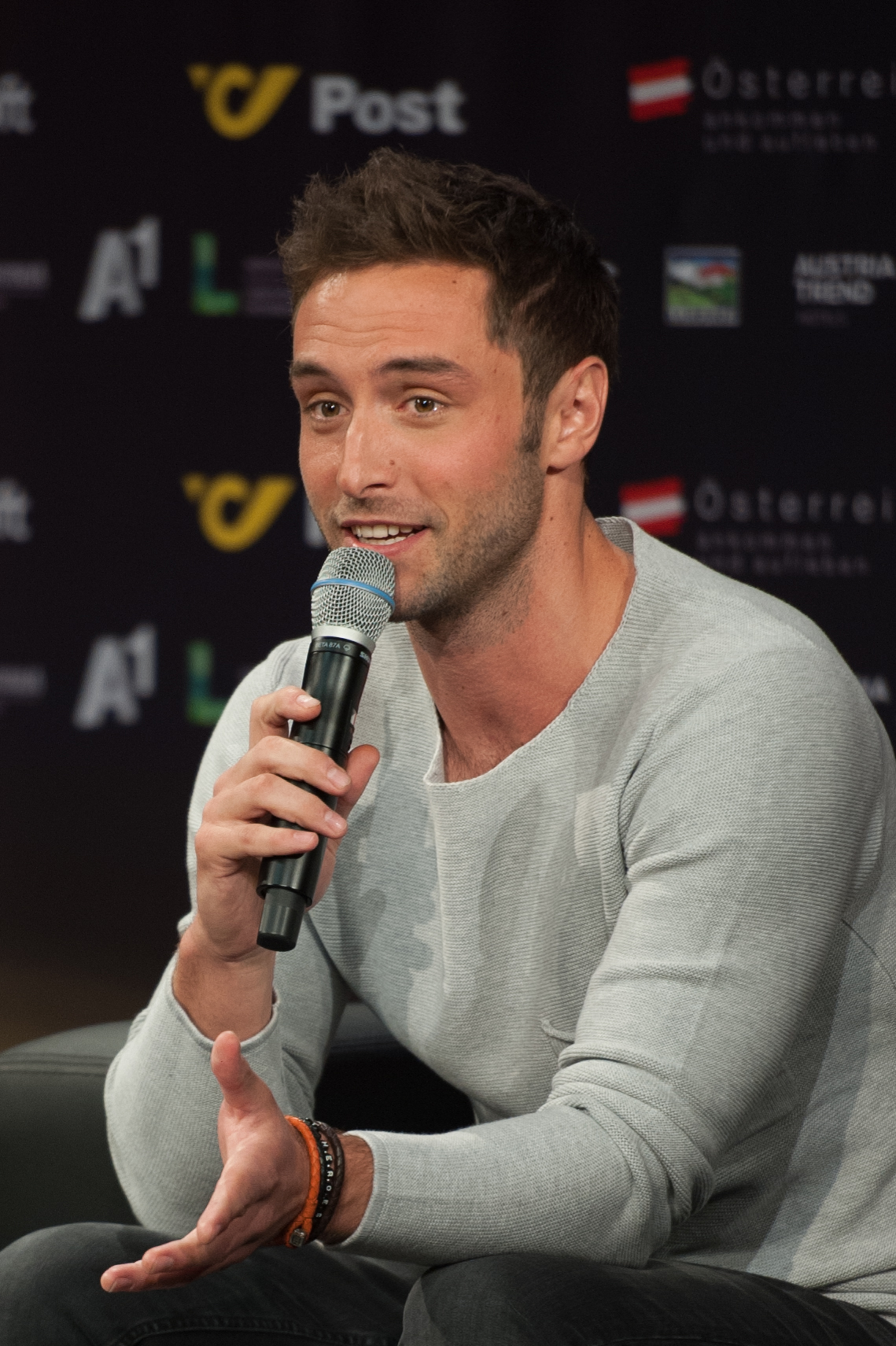
Måns Zelmerlöw, vencedor do Festival Eurovisão da Canção 2015 pela Suécia.
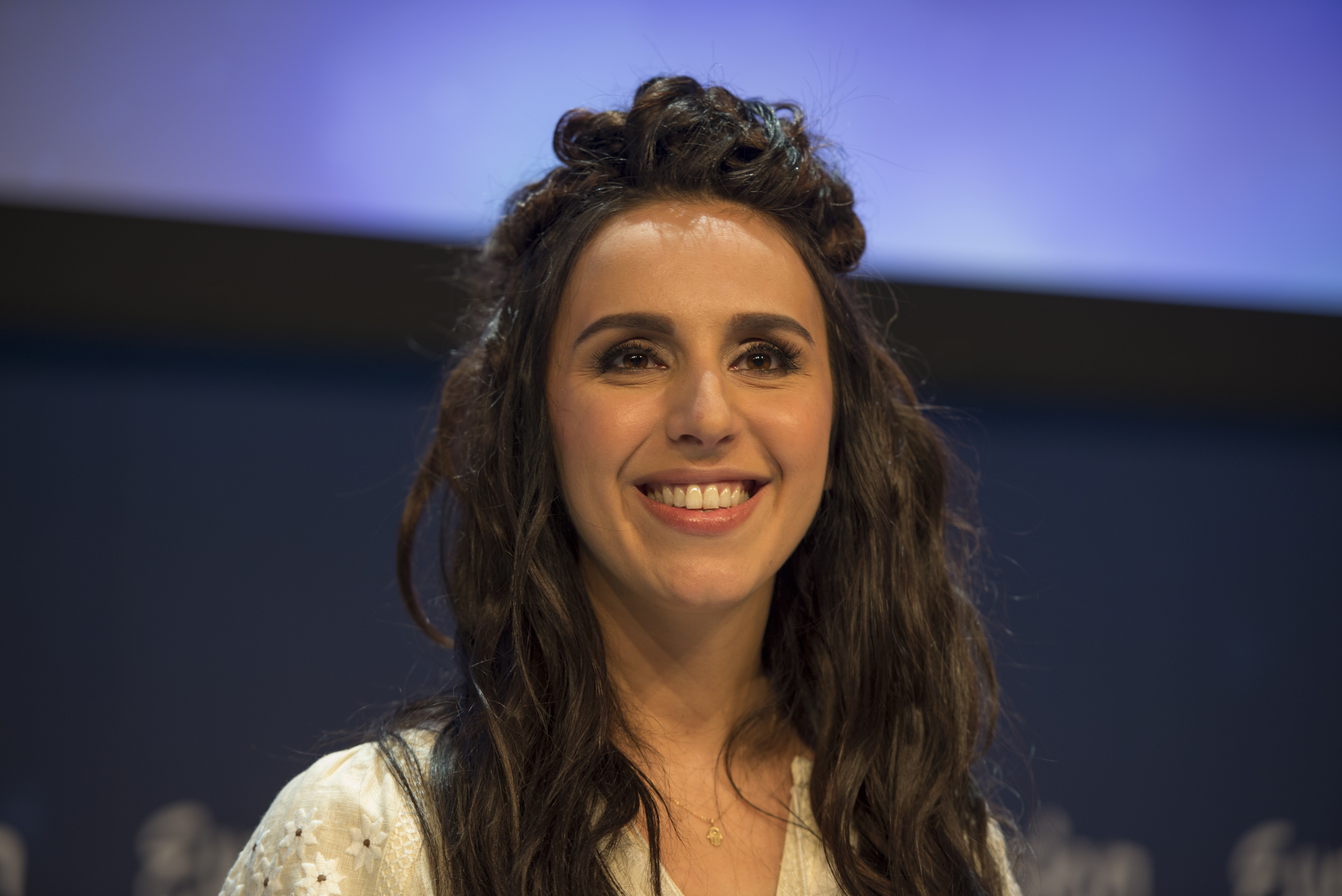
Jamala, vencedora do Festival Eurovisão da Canção 2016 pela Ucrânia.
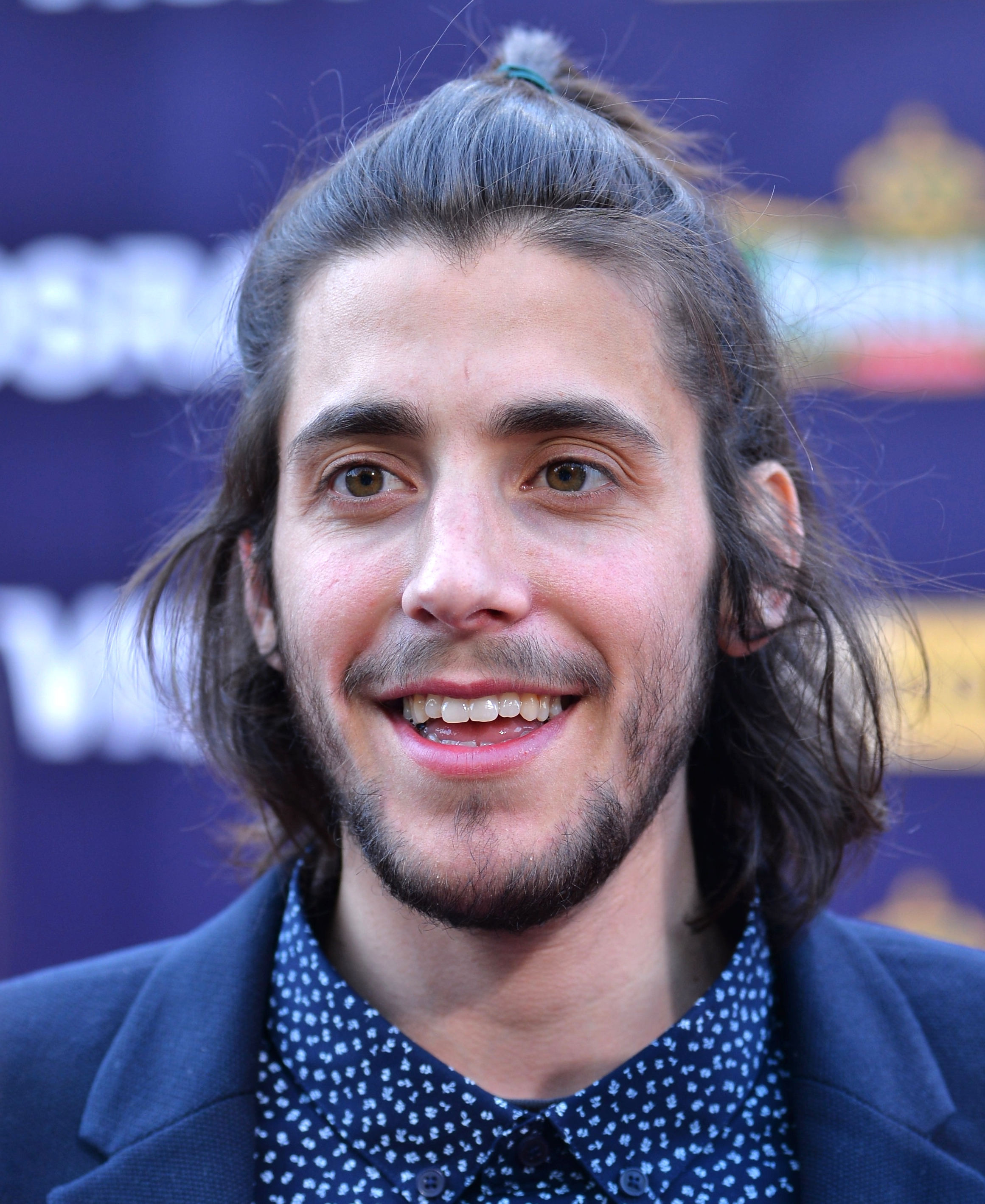
Salvador Sobral, vencedor do Festival Eurovisão da Canção 2017 por Portugal.
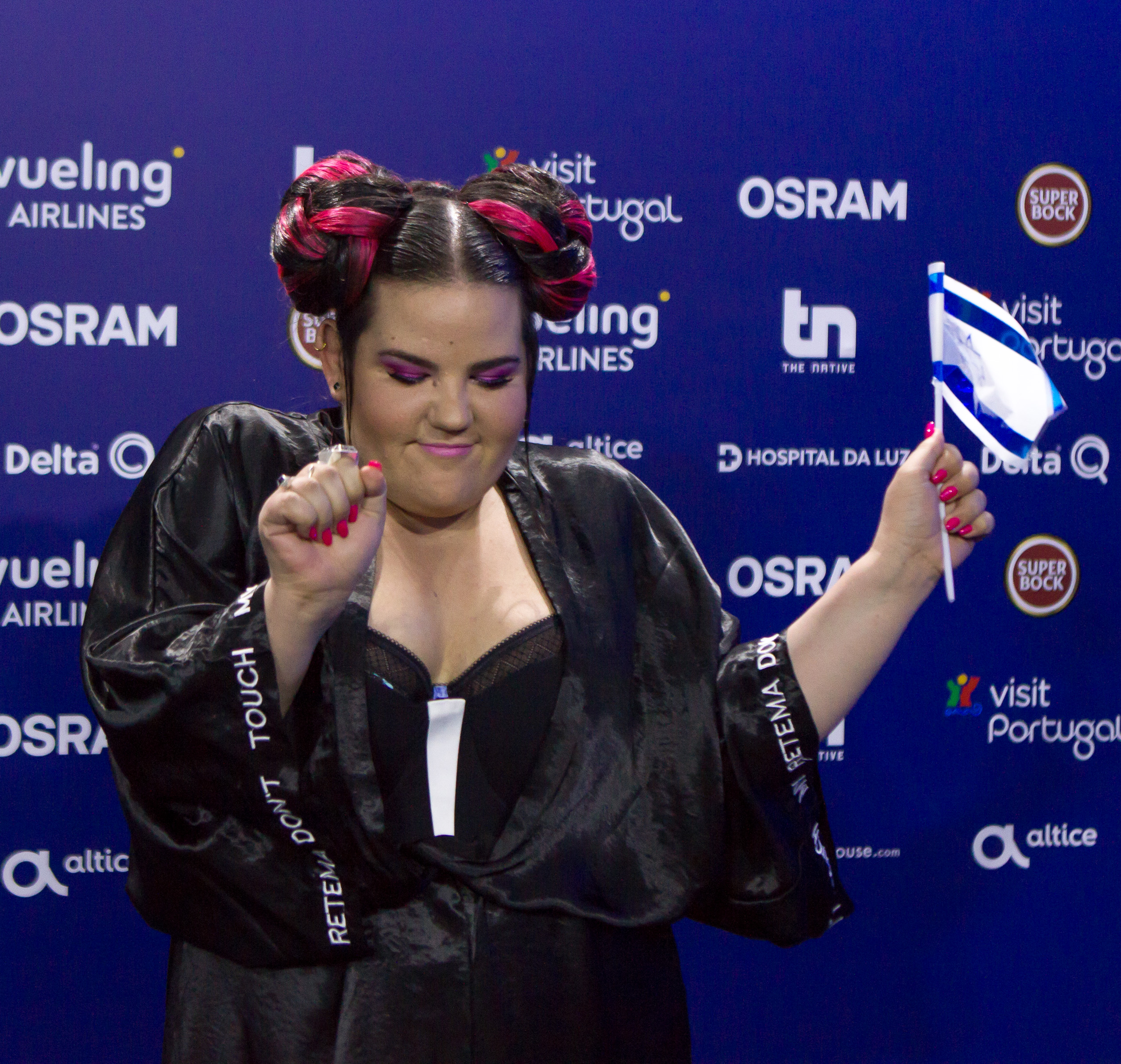
Netta Barzilai, vencedora do Festival Eurovisão da Canção 2018 por Israel.
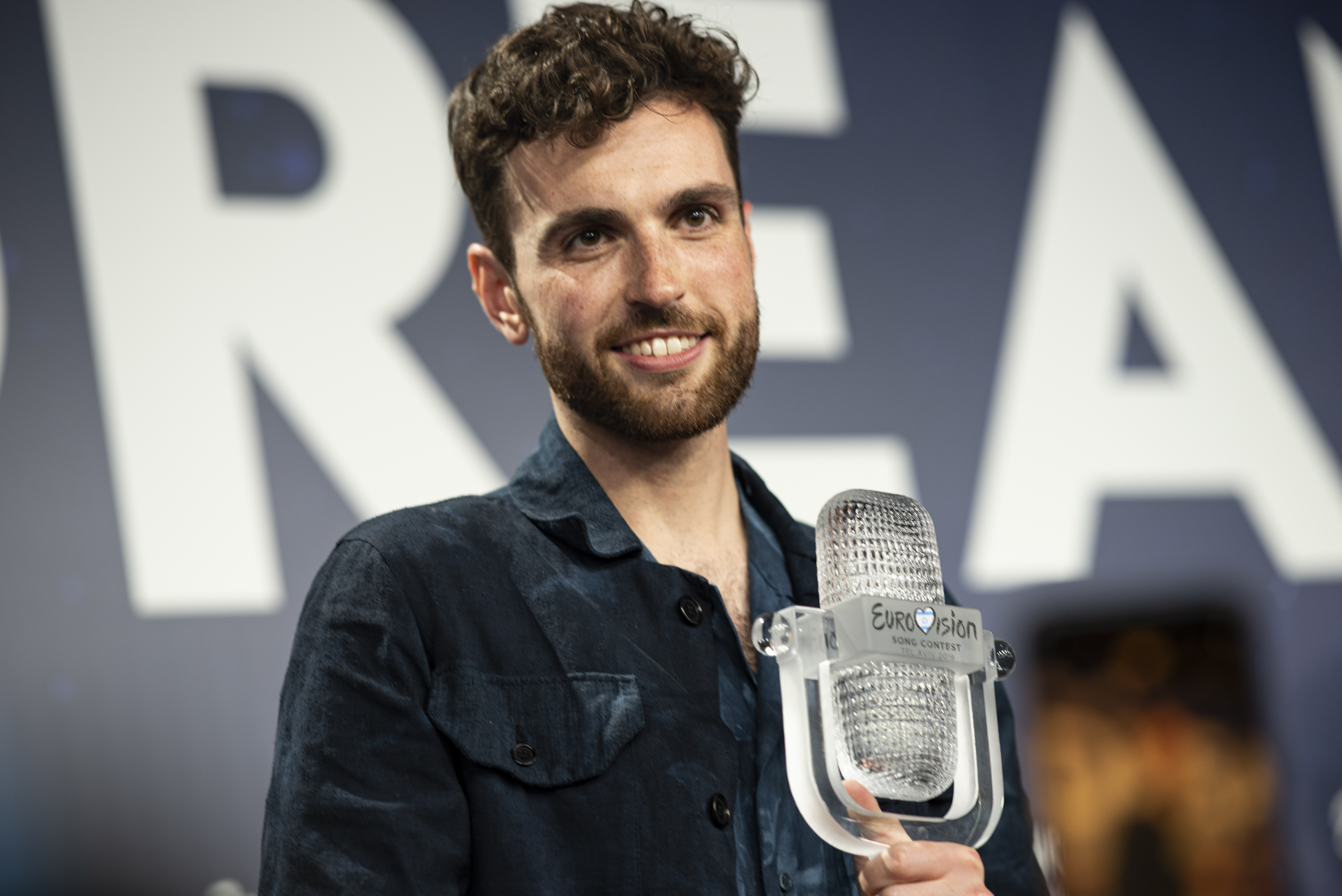
Duncan Laurence, vencedor do Festival Eurovisão da Canção 2019 pelos Países-Baixos.
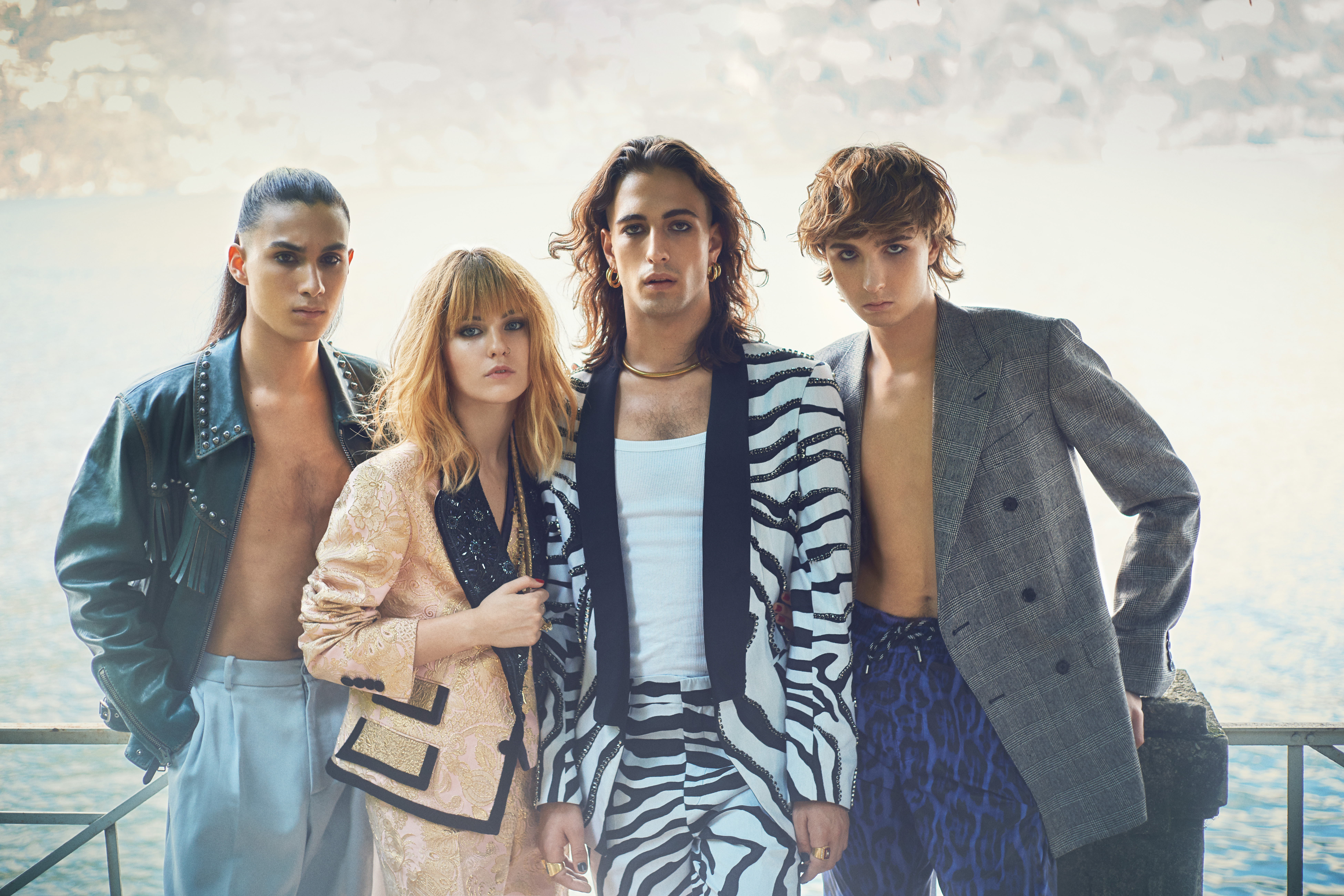
Måneskin, vencedor do Festival Eurovisão da Canção 2021 pela Itália.
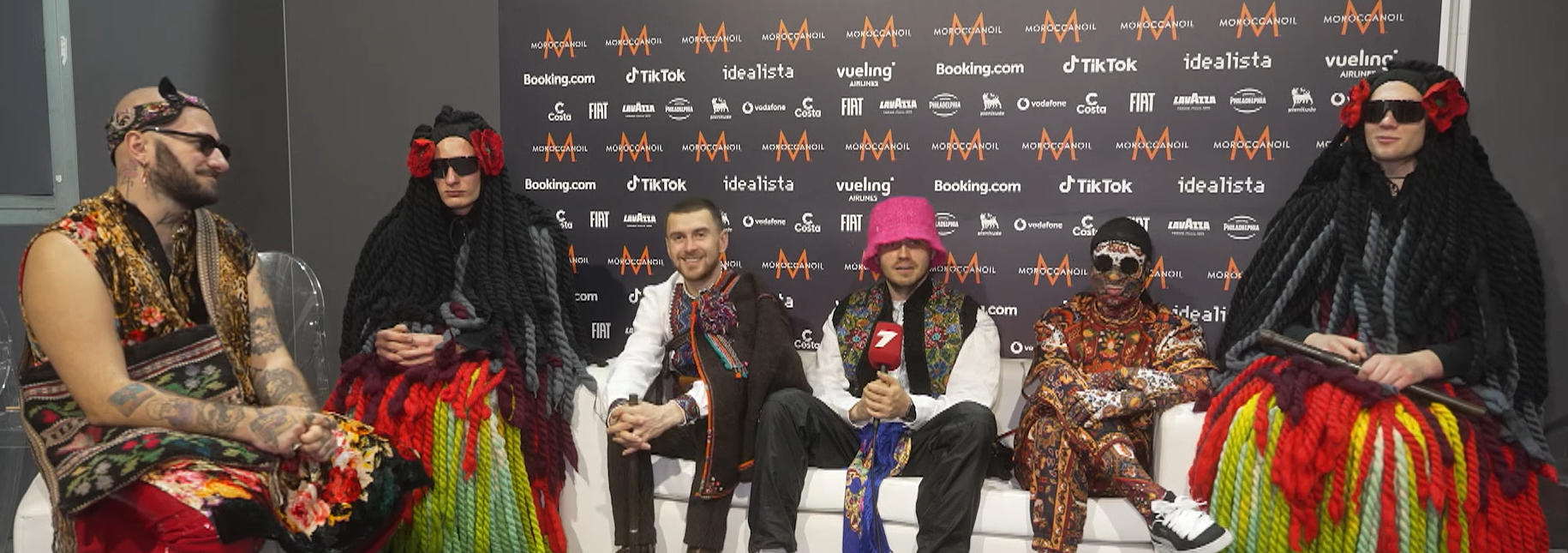
Kalush Orchestra,vencedor do Festival Eurovisão da Canção 2022 pela Ucrânia.
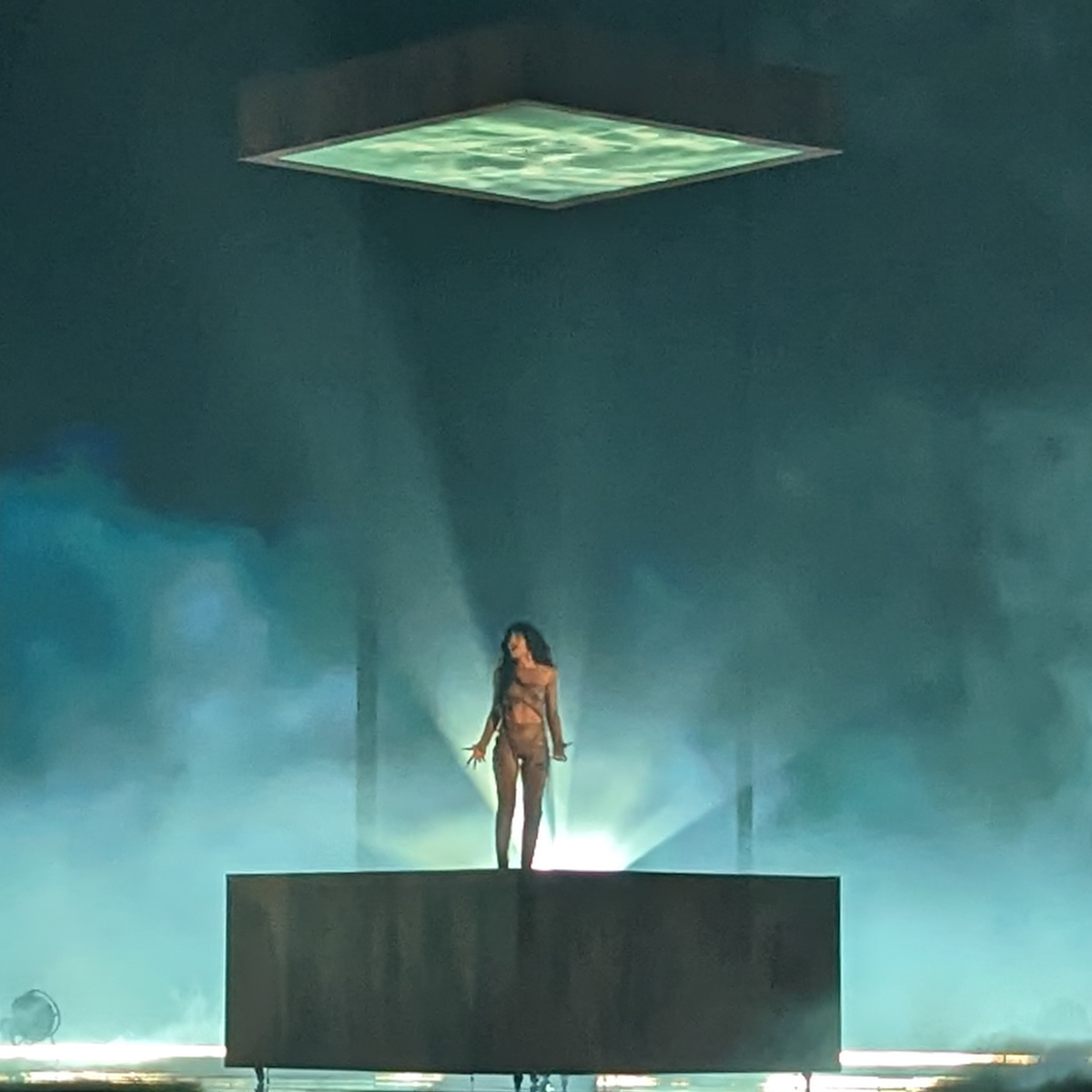
Loreen, vencedora do Festival Eurovisão da Canção 2023 pela Suécia.
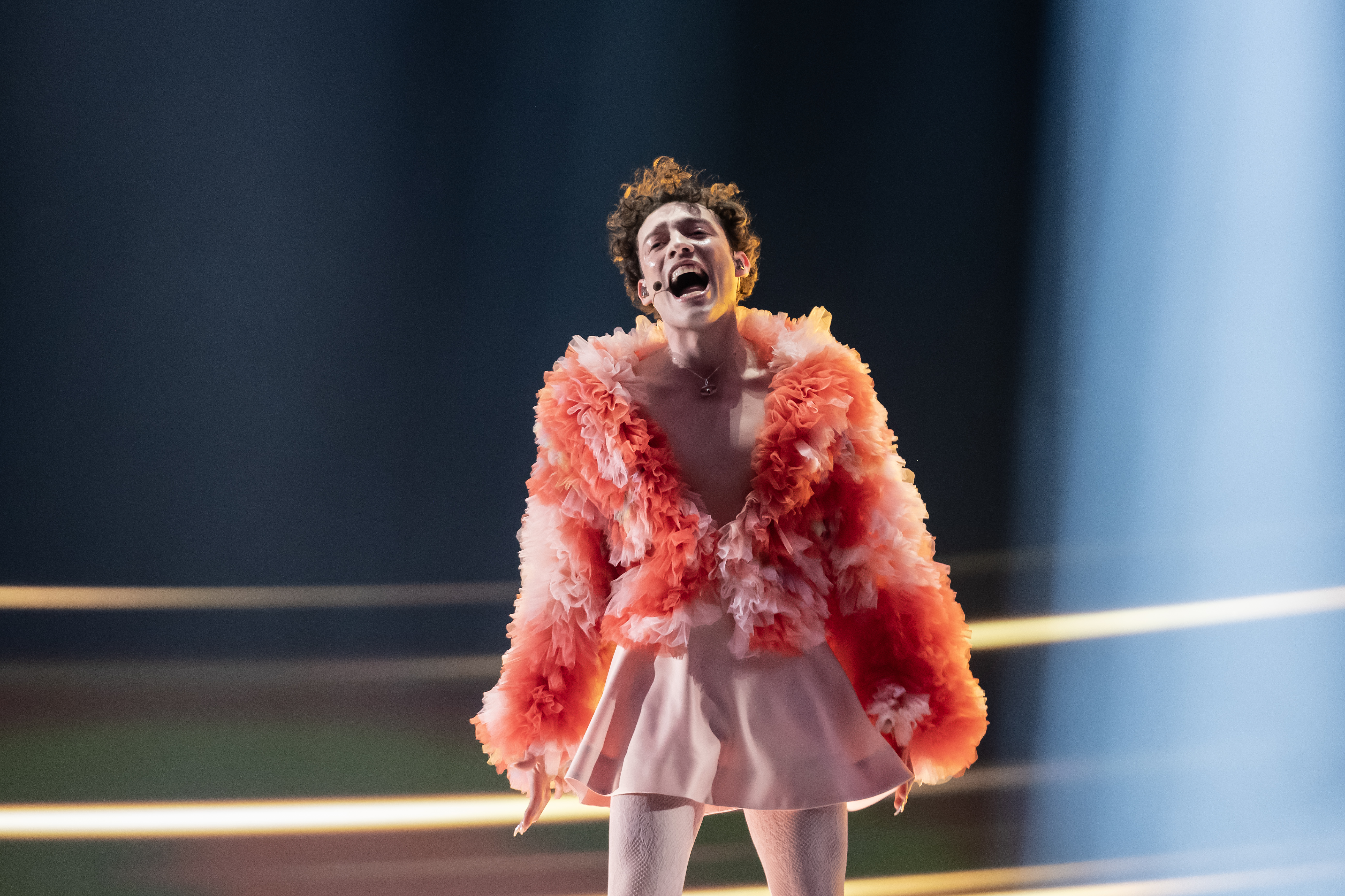
Nemo, vencedor do Festival Eurovisão da Canção 2024 pela Suiça.
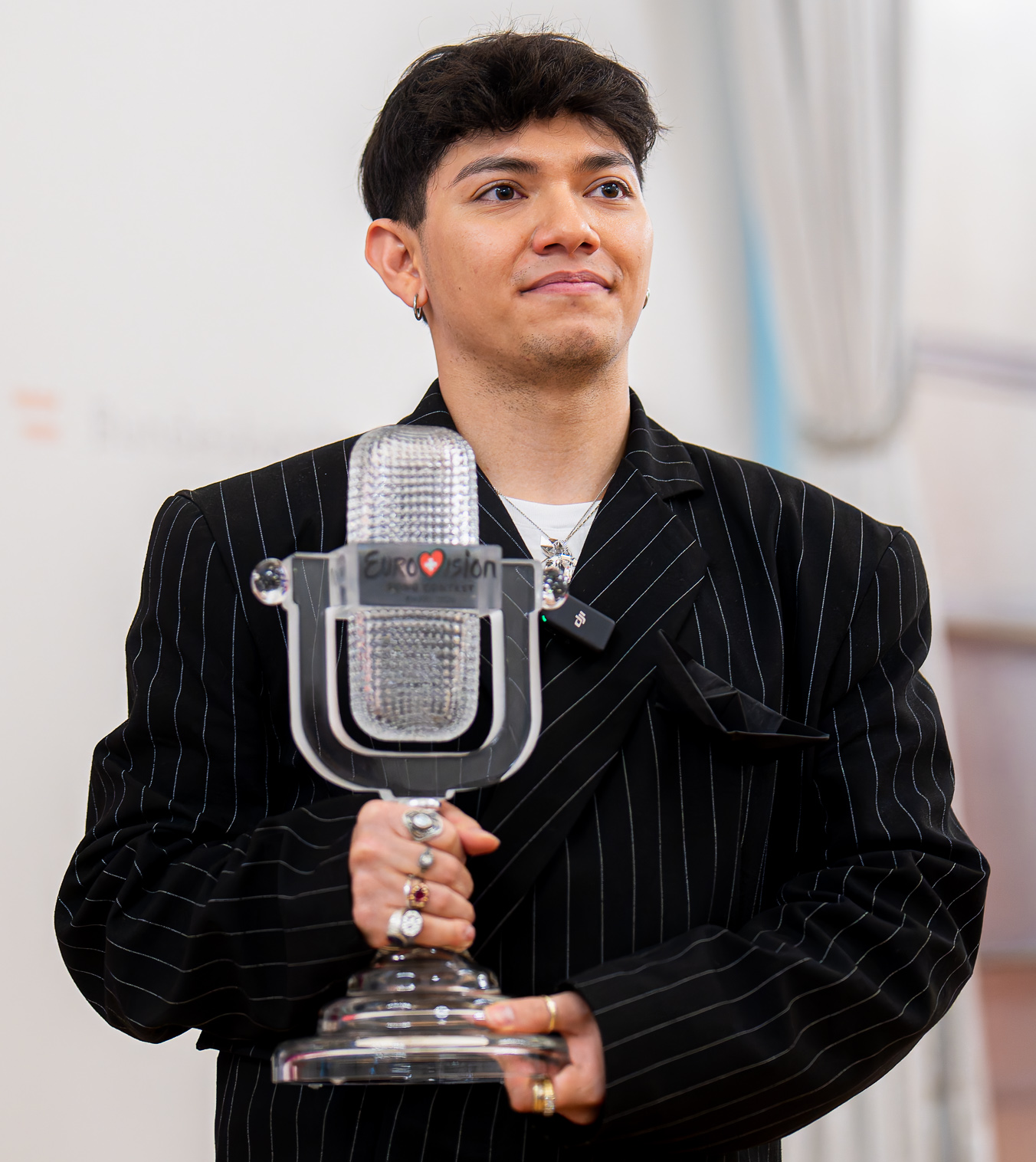
JJ, vencedor do Festival Eurovisão da Canção 2025 pela Áustria.

## 2
1. ↑  Regras do Festival em 2007 (em inglês). Eurovision.tv. Retrieved on 22 August 2007.
2. ↑  Eurovision 1956. Eurovision.tv. Retrieved on 24 May 2008.
3. ↑  BBC News (6 de dezembro de 2005). ABBA's Bjorn says no to reunion. Retrieved on 15 March 2008.
4. ↑  Billboard.com. Biography - Celine Dion. Retrieved on 15 March 2008.
5. ↑  Os resultados exactos do Festival de 1956 nunca foram publicados; apenas se sabe quem foi o vencedor.
6. ↑  Quatro países empataram pelo primeiro lugar em 1969. Como não havia regras para quebrar empates, todos foram considerados vencedores.
7. ↑  França e Irlanda empataram no número de pontos,entretanto a França ficou em segundo lugar no desempate.
8. ↑  A Suécia ganhou o Festival em 1991 no desempate.
9. 1 2 3 4  A partir de 2004, o Festival passou a incluir uma semi-final transmitida em directo. Em 2004, foi feita na Quarta-feira antes da final, e desde 2005 tem sido feita na Quinta-feira da "Semana Eurovisão".
10. 1 2  Desde 2008 o Festival passou a incluir duas semi-finais, feitas na Terça-feira e Quinta-feira antes da final.
11. ↑  ABBA win 'Eurovision 50th' vote. BBC News (23 October 2005). Retrieved on 22 August2007.
12. ↑  1979, 1980, 1981, 1984, 1988, 1991, 1993, 1998, 2002 e em 2003.
13. ↑  Neste mapa, a Croácia tem a vitória da Jugoslávia, visto que a cantora veio da Croácia.
14. 1 2  Esta canção foi cantada parcialmente em Ucraniano.